# Lörrach

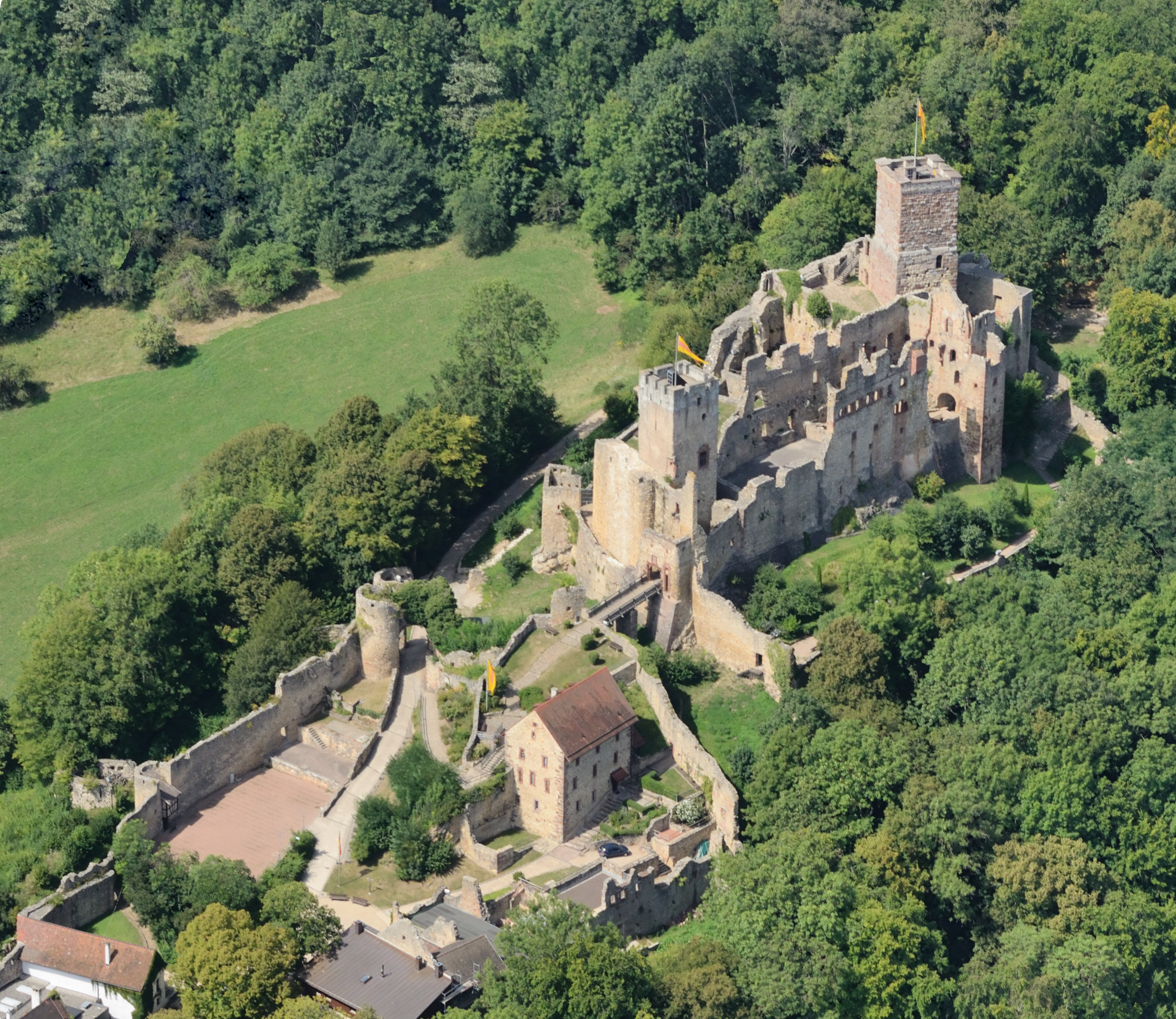
Wahrzeichen Lörrachs: Burg Rötteln

Lörrach ist eine Kreisstadt im Südwesten Baden-Württembergs. Sie ist die größte Stadt des gleichnamigen Landkreises und seit dem 1. April 1956 Große Kreisstadt. In der näheren Umgebung liegen der Schwarzwald, das Rheintal und die Schweizer Großstadt Basel. Mit der westlich gelegenen Nachbarstadt Weil am Rhein  bildet Lörrach ein Doppelzentrum. Bedeutendste Sehenswürdigkeit und Wahrzeichen der Stadt ist die auf einer Anhöhe gelegene Burg Rötteln.
Lörrach liegt weniger als fünf Kilometer vom Dreiländereck Deutschland – Frankreich – Schweiz entfernt, die Gemarkungsfläche grenzt unmittelbar an die Schweiz. Die Stadt ist Bestandteil des Trinationalen Eurodistricts Basel mit rund 830.000 Einwohnern. Der erweiterte trinationale Ballungsraum wird, da er sich um das Rheinknie gebildet hat, auch RegioTriRhena genannt. Dieser Lebens- und Wirtschaftsraum umfasst die Gegend im äußersten Südwesten Baden-Württembergs, die Nordwestschweiz sowie das Oberelsass. Er zählt etwa 2,3 Millionen Einwohner und über eine Million Erwerbstätige.

## Geographie und Lage
Lörrach liegt im äußersten Südwesten Deutschlands an den Ausläufern des südlichen Schwarzwaldes im Wiesental und an der Schweizer Grenze zu Riehen, das dem Kanton Basel-Stadt angehört. Längs der Wiese, einem rechten Nebenfluss des Rheins, verläuft die sogenannte „Grüne Grenze“ zur Schweiz, ein Wanderweg für Fußgänger und Radfahrer. Am südlichen Ende des Gemarkungsgebietes bildet unter anderem die Eiserne Hand, ein Bergrücken, die Landesgrenze zur Schweiz.
| Binzen                      | Rümmingen                                   | Steinen    |
| Weil am Rhein               | Kompassrose, die auf Nachbargemeinden zeigt | Dinkelberg |

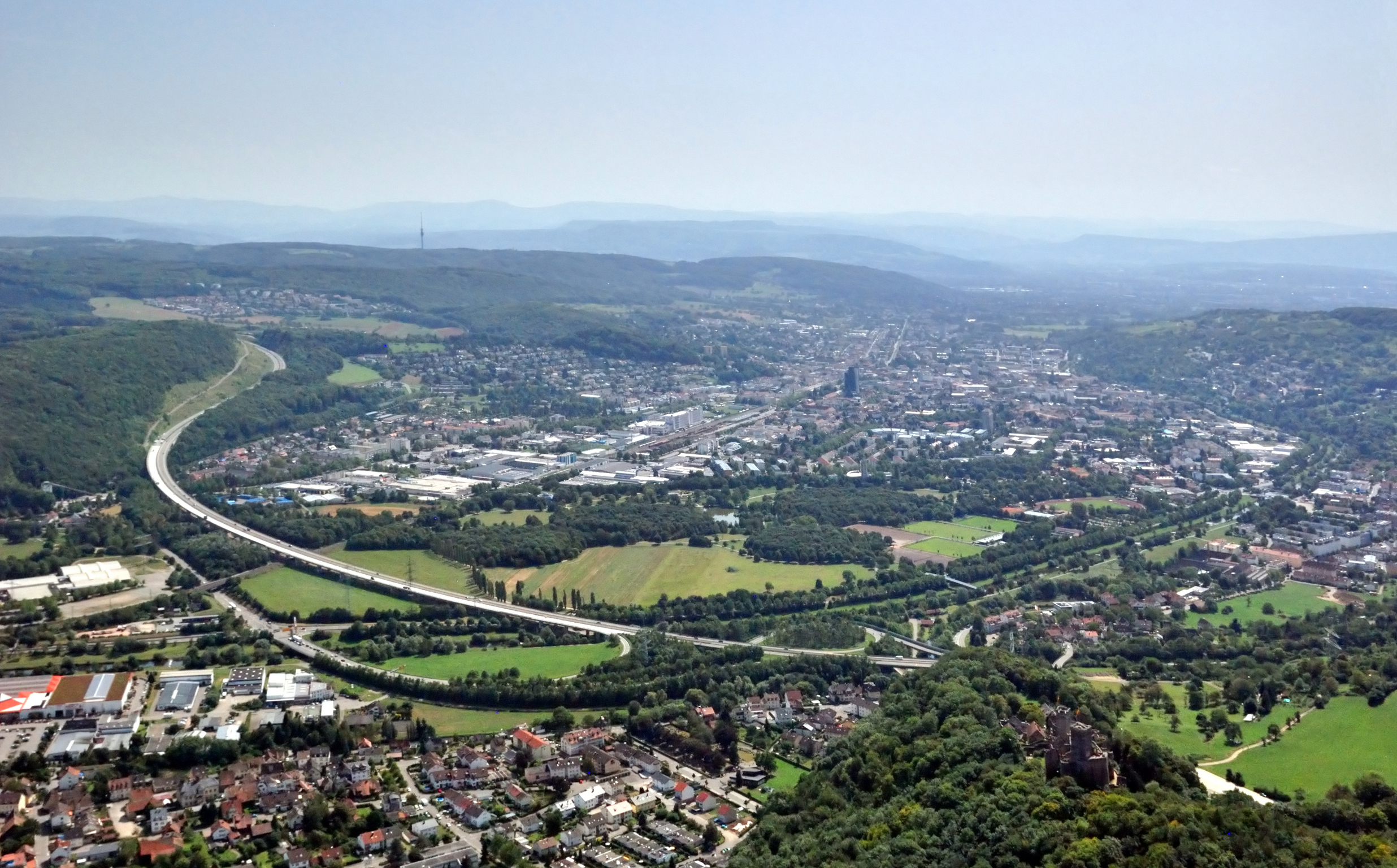
Luftbild Lörrachs aus nordwestlicher Richtung

| Weil am Rhein / Riehen (CH) | Riehen (CH)                                 | Inzlingen  |

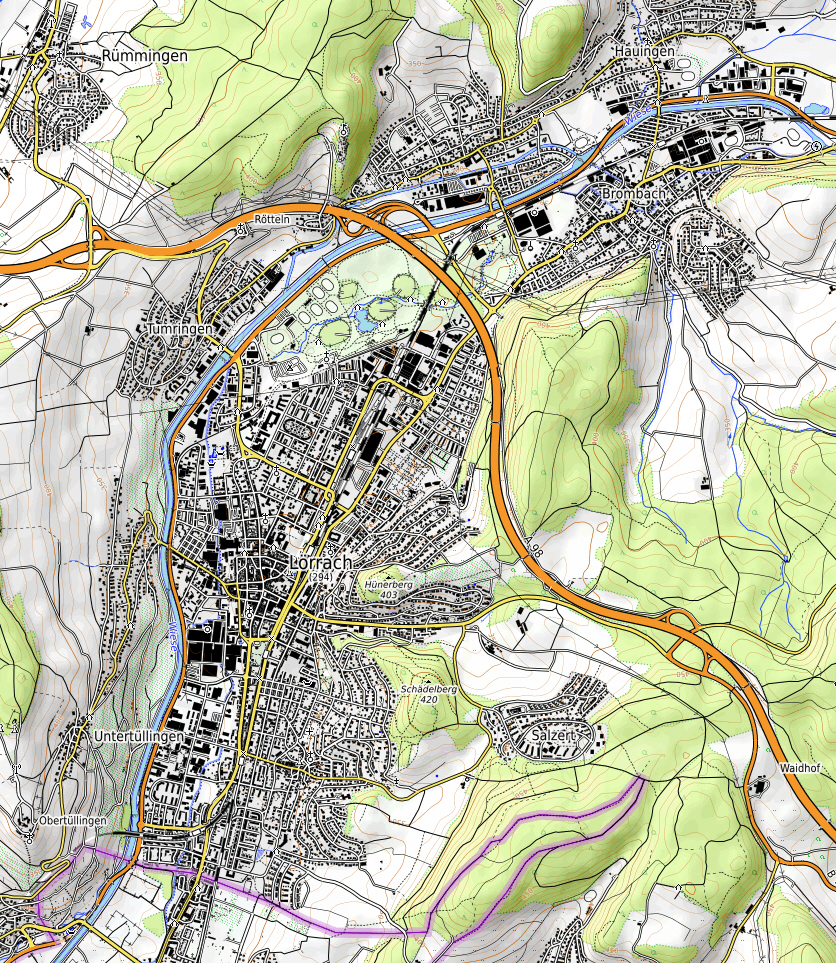
Topographische Karte Lörrachs

Geografische Daten der Stadtgemarkung Lörrachs:
Tiefster Punkt: 268,5 Meter ü. NN (der Fluss Wiese an der Landesgrenze zur Schweiz)
Höchster Punkt: 558,1 Meter ü. NN (Hochstand im Röttler Wald)
Das bebaute Stadtgebiet Lörrachs misst in der größten Nord-Süd-Ausdehnung 6,0 Kilometer, in der Ost-West-Richtung sind es 4,6 Kilometer.
Lörrach wird manchmal als „Hauptstadt“ des Markgräflerlands bezeichnet und gehört dem trinationalen Eurodistrikt Basel und Regio TriRhena an. Die Landeshauptstadt Stuttgart liegt 230 Kilometer von Lörrach entfernt, die Schweizer Großstädte Bern 102 Kilometer und Zürich 90 Kilometer, eine gute Autostunde. Die nächste französische Großstadt (49 Kilometer) ist Mülhausen, die nächste deutsche Großstadt ist Freiburg im Breisgau (74 Kilometer).
Die Stadt Lörrach wird von vielen bewaldeten Erhebungen (Schädelberg, Homburger Wald, Röttler Wald und Tüllinger Berg) entlang des Unteren Wiesentals umrahmt, wovon der Tüllinger Berg mit 460 Metern ü. NN eine der höchsten bildet. Von dort aus hat man die beste Aussicht auf die umliegenden Städte Weil am Rhein und Basel sowie auf das Rheinknie. Auf dem Tüllinger Berg ist ein 657 Hektar umfassendes Landschaftsschutzgebiet eingerichtet. Am Südwesthang des Berges wird die regional bedeutende Gutedelrebe angebaut und zu Markgräfler Wein verkeltert. Insgesamt sind im Stadtgebiet neun Gebiete zum langfristigen Schutz von Natur und Landschaft eingerichtet. Naturräumlich gehört das Stadtgebiet Lörrachs zum Markgräfler Hügelland.
Durch Lörrach, genauer gesagt, an der Burg Rötteln vorbei über den Tüllinger, führt die Schlussetappe der Variante A des Westweges. Seit 2010 verläuft ein Teil des Hebel-Wanderweges ebenfalls durch das Stadtgebiet. Insgesamt befinden sich 89 Kilometer eines vom Schwarzwaldverein betreuten Wanderwegenetzes auf Lörracher Gemarkung.

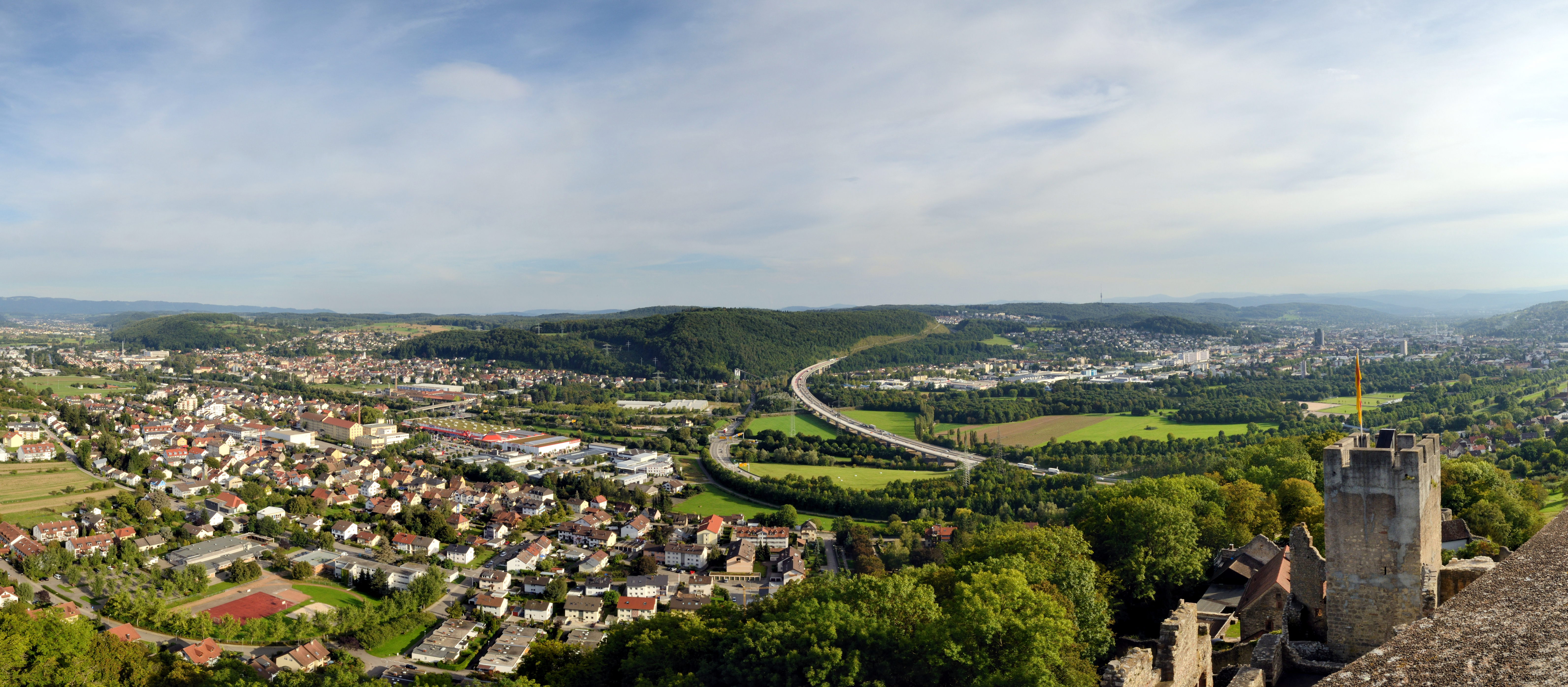
Blick von der Burg Rötteln auf Lörrach, am Fuße der Burg der Ortsteil Haagen, im Hintergrund Brombach, links am Rand Hauingen, rechts der Autobahnbrücke (Wiesentalbrücke) beginnt hinter dem Grüttpark die Kernstadt

Lörrach liegt in einem sogenannten Zollgrenzbezirk mit Sitz eines Hauptzollamtes. Nach dem Beitritt der Schweiz zum Schengen-Raum sind am 12. Dezember 2008 die Personengrenzkontrollen weggefallen. Die Zollkontrollen bleiben hingegen bestehen, da die Schweiz nicht der europäischen Zollunion beigetreten ist. Die Grenzlage Lörrachs brachte den Stadtbewohnern sowohl Vor- als auch Nachteile. Mit dem Fall der Grenzen innerhalb der EU und den bilateralen Verträgen der Europäischen Union mit der Schweiz gelangte die Region erstmals aus einer politischen Randlage heraus in eine europäische Zentrallage. Mit gut ausgebauten Nord-Süd- und Ost-West-Verkehrsverbindungen ist Lörrach wirtschaftlich eingebunden und profitiert auch im Fremdenverkehrswesen als Regionalzentrum des südlichen Schwarzwaldes. Nachteilig wirkt sich die gestiegene Kriminalität durch den Grenzverkehr aus; dazu zählen insbesondere Straftaten im Bereich des Drogenschmuggels. Der Landkreis Lörrach lag 2004 bei der Häufigkeitszahl an kriminellen Delikten mit 10.099 Fällen landesweit auf Platz sechs in Baden-Württemberg.

### Geologie

Umgebung von Lörrach im Dreiländereck

Ein Großteil der Kernstadt steht auf den Schottermassen, welche die Wiese in der letzten (Würm-)Kaltzeit aufgeschüttet hat. Auf ihnen liegen auch die alten Ortskerne von Brombach, Haagen und Hauingen. Tumringen dagegen hat sich erst spät auf die Talebene ausgedehnt. Diese Ebene weist zwei Niveaus auf: ein höheres, das Aufschüttungsniveau der letzten Kaltzeit (Niederterrasse), und ein tieferes, das nacheiszeitlich entstand, als die sich eintiefende Wiese ihre Schotter teilweise abräumte und umlagerte (die Aue). Der etwa 10 Meter hohe, beide Ebenen verbindende Rain (das Hochgestade), ein altes Wieseufer, ist im Stadtbild nicht zu übersehen (Steilanstiege der Teichstraße, der Clara-Immerwahr-Straße, der Weiler Straße, das an den Rain angelehnte Burghof-Parkhaus, die „Rainstraße“ usw.). Er lässt sich bis Brombach verfolgen, wobei schon im Grütt der Niveauunterschied geringer wird. Ab Haagen, wo auch rechts der Wiese die Niederterrasse erscheint, beträgt der Höhenunterschied nur noch ungefähr 5 Meter. Östlich Hauingen setzt die Niederterrasse ganz aus. Bis zur Eindämmung der Wiese war die Aue Überschwemmungsgebiet. Im Luftbild lassen sich noch heute zwischen dem Haagener Steg und dem Autobahnzubringer im offenen Feld die alten, von der Vegetation nachgezeichneten Flussarme erkennen.
Der Talraum um die Kernstadt wird im Westen durch den Tüllinger Berg, im Osten durch eine Folge von Hügeln wie dem Hünerberg, dem Leuselhard/Schädelberg sowie dem Stettenbuck vor dem eigentlichen Westrand des Dinkelbergs begrenzt.
Die Westbegrenzung der Muschelkalktafel des Dinkelbergs liegt in einer Nord-Süd streichenden etwa einen Kilometer breiten Abbiegezone, in der nicht nur die Muschelkalkschichten, sondern auch jüngere Sedimente in die Tiefe des Oberrheingrabens abtauchen, also nicht einfach an Verwerfungen abgeschoben werden. Diese Flexurzone setzt südlich Kandern als Fortsetzung der Rheingraben-Randverwerfung ein und erreicht das Stadtgebiet auf der Haagener Gemarkung. Schon am Westrand des Lingert, sichtbar in einem aufgelassenen Steinbruch, biegen die Muschelkalkschichten ab. Westwärts in Richtung Lichsen und Manzental folgen dann, ebenfalls abtauchend, immer jüngere Schichten: rote Keupertone und Jurasedimente, darunter die schräg gestellte harte Hauptrogensteinrippe, auf der die Burgruine sitzt. Westlich der Burg sind es dann bereits Tertiärschichten, die ebenfalls in die Grabentiefe abtauchen. (→ Geologie von Haagen).
Im Kernstadtgebiet verlaufen Längsverwerfungen in der Flexur. Dazu kommen mehrere Querstörungen, so dass ein richtiges Mosaik aus Jura- und Tertiär-Schollen entsteht, das in der Landschaft als Hügelkette zwischen Dinkelberg und Talebene in Erscheinung tritt. Dabei spielt der Hauptrogenstein bei Hünerberg, Schädelberg und Stettenbuck jeweils als widerständige Deckplatte eine landschaftsprägende Rolle. Zwischen diesen Schollen und dem Muschelkalk des Dinkelbergs verläuft vom Salzert über den Spitzacker bis zur Moosmatt in weichen Keupertonen eine waldfreie Ausräumungszone.
Die abtauchenden Schichten der Flexur bilden unter dem Tüllinger Berg eine tiefe Mulde, steigen weiter westlich also wieder auf. Der Muschelkalk des Dinkelbergs ist im Muldentiefsten über 1000 Meter tief versenkt. Er (und die jüngeren mesozoischen Schichten) sind dort bedeckt von Sedimenten der tertiären Grabenfüllung, u. a. von grauen Tonen aus der Zeit als der Rheingraben von einem flachen Meeresarm erfüllt war (Rupel: Froidefontaine-Formation) und Feinsandsteinen und Mergeln, Schwemmlandsedimenten aus der folgenden festländischen Zeit. Diese sogenannte Elsässer Molasse (Rupel/Chatt: Niederrödern-Formation) bildet über der Wiese nur einen niedrigen Sockel des Tüllinger Berges, im übrigen Markgräflerland aber weithin den Untergrund. Auf ihr lagern als oberste Muldenfüllung die sog. Tüllinger Schichten, eine Folge von Mergeln mit zwischengeschalteten Kalken, die sich einst in einem Seebecken abgelagert haben. Diese Wechselfolge verrät sich an den Hängen des Tüllinger Berges durch mehrere umlaufende Hangversteilungen, denen jeweils die harten Süßwasserkalke zugrunde liegen. Zudem bilden sich an deren Fuß über den wasserstauenden Mergeln Quellhorizonte. Die Mergel des Tüllinger Berges neigen stark zu Hangrutschungen. Am bekanntesten ist der Weiler Schlipf. Während der Dinkelberg vorwiegend aus rund 245 Mio. alten marinen Muschelkalkschichten des Erdmittelalters aufgebaut ist, sind die Sedimente des Tüllinger Bergs wesentlich jünger, rund 25 Mio. Jahre alt (Oligozän: Chatt). Der Erosionsleistung von Wiese, Kander und Rhein ist es zu verdanken, dass die einstige Muldenfüllung heute als „herausgeschnittener“ Höhenrücken erscheint.
Brombach und Hauingen liegen östlich der Rheintalflexur, also nicht mehr im Oberrheingraben, sondern in der südlichen, tektonisch höher gelagerten Vorbergzone des Schwarzwaldes, der Schopfheimer Bucht. Brombachs Gemarkung greift auf den Dinkelberg aus, wo die zur Verkarstung neigenden Bänke und Platten des Oberen Muschelkalks das dominierende Gestein sind. Im südöstlichen bewaldeten Teil der Gemarkung hat sich noch Keuper erhalten, auf der Metzelhöhe sogar noch ein Rest Unterjura. Die übrigen Juraschichten, die in der Flexur der Abtragung entgangen sind, wurden von dieser auf dem Dinkelberg bereits gänzlich abgeräumt. (→ Geologie von Brombach) Auch in Brombach weist die Talebene die Gliederung in Niederterrasse und Aue auf. Der alte Dorfkern liegt dabei großenteils auf dem Schwemmfächer des Dorfbaches.
Haagen liegt auf einem im Osten nur noch schmalen Niederterrassenstreifen, der sich zwischen dem unteren Lichsenweg und dem Röttler Burgberg buchtartig erweitert. Die geologischen Verhältnisse im Bereich der Flexur wurden bereits oben skizziert. (→ Geologie von Haagen)
Das alte Dorf Hauingen hat sich auf dem Schwemmfächer des Soormattbaches, der die hier nur noch kleinflächige Niederterrasse bedeckt, angesiedelt. Hauingen liegt schon außerhalb (östlich) der Rheintalflexur, die mit der Abbiegung des oberen Muschelkalks erst auf Haagener Gemarkung einsetzt. Der Rechberghang liegt tektonisch so tief, dass zwischen Heilisau und Soormattbach-Tal der Muschelkalk erscheint, der sonst nördlich der Wiese im Weitenauer Bergland bis auf einen Rest bei Hägelberg und dem Stockert bereits völlig der Abtragung anheimgefallen ist. An der unteren Dornhalde und am östlichen Lingerthang haben wir die ganze Muschelkalkfolge wie beim Dinkelberg vor uns.
Die Wiese, ab Schopfheim einer Ost-West-Störung folgend, schwenkt bei Haagen, sich den geologischen Gegebenheiten der Flexur anpassend, in südsüdwestliche Richtung um. Alte, lössbedeckte Schotter der vorletzten Kaltzeit (Risskaltzeit) am Schindelberg, Leuselhard und Hünerberg in deutlich über 300 m Höhe dokumentieren die Eintiefung der Wiese in der Folgezeit. Aus dem älteren Eiszeitalter stammt die zusammenhängende Schotterdecke im Röttler Wald (Auflagefläche in über 380 Meter Höhe). Noch älter sind Reste von tertiären Höhenschottern nordöstlich von Rötteln und auf dem Tüllinger Berg (auf dem Lehmbuck).

### Wasserversorgung

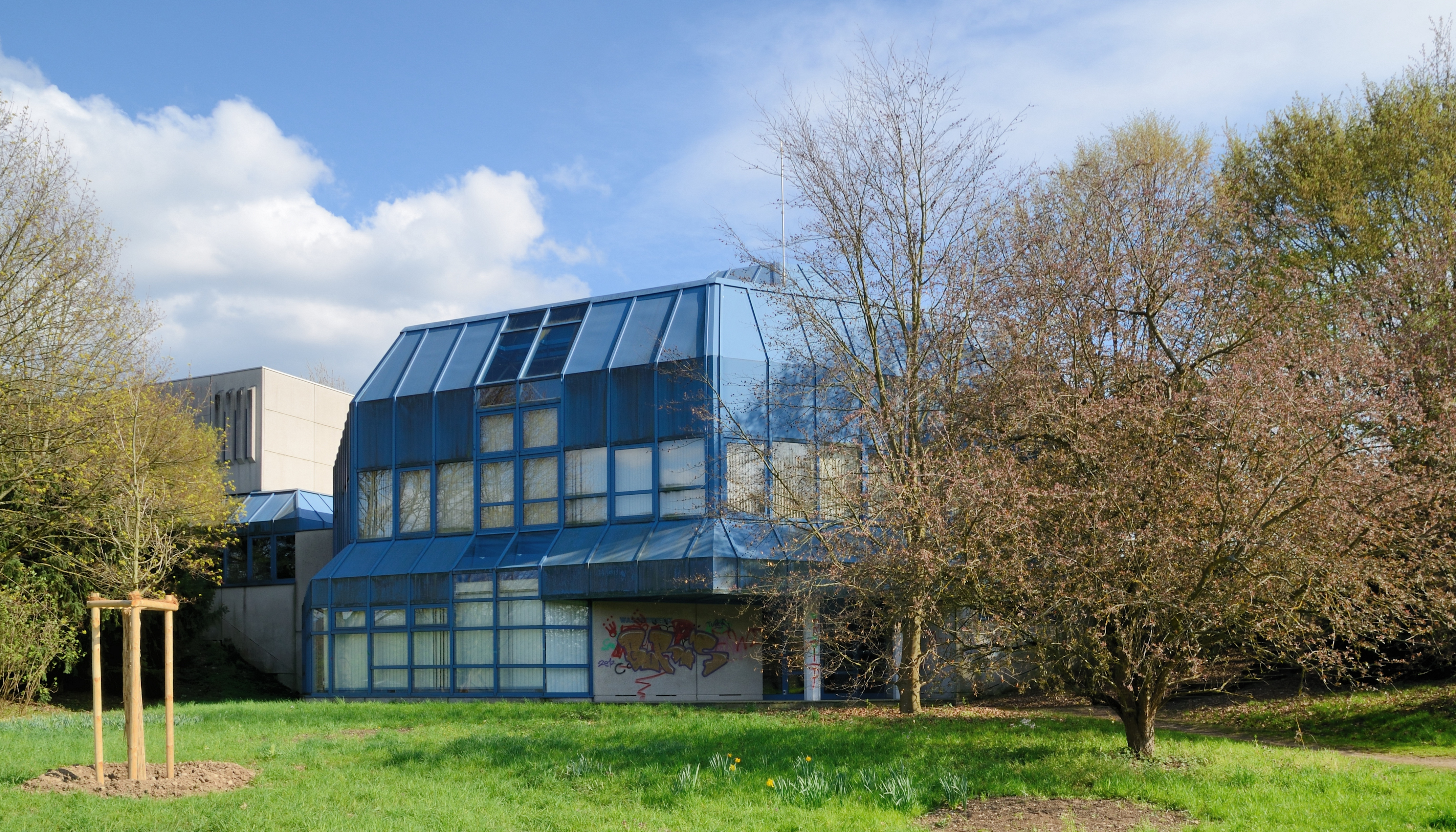
Wasserwerk Lörrach im Grüttpark

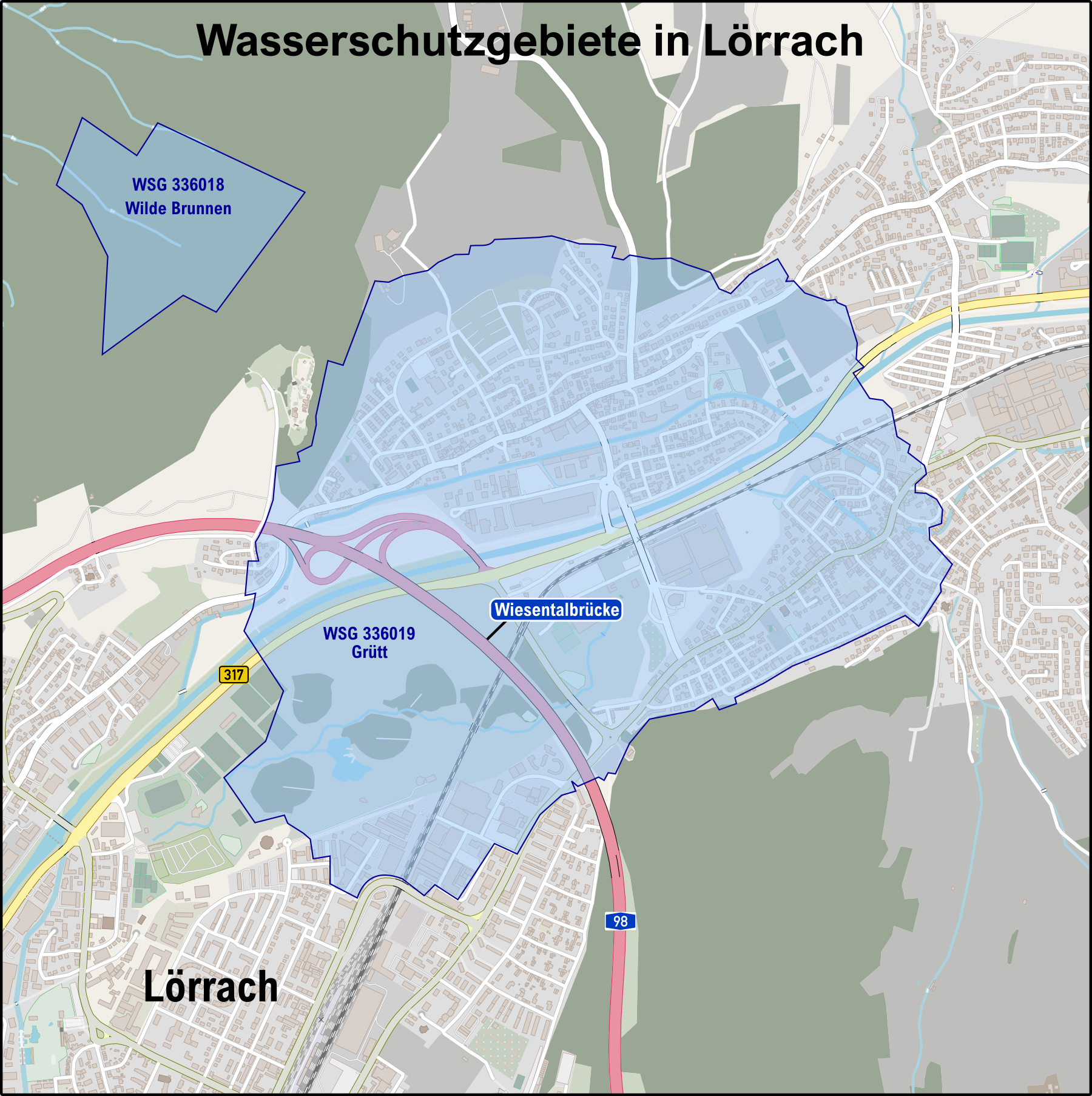
Wasserschutzgebiete im Stadtgebiet Lörrach

Der Stadtraum Lörrach ist reich an Grundwasserquellen. Zuständig für die Wasserversorgung in Lörrach ist neben der städtischen Wasserversorgung der Betreiber bnNETZE, eine Tochtergesellschaft der Badenova. Neben der Stadt Lörrach wird auch die Wasserversorgung der Nachbargemeinde Inzlingen über die Anlagen Lörrachs mit versorgt.
An der Untergrenze der Hochterrassenschotter gegen stauende Blaue Letten (Melettaschichten) tritt Wasser auf der Talsohle zutage (z. B. Leuselhard, Buckweg). Oberhalb undurchlässiger Tonsteinareale treten oft große Mengen Hangwasser aus, welche früher in zahlreichen Schachtbrunnen genutzt wurden. Örtlich auftretende Verwerfungsquellen findet man beispielsweise östlich der Hartmatten. Der Tüllinger Berg wird kranzförmig auf etwa 400 Meter Höhe von einem Quellhorizont umgeben. Bis zur Mitte des 18. Jahrhunderts wurde die Wasserversorgung Lörrachs durch laufende steinerne Brunnen bewerkstelligt. Im Jahr 1887 wurde am Hochgestade beim Schwimmbad ein Tiefbrunnen gebaut, der seitdem die Stadt über ein öffentliches Verteilernetz aus dem Grundwasser versorgt. Seit 1967 befindet sich das Versorgungszentrum im Landschaftspark Grütt. Dort laufen aus insgesamt sieben Tiefenbrunnen im Grüttpark und Grundwasser aus dem Gewann Wilde Brunnen zwischen Hauingen und Brombach aus unterschiedlichen Tiefen im zentralen Wasserwerk zusammen. Jährlich werden dort über drei Millionen Kubikmeter Trinkwasser des Härtegrades 2 aufbereitet und auf über 9300 Anschlüsse verteilt. Der größte Trinkwasserspeicher Lörrachs ist eine Kaverne mit 10.000 Kubikmeter Fassungsvermögen, der sich unterirdisch auf dem Schädelberg befindet. (→ Kaverne Schädelberg)
Zur Infrastruktur der Lörracher Wasserwirtschaft gehörten 2017 folgende Anlagen im Stadtgebiet:
- 1 Wasserwerk (Grütt), 1 Desinfektionsanlage (Brombach)
- 14 Hochbehälter (8 in Lörrach, 2 in Brombach, 2 in Hauingen, 1 Haagen) mit einem Fassungsvermögen von 60 bis 10.000 Kubikmeter
- 7 Tiefenbrunnen (4 in Lörrach, 3 in Brombach)
- 3 Pumpwerke (Tüllingen und Tumringen)
- 2 Druckreduzierschächte (Hauingen)
- 1967 Hydranten, 9360 Hausanschlüsse, 9152 Wasserzähler
- 230,5 Kilometer Wasserleitungen (ohne Hausanschlüsse)
- 1 Wasseraufbereitungsanlage
- 1 Rohwasserturm sowie 1 Reinwasserbehälter (Lörrach)

### Klima

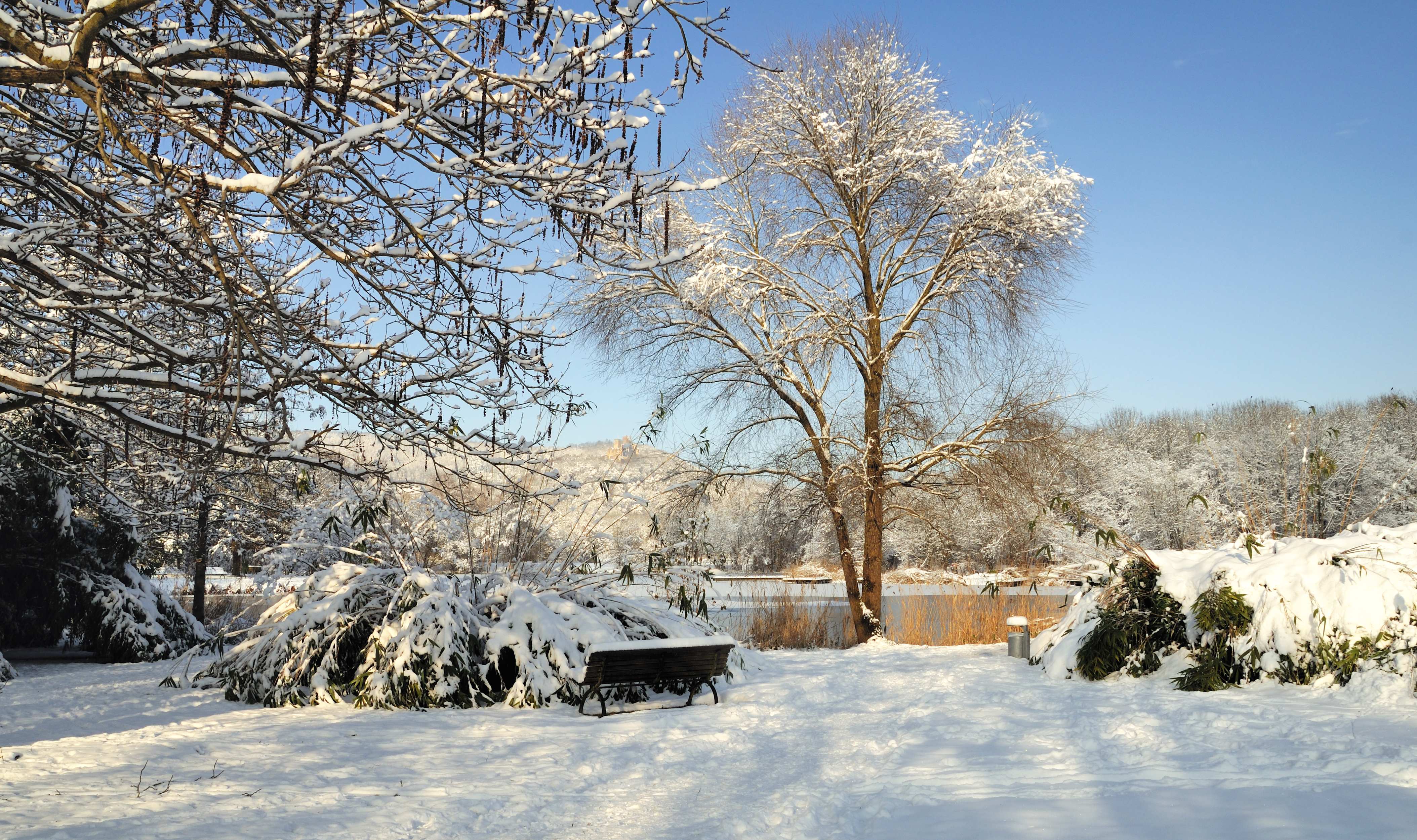
Aufgrund des milden Klimas ein seltenes Wetterereignis in Lörrach: die geschlossene Schneedecke wie hier Ende 2010

Lörrach hat aufgrund seiner besonderen geografischen Lage ein ausgesprochen mildes, im Sommer sogar heißes Klima. Die Region des Markgräflerlands gilt als die wärmste Deutschlands, da aus dem Rhonetal über die Burgundische Pforte mediterrane Luft einströmt. Nach Erhebungen des Deutschen Wetterdienstes für die Jahre 1961 bis 1990 beträgt die durchschnittliche Sonnenscheindauer rund 1700 Stunden im Jahr. Dieser Wert liegt im bundesweiten Vergleich (Mittelwert für Deutschland liegt bei 1541 Stunden) im oberen Drittel. Die überdurchschnittlich vielen Sonnentage haben der südwestlichen Region den Spitznamen „Die Toskana Deutschlands“ eingebracht. Im Winter liegt in Lörrach normalerweise keine oder nur eine sehr dünne Schneedecke. Am 5. März 2006 legte jedoch ein Rekordschneefall die Region rund um Lörrach und Basel lahm. In der Lörracher Innenstadt wurden gut 42 Zentimeter Neuschnee gemessen, so viel wie zuletzt 1962.
|                        | Jan | Feb | Mär | Apr | Mai  | Jun  | Jul  | Aug  | Sep  | Okt  | Nov | Dez |   |      |
| Mittl. Temperatur (°C) | 0,9 | 2,3 | 5,5 | 9,2 | 13,4 | 16,8 | 18,9 | 18,3 | 15,1 | 10,3 | 5,1 | 1,9 | ⌀ | 9,8  |
| Mittl. Tagesmax. (°C)  | 5   | 6   | 12  | 15  | 20   | 23   | 25   | 26   | 21   | 16   | 9   | 6   | ⌀ | 15,4 |
| Mittl. Tagesmin. (°C)  | −1  | −1  | 2   | 4   | 9    | 12   | 14   | 14   | 11   | 7    | 2   | 0   | ⌀ | 6,1  |
|                        |     |     |     |     |      |      |      |      |      |      |     |     |   |      |
| Niederschlag (mm)      | 63  | 59  | 60  | 72  | 96   | 95   | 81   | 99   | 67   | 60   | 66  | 63  | Σ | 881  |

| −1 |

| −1 |

| 2 |

| 4 |

| 9 |

| 12 |

| 14 |

| 14 |

| 11 |

| 7 |

| 2 |

| 0 |

| −1 |

| −1 |

| 2 |

| 4 |

| 9 |

| 12 |

| 14 |

| 14 |

| 11 |

| 7 |

| 2 |

| 0 |

| N i e d e r s c h l a g | 63  | 59  | 60  | 72  | 96  | 95  | 81  | 99  | 67  | 60  | 66  | 63  |
|                         | Jan | Feb | Mär | Apr | Mai | Jun | Jul | Aug | Sep | Okt | Nov | Dez |

### Stadtgliederung

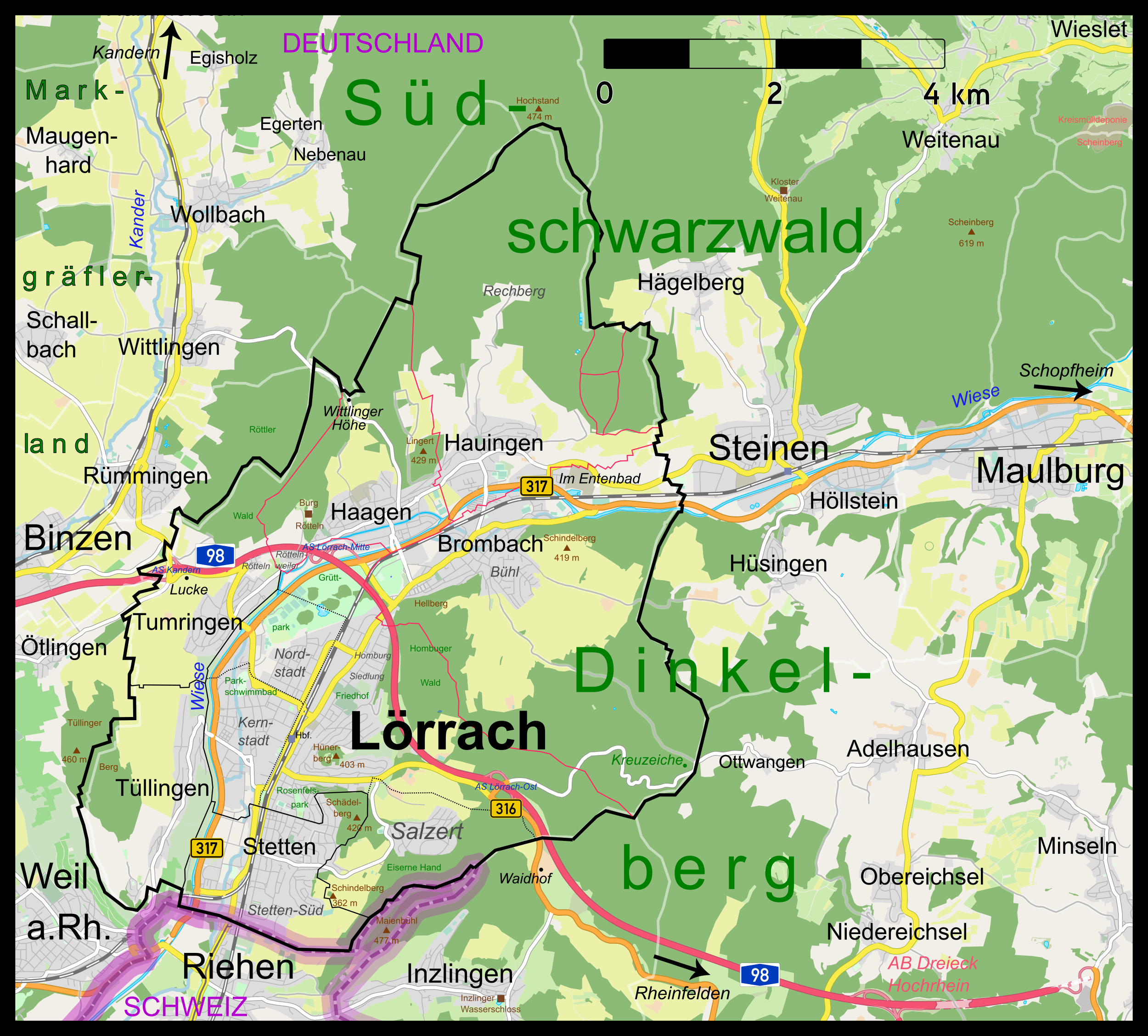
Karte: Lörrach und umliegende Städte und Gemeinden

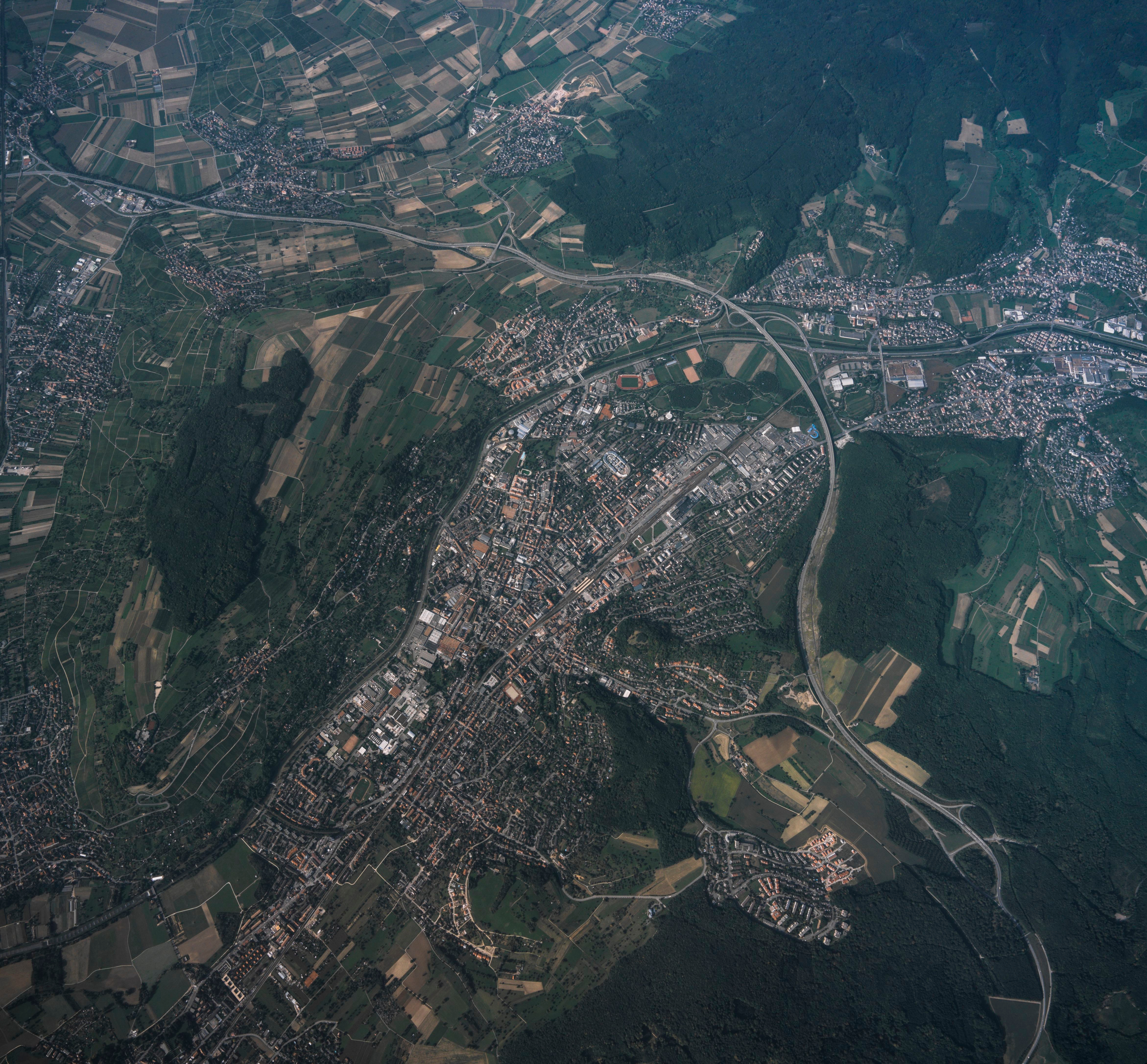
Orthofoto Lörrachs

Die Stadt gliedert sich in die Kernstadt sowie drei Stadt- und drei Ortsteile:
| Jahr | Eingemeindetes Gebiet |
| ---- | --------------------- |
| 1908 | Stadtteil Stetten     |
| 1935 | Stadtteil Tumringen   |
| 1935 | Stadtteil Tüllingen   |
| 1974 | Ortsteil Haagen       |
| 1975 | Ortsteil Brombach     |
| 1975 | Ortsteil Hauingen     |

Die drei Ortsteile verfügen über eine eigene Ortsverwaltung mit einem Ortsvorsteher. Der Lörrach vorstehende Ortschaftsrat wird alle fünf Jahre direkt von den Bürgern gewählt.
Zu einigen Stadt- und Ortsteilen gehören teilweise weitere separat gelegene Wohnplätze mit eigenen Namen, die meist nur sehr wenige Einwohner haben (etwa Im Löhr in Brombach, Rötteln bei Tumringen, Röttelnweiler bei Haagen oder Rechberg oberhalb von Hauingen) und dennoch von großer historischer Bedeutung sind, wie zum Beispiel Rötteln oder Obertüllingen mit ihren Kirchengebäuden aus dem 8. Jahrhundert.
Zur Kernstadt Lörrachs gehören die Quartiere: Nordstadt, Mitte, Lörrach-Ost mit der Homburg-Siedlung und dem Hünerberg, sowie die 1963 erschlossene Salzert-Siedlung.
Die Nachbargemeinde Inzlingen ist zwar eigenständig, die Stadt Lörrach bildet mit ihr jedoch eine Vereinbarte Verwaltungsgemeinschaft.
Die Gemarkungsflächen der Stadt Lörrach sind 39,43 km², die sich in folgende Nutzungsarten (Stand 2005) und Stadt- und Ortsteile aufteilen:
| Stadtteile | Fläche in km² | Bevölkerung |  |
| Kernstadt  | 7,5           | 22.000      |  |
| Stetten    | 4,6           | 11.000      |  |
| Tüllingen  | 2,1           | 1430        |  |
| Tumringen  | 4,4           | 3300        |  |
| Brombach   | 9,8           | 6350        |  |
| Hauingen   | 7,4           | 3090        |  |
| Haagen     | 3,6           | 3500        |  |
| Gesamt     | 39,4          | 50.670      |  |

| - 18,8 % Gebäude- und Freifläche - 0,1 % Betriebsfläche - 8,7 % Verkehrsfläche - 2,1 % Erholungsfläche |
| - 27,2 % Landwirtschaftsfläche                                                                         |
| - 40,6 % Waldfläche                                                                                    |
| - 1,0 % Wasserfläche                                                                                   |
| - 1,4 % übrige Nutzungsflächen                                                                         |

### Raumplanung
Die Mittelstadt Lörrach bildet zusammen mit der Nachbarstadt Weil am Rhein eines der beiden Oberzentren der Region Hochrhein-Bodensee (das andere ist Konstanz). Ihm sind die Mittelzentren Bad Säckingen, Rheinfelden (Baden), Schopfheim und Waldshut-Tiengen zugeordnet. Das Oberzentrum Lörrach/Weil übernimmt für die Städte und Gemeinden Binzen, Efringen-Kirchen, Eimeldingen, Fischingen, Inzlingen, Kandern, Malsburg-Marzell, Rümmingen, Schallbach, Steinen und Wittlingen auch die Funktion des Mittelbereichs. Darüber hinaus gibt es grenzüberschreitende Verflechtungen mit den Kantonen Basel-Stadt und Basel-Landschaft in der Schweiz sowie mit dem südlichen Elsass in Frankreich. Aufgrund des stark anhaltenden Zuzugs ist nach dem Flächennutzungsplan 2022 vorgesehen, dass rund 53 Hektar neues Bruttowohnland erschlossen werden.

## Geschichte

### Erste Besiedlung und urkundliche Erwähnung
Die ältesten Spuren menschlicher Besiedlung im Raum Lörrach reichen bis in die ältere Steinzeit zurück. Funde in den Höhlen des Isteiner Klotzes aus der mittleren Steinzeit (vor etwa 6000 Jahren) weisen auf Bergbauaktivitäten und Rentierjäger hin. Die Funde auf Lörracher Gemarkung beginnen mit der Jungsteinzeit, einer Periode, in der sich mit dem Übergang zur Sesshaftigkeit dorfähnliche Siedlungen gebildet haben. Auf dem Hünerberg und Schädelberg existierten um 1000 v. Chr. Fliehburgen, welche im Falle des Schädelbergs als Höhensiedlung genutzt wurde. Der Name des Schädelberges deutet dabei auf die zahlreichen Keltenrelikte hin, die auf dem Bergrücken zu finden sind.

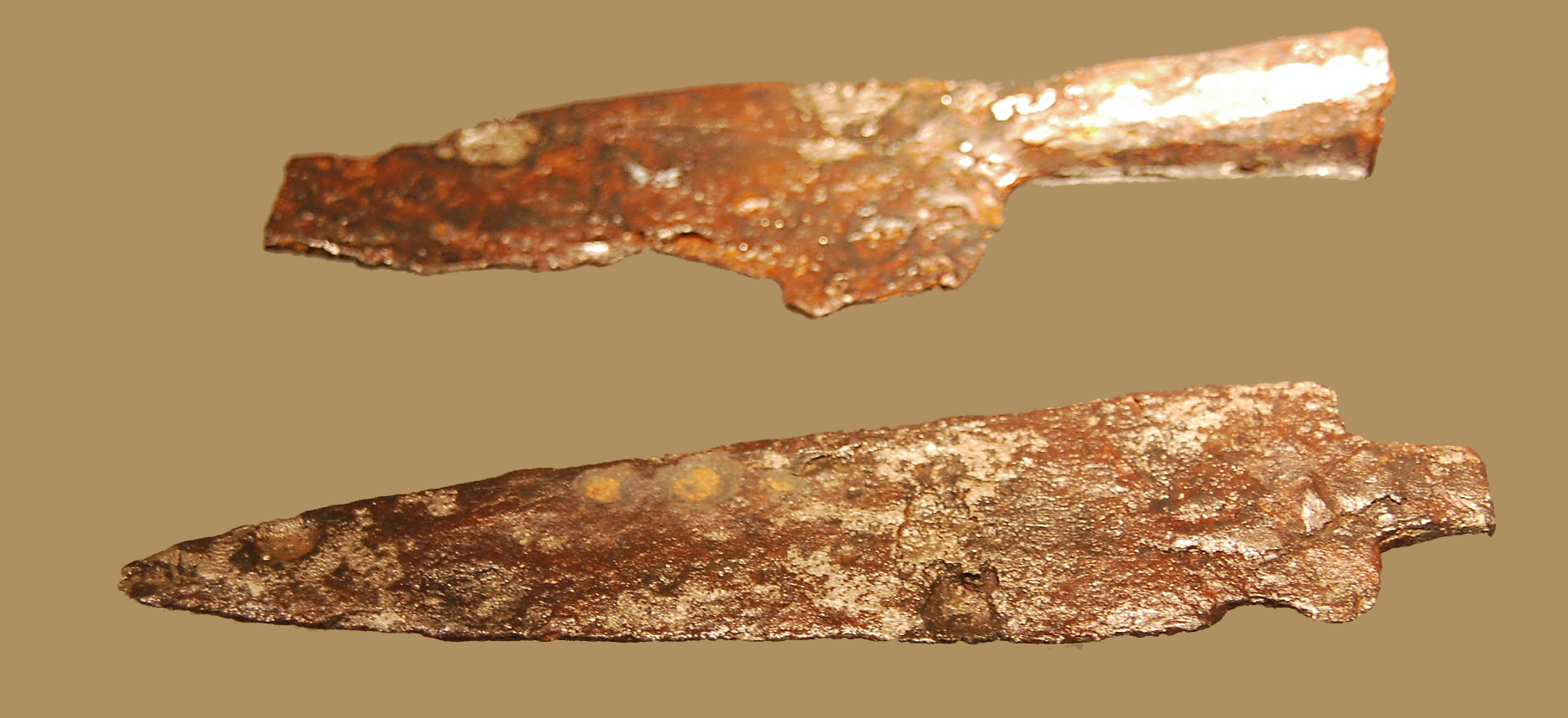
Fundstücke aus der Römerzeit

Nach der Ansiedlung von Kelten im 1. Jahrhundert v. Chr. war das Land von der Expansion des Römischen Reiches betroffen, die unter Kaiser Augustus mit der Besetzung des linken Rheinufers begann. Um etwa 70 n. Chr. wurde unter den Flaviern die Romanisierung über das rechtsrheinische Hoch- und Oberrheinland bis hin zum Limes fortgesetzt. Auffällig ist, dass im Gegensatz zum Raum Basel, zum südlichen Oberrheingebiet sowie zum Hochrheintal auf der Gemarkung Lörrach nur geringe Zeugnisse der römischen Zeit zu finden sind. Das vordere Wiesental sowie der Dinkelberg gehörten noch nicht zum Interessensbereich der römischen Eroberer. Spuren der Römerzeit findet man lediglich im heutigen Stetten und in Brombach. In Lörrach, wo der Romanisierungsprozess erst später einsetzte, findet man in landschaftlich bevorzugter Lage ein römisches Landgut, eine sogenannte Villa Rustica. Die ausgegrabenen und restaurierten Grundmauern der Villa Rustica in Brombach sind bis dato das einzig entdeckte Zeugnis römischer Bauten.
Die umliegenden Ortschaften Lörrachs wie beispielsweise Tumringen, Tüllingen oder das im Jahr 763 erstmals erwähnte Stetten sind zum Teil durch Schenkungsurkunden dokumentiert. Lörrach selbst fand vergleichsweise späte urkundliche Erwähnung. Eine Urkunde des Klosters St. Gallen vom 7. September 751 dokumentiert Lörrach erstmals. Erst im 12. und 13. Jahrhundert gewann das Dorf Lörrach an Bedeutung. Erstmals wurde Lörrach im Jahr 1102 in einem Gründungsbericht des Klosters St. Alban erwähnt.
Fortan war Lörrachs Geschichte stark mit den Herren von Rötteln verbunden. Der Einfluss der Herren von Rötteln blieb nicht nur auf das Weltliche beschränkt. Im Jahr 1238 wurde Liutold I. von Rötteln zum Bischof von Basel ernannt. Die 1259 urkundlich erwähnte Burg Rötteln war der Stammsitz der Familie. Durch Erbschaften gelangten Burg und Herrschaft Rötteln im 14. Jahrhundert zunächst an die Markgrafen von Sausenberg und dann 1503 an die Markgrafen von Baden.

### Stadtrecht, Reformation und Kriege
Am 26. Januar 1403 erteilt der deutsche König Ruprecht von der Pfalz dem Markgrafen Rudolf III. von Hachberg-Sausenberg dem Dorf Lörrach das Recht, einen Jahrmarkt und dazu einen Wochenmarkt am Mittwoch abzuhalten. Da Lörrach im Schnittpunkt wichtiger Handelsstraßen lag, war dieses Marktrecht von großer Bedeutung, welches 1452 von Kaiser Friedrich III. bestätigt wurde.
Die von Johannes Oekolampad 1529 in Basel eingeführte Reformation nahm auch in Lörrach Einfluss. 1556 hielt ein evangelischer Pfarrer die erste Predigt in deutscher Sprache statt im sonst üblichen Latein.

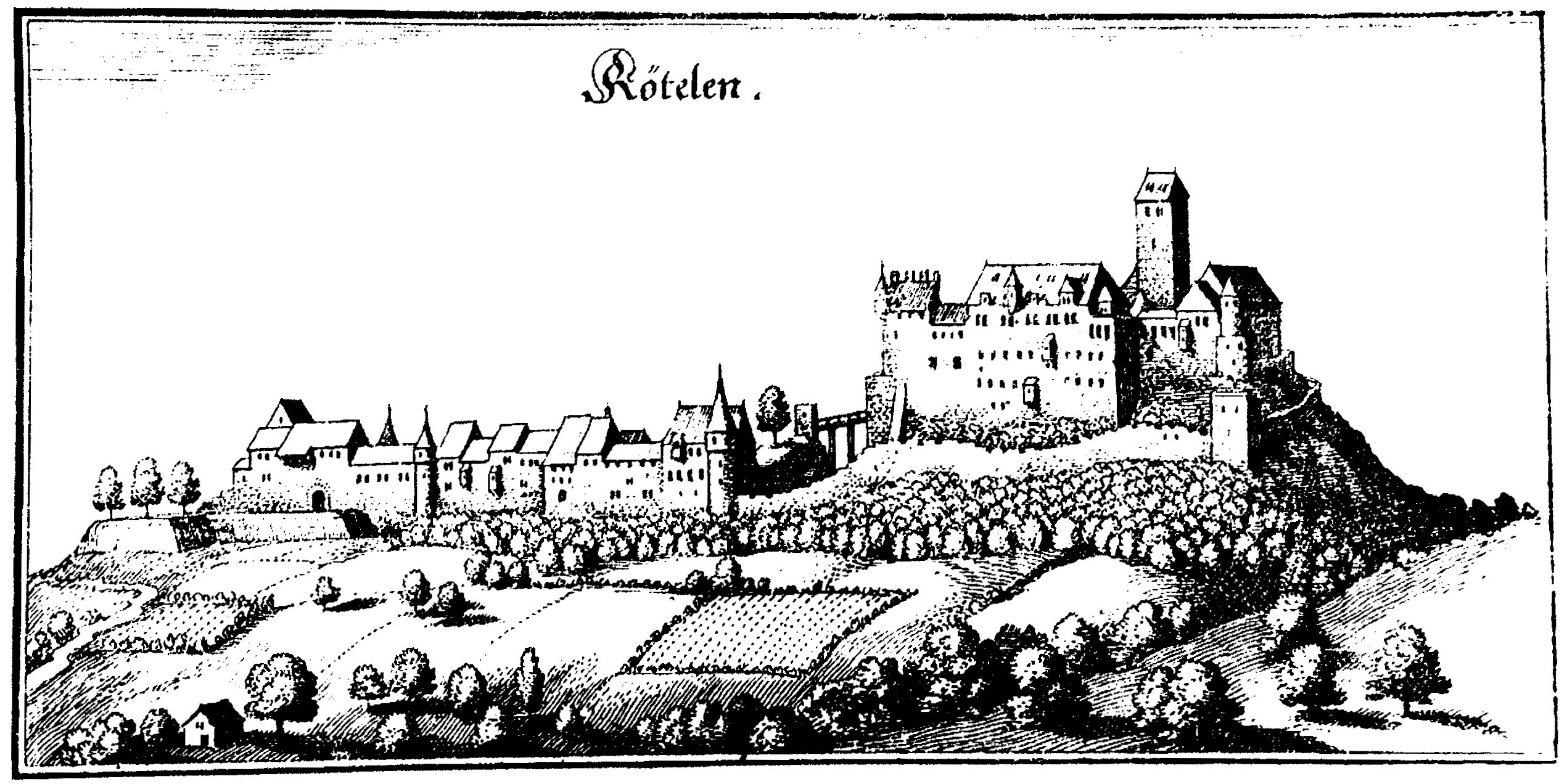
Burg Rötteln in einer Darstellung von 1643

Zur Zeit des Dreißigjährigen Krieges litt Lörrach zum einen an den Kriegsfolgen, zum anderen forderte die mehrere Jahre andauernde Pest viele Opfer. 1633 marschierten spanische Truppen durch das Land und wurden zur schweren Landplage. Während der Schlacht bei Rheinfelden 1638 hatte Bernhard von Sachsen-Weimar sein Hauptquartier in Brombach und hielt Rötteln besetzt. Erst der Friede von Münster 1648 brachte Lörrach Frieden.
Friedrich Magnus von Baden-Durlach verlieh am 18. November 1682 Lörrach das Stadtrecht. Dieses wurde allerdings infolge ständiger Kriegswirren nicht wirksam und geriet in Vergessenheit. So wurde am 3. Juni 1756 das Lörracher Stadtrecht durch Markgraf Karl Friedrich erneuert.
Durch die Grenzlage Lörrachs zu Frankreich und wechselnde Bündnisse der Markgrafschaft wurde die Region um Lörrach in den nächsten 150 Jahren häufiger Schauplatz von Schlachten. Die Kriegsfolgen belasteten die Stadt und deren Entwicklung nachhaltig. 1702 fand westlich von Lörrach die Schlacht am Käferholz im Verlauf des Spanischen Erbfolgekrieges statt. Im Polnischen Erbfolgekrieg 1733 bis 1738 stießen im Jahr 1735 erneut französische Truppen bei Hüningen über den Rhein, verlangten von den Bewohnern des Wiesentals Proviant und erhoben eine Kriegssteuer für alle Gemeinden. Auch der von 1740 bis 1748 dauernde Österreichische Erbfolgekrieg verschonte Lörrach nicht. Zwar kam es zu keinen Zerstörungen, jedoch mussten die Gemeinden des Markgräflerlandes Österreicher und Franzosen mit Proviant versorgen. Erst der Zweite Aachener Frieden brachte für einige Jahrzehnte Frieden ins Land.
1796 wurde Lörrach Schauplatz im Ersten Koalitionskrieg. Die Lörracher Bevölkerung wurde durch Leistung von Kontributionen und Frondiensten belastet. Während des Zweiten Koalitionskrieges von 1799 bis 1802 wurde das untere Wiesental erneut von französischen Truppen überlaufen. Dafür profitierte Lörrach 1803 von der Erhebung des Landes Baden zum Kurfürstentum durch Napoléon und 1806 zum Großherzogtum. Während der zweiten Hälfte des 18. und der ersten Hälfte des 19. Jahrhunderts verkehrte der bedeutendste alemannische Mundartdichter, Johann Peter Hebel, in Lörrach. Hebel war von 1783 bis 1791 Lehrer an der ehemaligen Lateinschule in Lörrach, dem sogenannten Pädagogium.

### Industrialisierung und Badische Revolution

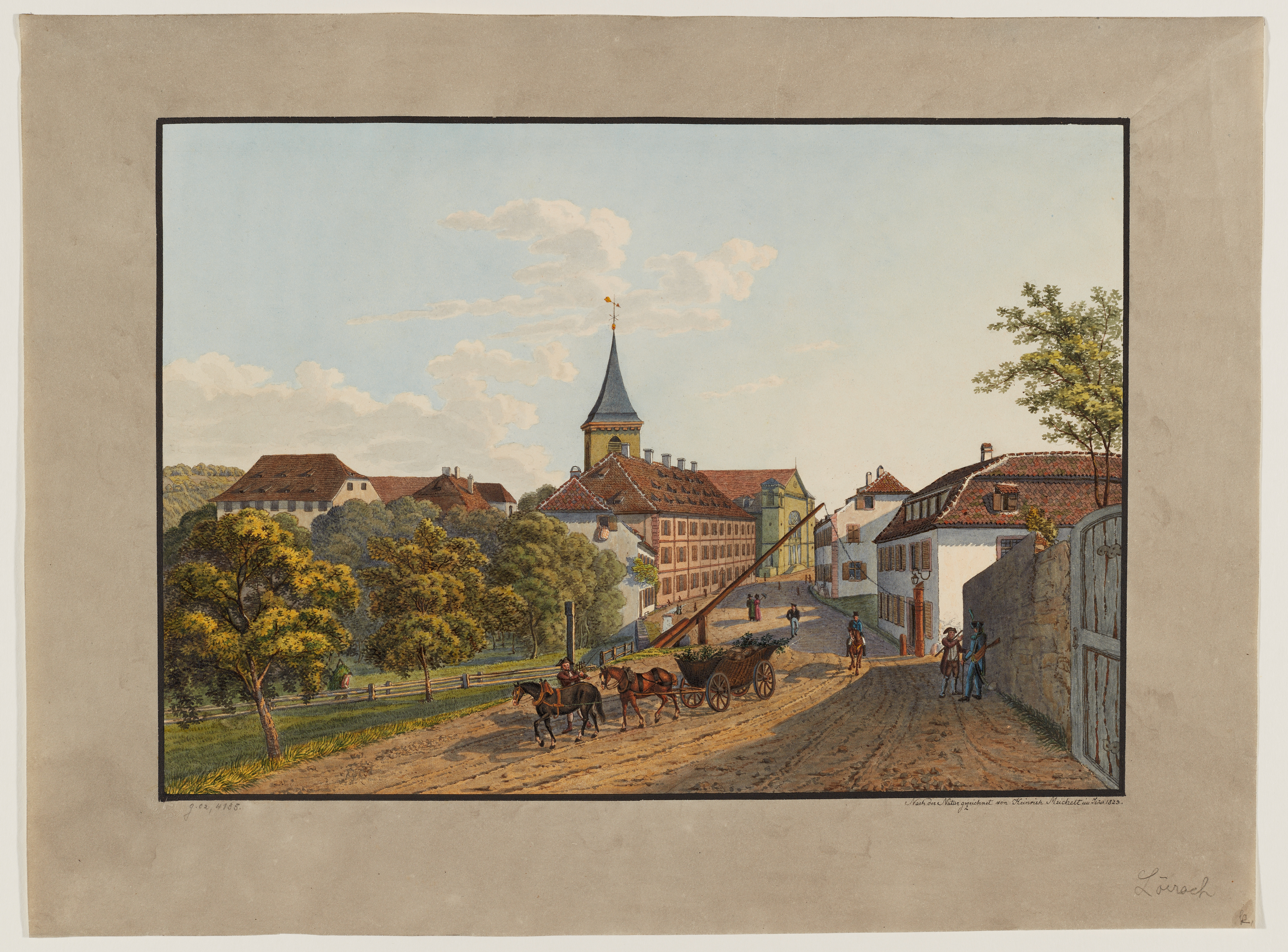
Heinrich Meichelt: Kirche und Hauptstraße in Lörrach, Aquarell 1823

Lörrachs Weg in die Industrialisierung war von vielen Firmengründungen in der benachbarten Schweiz geprägt. Entlang des Wiesentals und in Lörrach selbst siedelten sich viele textilverarbeitende Betriebe an. Durch die sich entfaltende Wirtschaft wurde der Bau von Arbeiterwohnhäusern notwendig. Das Stadtbild begann sich rasant zu verändern. In der Zeit um 1800 entstanden viele klassizistische Bauwerke in Lörrach, darunter die Synagoge, die Stadtkirche im Zentrum und die Fridolinskirche in Stetten.

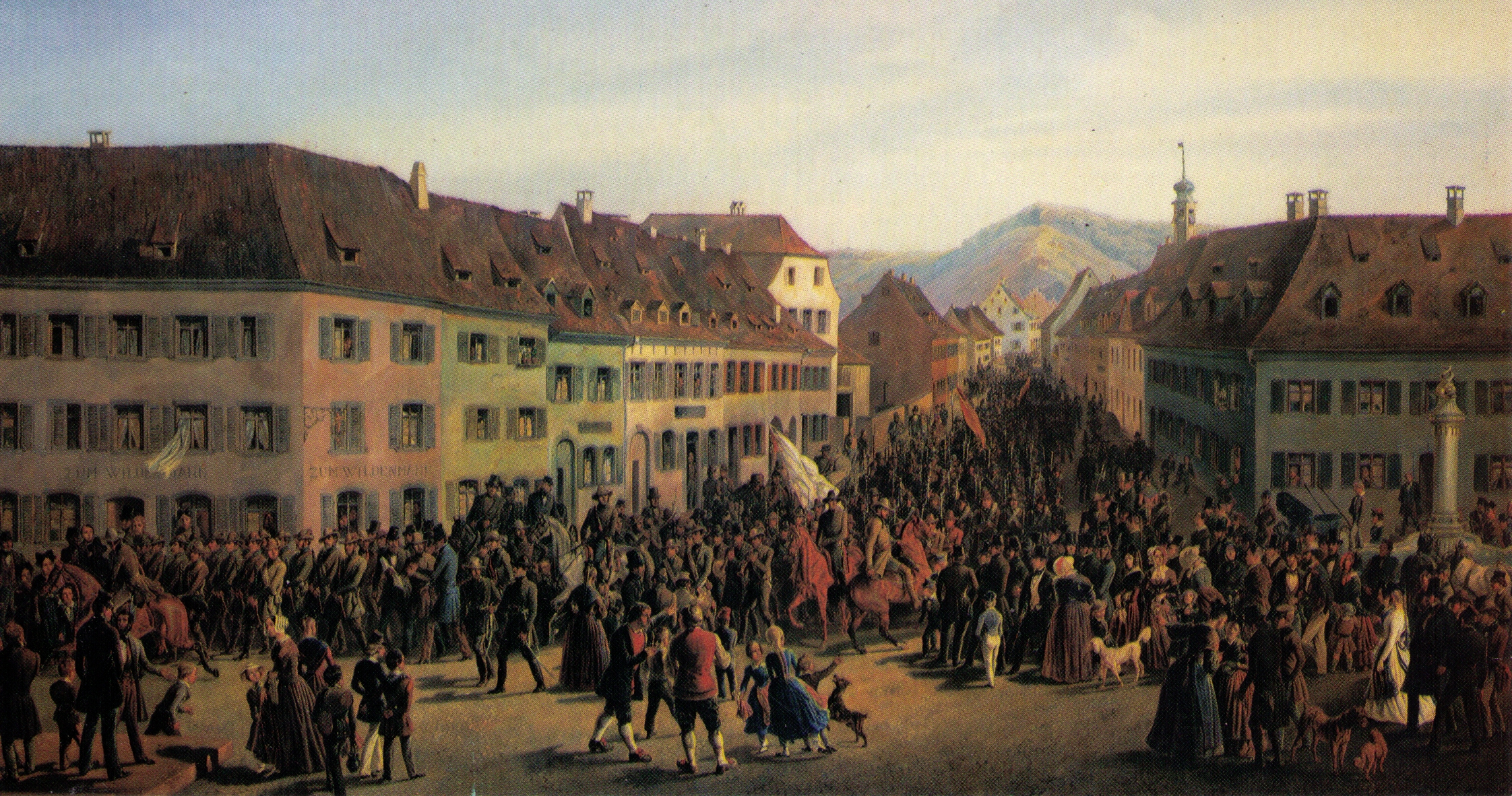
Einzug einer Freischärlerkolonne unter Gustav Struve in Lörrach am 20. April 1848 auf dem Weg zur Unterstützung des Heckerzugs beim Gefecht von Kandern. (Ölgemälde von Friedrich Kaiser)

Unter dem Eindruck der Badischen Revolution von 1848/49 ging das Land Baden zum kommunalen Dreiklassen-Wahlrecht über, das nach dem Steueraufkommen gestaffelt war. Enttäuscht von den Frankfurter Demokraten, unternahmen Friedrich Hecker und Gustav Struve am 13. April 1848 von Konstanz aus einen bewaffneten Aufstand, der als Heckerzug in die Geschichte eingegangen ist. Ihr Ziel war Schliengen, wo sich die damalige Endstation der Bahnlinie Mannheim-Basel befand. Am 20. April 1848 forderte Hecker die Stadt Lörrach auf, die revolutionäre Bewegung zu unterstützen. Der Gemeinderat weigerte sich jedoch. Heckers Truppen wurden im Gefecht auf der Scheideck bei Kandern geschlagen. Den zweiten Umsturzversuch unternahm Struve von Basel aus. Er zog nach Lörrach und proklamierte am 21. September 1848 im Lörracher Rathaus die Deutsche Republik. Allerdings wurde auch dieser Umsturzversuch durch Regierungstruppen beendet. So wurde Lörrach für vier Tage der Hauptort des Struve-Putsches, gewissermaßen der „Regierungssitz“.
1862 erhielt Lörrach mit der Eröffnung der Wiesentalbahn, eines Zweigs der Badischen Hauptbahn, Anschluss an das Eisenbahnnetz. 1867 wurde die katholische Kirche St. Bonifaz errichtet. Zu dieser Zeit hatte Lörrach rund 6.000 Einwohner.

### 20. Jahrhundert und Gegenwart

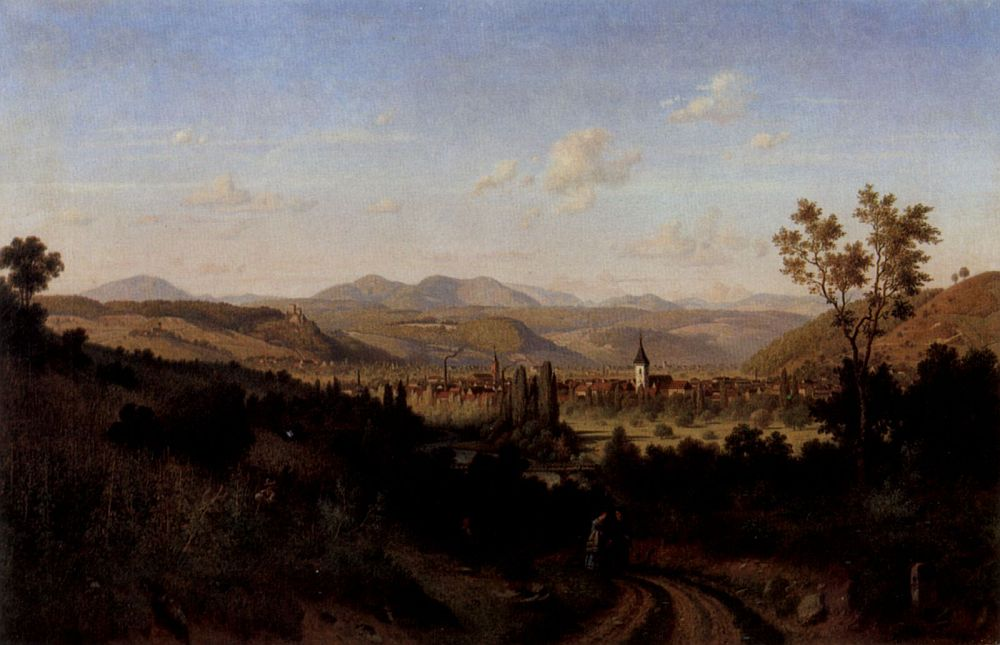
Gesamtansicht Lörrachs, Zeitgenössisches Gemälde von Gottlieb August Bauer, 1874

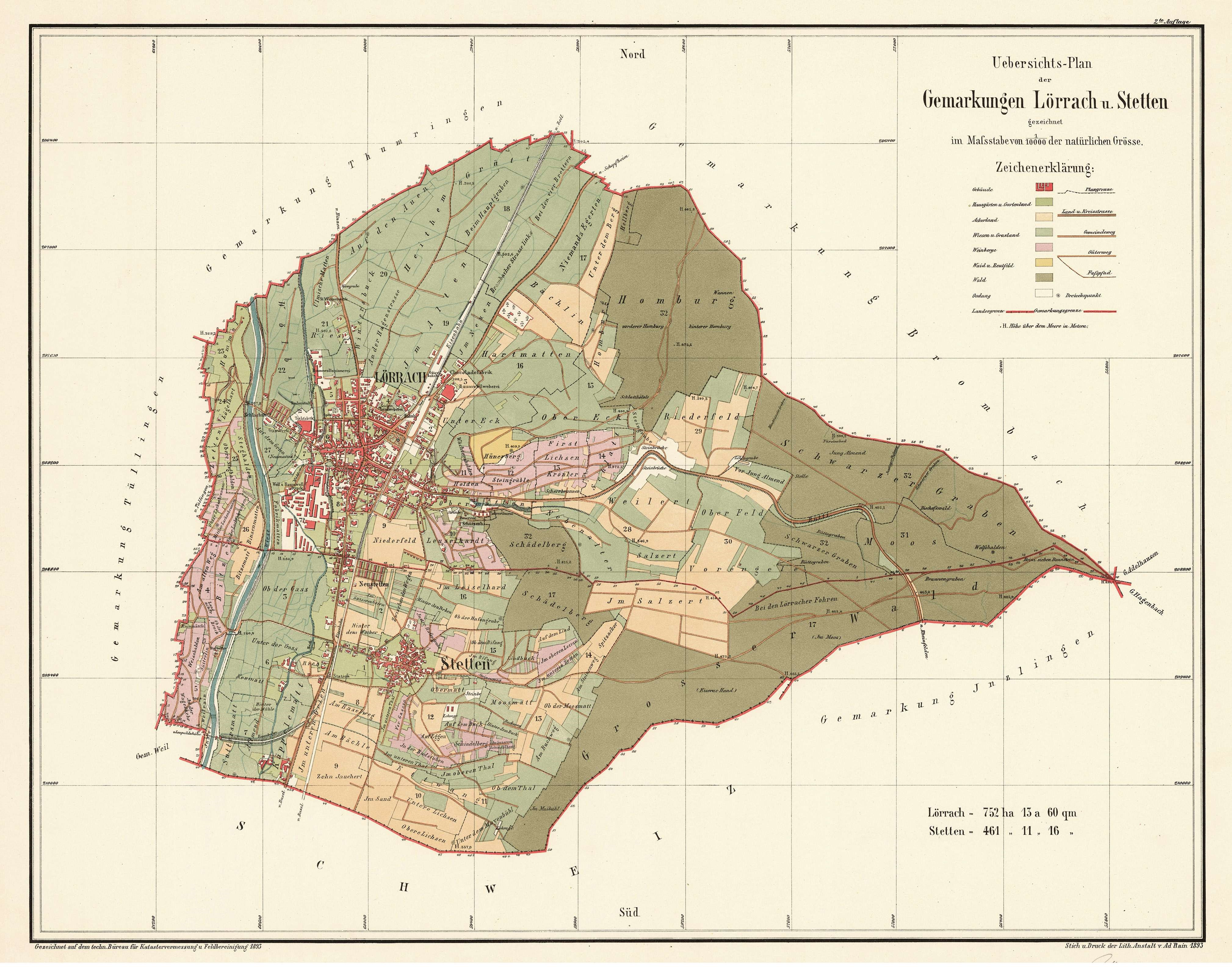
Karte von Lörrach und Stetten (1893)

Die fortschreitende Industrialisierung ließ die Bevölkerungszahl Lörrachs weiter steigen. Im Jahr 1900 erreichte sie die Marke von 10.000 Einwohnern. Das Dorf Stetten wurde am 1. April 1908 eingemeindet und erhöhte damit die Einwohnerzahl Lörrachs auf 15.000. Die Gemarkungsfläche war von 752 Hektar auf 1213 Hektar angewachsen. Lörrachs wirtschaftlicher Aufschwung wurde durch den Ersten Weltkrieg beendet. Im Jahr 1915 hatte Lörrach durch feindliche Luftangriffe Tote zu beklagen. Auf dem Tüllinger Berg wurde eine Hindenburg-Linie zur Verteidigung der Stadt ausgebaut. 1916 wurde in der Realschule ein zusätzliches Lazarett eingerichtet. Während des Ersten Weltkriegs hatten Lörrach und die umliegenden Teilorte insgesamt 813 Gefallene zu beklagen. Nach Ende des Weltkrieges schädigte die Rohstoffknappheit besonders die textilverarbeitenden Industrien und führte zu einer erhöhten Arbeitslosigkeit. Die soziale Lage verschärfte sich weiter und ab August 1922 begann im Zuge der Hyperinflation der rasche Verfall der Währung. In dieser Zeit wurden in einem Teil der in Lörrach ansässigen Betriebe die Löhne in Schweizer Franken ausbezahlt.

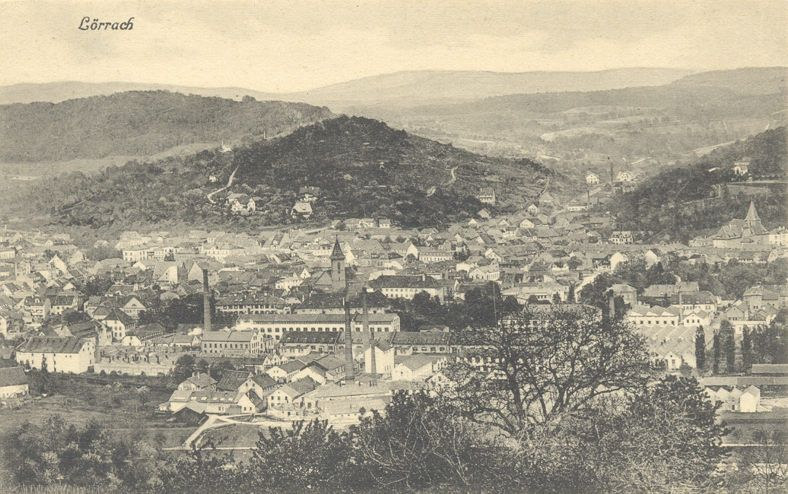
Lörrach um 1906

Zur Zeit der Weimarer Republik kam es verstärkt zu sozialen Unruhen in Lörrach mit dem Höhepunkt am 14. September 1923. Als Bilanz dieser Tage gab es drei Tote, viele Verletzte sowie mehrere Geisel-Misshandlungen. Die wirtschaftliche Schieflage führte auch dazu, dass die Behörden und die Verwaltung außer Stande waren, vordringliche Bauvorhaben durchzuführen. Die engen Spielräume führten dazu, dass die Amtszeit des Bürgermeisters Heinrich Graser (1927–1933) als Mängelverwaltung bewertet wird.
Die Ortsgruppe der NSDAP in Lörrach bestand seit 1922. Diese tat sich allerdings während der 20er Jahre der Weimarer Republik eher schwer, Fuß zu fassen, obwohl es auch in Lörrach mit der deutschnational-völkischen Zeitschrift Der Markgräfler des Mundartdichters Hermann Burte antiparlamentarische Propaganda gab. Nach der nationalsozialistischen „Machtergreifung“ wurde Reinhard Boos 1933 als Bürgermeister von Lörrach eingesetzt. Boos, der in Lörrach mit großem Engagement die NSDAP aufbaute und stärkte, war in der Folge vor Ort zum Teil federführend an der Zerschlagung der Gewerkschaften sowie der oppositionellen Parteien beteiligt. Ab 1938 wirkte Boos wiederum leitend an den Aktionen gegen die Lörracher Juden mit. Während der Novemberpogrome 1938 verschafften sich mehrere Männer Zutritt zur Synagoge und zerstörten diese. Das zerstörte Gotteshaus wurde anschließend abgerissen. Lörrach blieb, dank der geografischen Ferne zu den Kriegsfronten, während des Zweiten Weltkrieges vergleichsweise unbeschädigt. Am 24. April 1945 beendeten französische Truppen in Lörrach die Kriegshandlungen.
Die Nachkriegsjahre waren, bedingt durch die Ankunft der Flüchtlinge und Heimatvertriebenen, von einem überproportionalen Wachstum der Stadtbevölkerung gekennzeichnet. Die verhältnismäßig geringen Kriegsschäden im produzierenden Gewerbe im Raum Lörrach lockten zudem viele Arbeitssuchende an. Von rund 20.000 Einwohnern nach dem Krieg wuchs die Zahl auf über 30.000 bis ins Jahr 1960 an. Rund 7.500 davon waren Vertriebene und Flüchtlinge aus den deutschen Ostgebieten und der Sowjetischen Besatzungszone bzw. späteren DDR. In der stark wachsenden Stadt entstanden in den 1960er Jahren die Siedlung Salzert und in Brombach der Bühl. (→ Wohnungsbau in Lörrach nach 1945) Ein 1964 erarbeiteter Generalverkehrsplan war die Grundlage für weitere Stadtplanungen und den Aufbau eines neuen Verkehrskonzeptes durch eine Stadtumfahrung. In den 1970er Jahren wurde ein Teil der Innenstadt zur Fußgängerzone restrukturiert. Im Zuge der Gemeindegebietsreform in Baden-Württemberg wurde am 1. Januar 1975 die Stadt Lörrach durch Vereinigung der Stadt Lörrach mit den Gemeinden Hauingen und Brombach neu gebildet. Bereits am 1. Januar 1974 wurde Haagen nach Lörrach eingemeindet. Im Jahr 1976 weihte Oberbürgermeister Hugenschmidt das neue Rathaus ein. Das 17-stöckige, dunkelgrüne Hochhaus prägt als höchstes Hochhaus der Stadt seither die Silhouette.
Am 17. August 1980 verübte die neonazistische Terrororganisation Deutsche Aktionsgruppen einen Anschlag auf eine Asylbewerberunterkunft, bei dem eine Frau äthiopischer Herkunft schwer verletzt wurde.

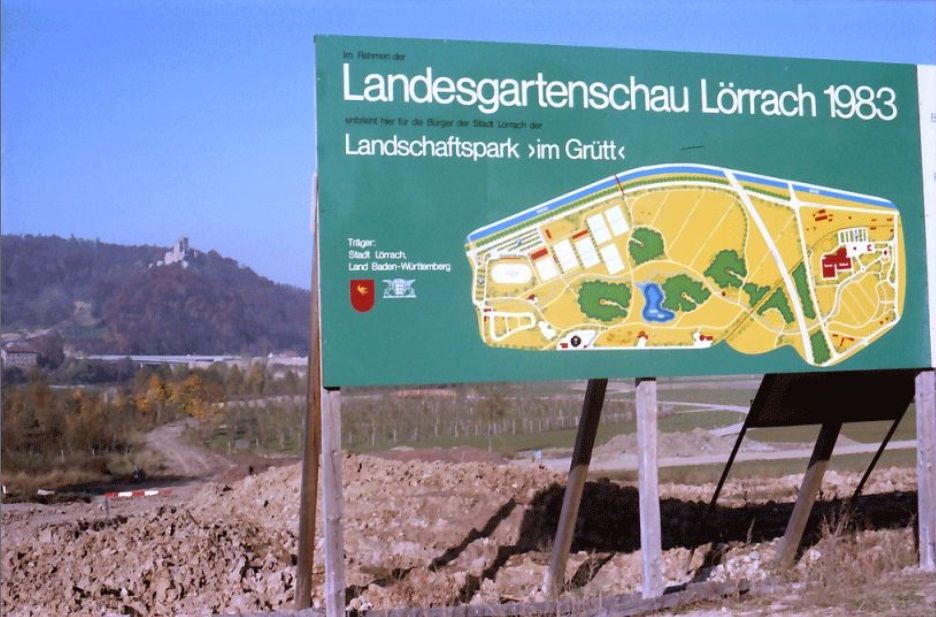
Hinweistafel zur Landesgartenschau 1983

Der Bau der Wiesentalbrücke als Teilstück der A 98 und die Landesgartenschau im Jahr 1983 (→ Landesgartenschau 1983) waren zwei bedeutende Großprojekte, welche die Stadt wesentlich weiter entwickelt haben. Die 1981 gegründete Berufsakademie Lörrach, 2009 in Duale Hochschule Lörrach umbenannt, hat gegenwärtig über 2000 Studenten. Mit Ablauf des 31. März 1984 wurde die Pädagogische Hochschule Lörrach durch eine Gesetzesänderung des Landtags von Baden-Württemberg geschlossen. Anfang der 1990er Jahre begannen umfangreiche Baumaßnahmen in der Lörracher Innenstadt, welche durch Stilllegung von Autostraßen die bisherige Fußgängerzone wesentlich erweitert haben.
Am 19. September 2010 kamen bei einem Amoklauf in der Innenstadt neben der Täterin drei Menschen ums Leben, 18 weitere wurden verletzt.
Zu den größten Bauprojekten seit Jahrzehnten gehört der geplante Bau eines Zentralklinikums am Nordrand des Stadtgebietes. Für die Erschließung des Baugebietes soll mit mehreren Maßnahmen die verkehrliche Anbindung optimiert werden. Neben der Trassenverlegung der Landesstraße L138 solle ein neuer S-Bahnhalt der S-Bahn Basel entstehen und der Anschluss an die Bundesstraße B317 verändert werden. Der derzeitige (Stand: März 2018) Zeitplan sieht vor, dass der Baubeginn 2020 stattfindet und die Eröffnung der Klinik für 2025 verfolgt wird. Für das Klinikum, dessen Standort für die Gemarkung Entenbad-Nord vorgesehen ist, soll etwa eine Fläche von 7 bis 8 Hektar erschlossen werden und rund 700 Betten. Die Baukosten inklusive der Medizin-Technik wird auf rund 239 Mio. Euro veranschlagt.

## Bevölkerung

### Einwohnerentwicklung
Die Bevölkerungsentwicklung von Lörrach ist mit der politischen und ökonomischen Entwicklung der Stadt eng verbunden. Während der Industrialisierung im 19. Jahrhundert wuchs die Einwohnerzahl stetig. Die beiden Weltkriege sowie die Wirtschaftskrisen bewirkten eine Stagnation. Nach dem Zweiten Weltkrieg stieg die Bevölkerungszahl durch den Zuzug von Flüchtlingen und Heimatvertriebenen wieder rasch an. Diese Entwicklung wurde dadurch gefördert, dass die Kriegsschäden in Lörrach relativ gering waren und Arbeitsplätze in der benachbarten Schweiz lockten. Mit der Gemeindereform in den Jahren 1974 und 1975 vergrößerte sich die Bevölkerung durch die Eingemeindung der Vororte Haagen bzw. Brombach und Hauingen weiter.
Seit Mitte der 1970er Jahre nahm die Bevölkerung allerdings ab, weil sich die Hauptwachstumszonen in die umliegenden Gemeinden verlagert hatten. Dieser Trend wurde seit dem Mauerfall wieder umgekehrt. Durch die bessere wirtschaftliche Situation und die damit niedrigere Arbeitslosenquote folgte die Bevölkerungsentwicklung dem bundesweiten Trend, und so konnte Lörrach viele Neubürger gewinnen. Gegenwärtig (Stand 2023) wächst die Lörracher Einwohnerzahl stetig weiter; die für das Jahr 2017 prognostizierte Zahl von 50.000 Einwohnern wurde allerdings nicht erreicht. Die Ausländerquote in Lörrach lag Ende 2020 bei 18,3 %.
Im ersten Quartal des Jahres 2023 stieg die Bevölkerung Lörrachs erstmals auf über 50.000 und betrug exakt 50.208 Einwohner. In rechtlicher Konsequenz sind die Anzahl der Gemeinderatsmitglieder von 32 auf 40 anzuheben, wenn der Anstieg von Dauer ist. Aus diesem Grund tritt die Erhöhung der Ratsmitglieder nicht unmittelbar in Kraft, da die Dauerhaftigkeit des Anstieges zunächst festgestellt werden soll.
| Datum | Einwohner |
| ----- | --------- |
| 1650  | 1.995     |
| 1700  | 1.535     |
| 1750  | 3.140     |
| 1800  | 4.180     |
| 1870  | 9.103     |

| Datum | Einwohner |
| ----- | --------- |
| 1890  | 11.475    |
| 1914  | 16.293    |
| 1938  | 20.041    |
| 1950  | 22.698    |
| 1960  | 30.546    |

| Datum | Einwohner |
| ----- | --------- |
| 1965  | 31.324    |
| 1970  | 33.855    |
| 1973  | 33.885    |
| 1974  | 36.231    |
| 1975  | 44.179    |

| Datum | Einwohner |
| ----- | --------- |
| 1981  | 40.064    |
| 1990  | 42.500    |
| 1995  | 44.617    |
| 2000  | 45.679    |
| 2005  | 47.026    |

| Datum | Einwohner |
| ----- | --------- |
| 2010  | 48.380    |
| 2015  | 49.303    |
| 2020  | 49.295    |
| 2023  | 50.208    |

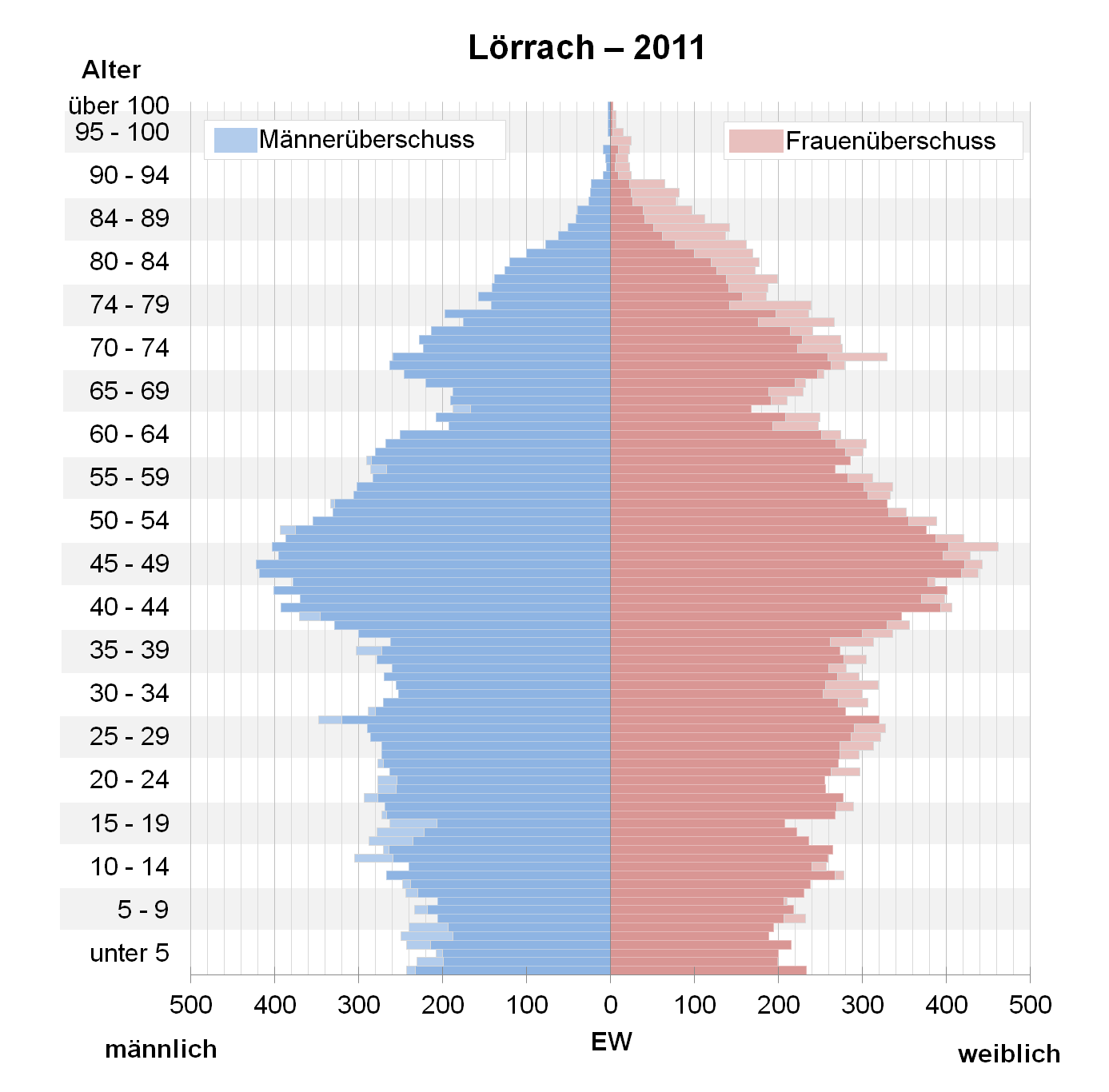
Bevölkerungspyramide für Lörrach (Datenquelle: Zensus 2011)

Der demographische Wandel durch Überalterung lässt sich auch an der Stadtbevölkerung Lörrachs feststellen. Von 1995 bis 2006 wuchs der Anteil der über 65-Jährigen von 16,7 auf 19,8 % und liegt damit etwas über dem Landesdurchschnitt von 18,7 %. Für den 31. Dezember 2006 ergibt sich folgende Verteilung der Stadtbevölkerung nach Altersgruppen.
| Altersgruppe | Insgesamt (%) | Männlich (%) | Weiblich (%) |
| ------------ | ------------- | ------------ | ------------ |
| unter 15     | 14,8          | 15,6         | 14,0         |
| 15–25        | 11,0          | 11,5         | 10,6         |
| 25–45        | 28,8          | 29,8         | 27,9         |
| 45–65        | 25,6          | 26,3         | 25,0         |
| über 65      | 19,8          | 16,9         | 22,5         |

### Religionen

#### Konfessionsstatistik
Die Religionen verteilen sich in der Bevölkerung Lörrachs wie folgt:
| Jahr | evangelisch | katholisch | andere oder keine |
| ---- | ----------- | ---------- | ----------------- |
| 1980 | 50,4 %      | 38,2 %     | 11,5 %            |
| 2001 | 38,9 %      | 31,8 %     | 29,1 % (*)        |
| 2011 | 34,1 %      | 28,1 %     | 37,7 % (**)       |
| 2021 | 24 %        | 23 %       | 53 %              |

(*) 29,1 % = 2,9 % sonstige Konfessionen und 26,2 % ohne Konfession
(**) Ergebnisse Zensus 2011 Stadt Lörrach Bevölkerung im regionalen Vergleich nach Religion – in % –

#### Christentum

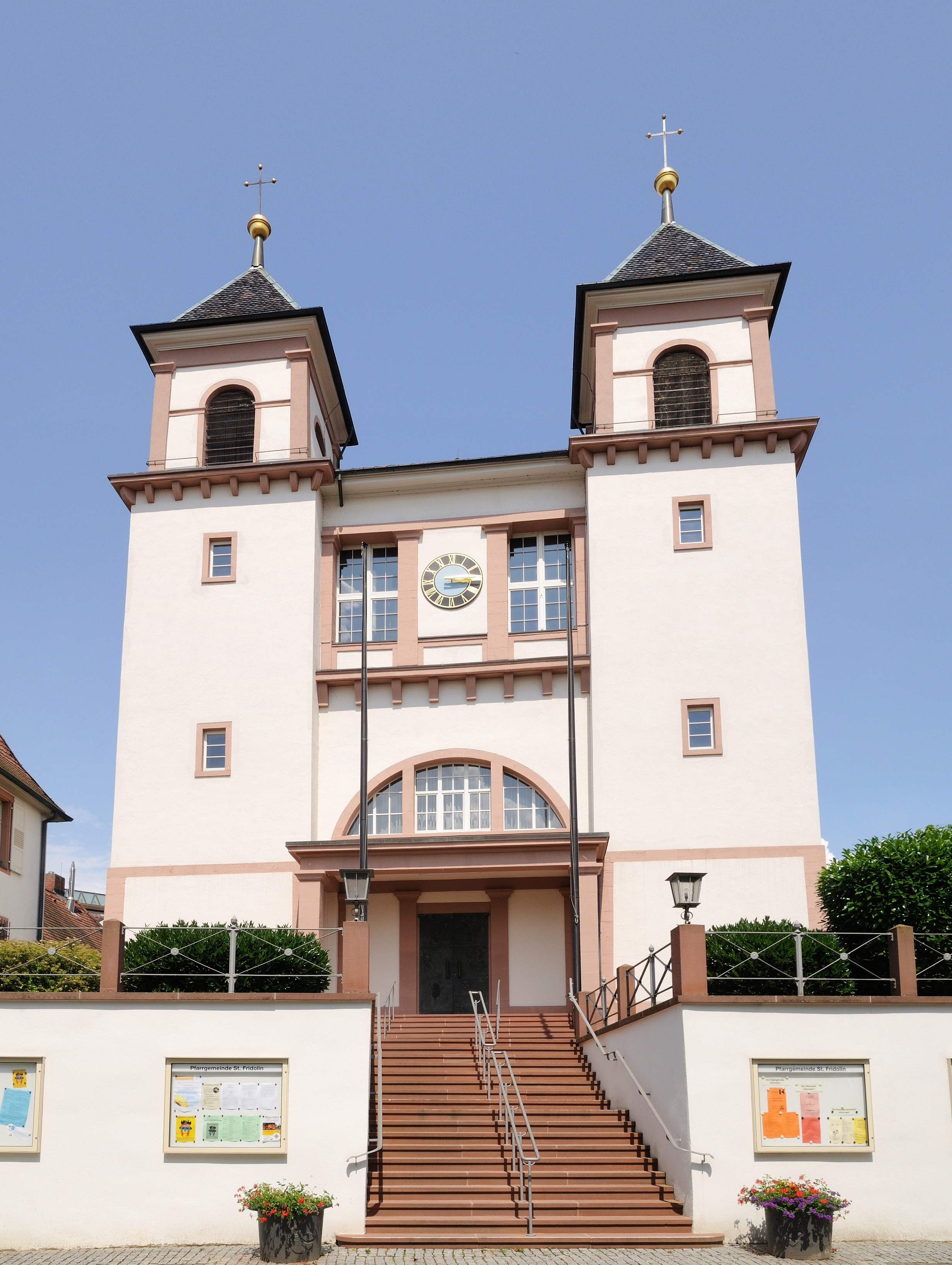
St.-Fridolins-Kirche in Stetten

Die Kirchen der Stadt gehörten anfangs zum Bistum Konstanz und waren dem Archidiakonat Breisgau unterstellt. Somit bestand hier seit jeher eine kirchliche Grenze zum nur wenige Kilometer entfernten Bistum Basel. 1529 wurde die Lörracher Pfarrei von Basel aus besetzt, nachdem dort die Reformation eingeführt worden war. In der Stadt selbst wurde auf Veranlassung des Landesherrn die Reformation erst 1556 eingeführt. Danach war Lörrach über Jahrhunderte eine überwiegend protestantische Stadt. In Rötteln bestand seit Anfang des 15. Jahrhunderts ein Landkapitel, das Ende des 17. Jahrhunderts nach Lörrach verlegt wurde. Die evangelischen Pfarrer in Lörrach waren ab 1682 zugleich Spezialsuperintendenten der Diözese Rötteln. Hauptkirche Lörrachs ist die schon im 12. Jahrhundert erwähnte Stadtkirche. Neben dem lutherischen Bekenntnis gab es seit dem 17. Jahrhundert auch reformierte Gemeindeglieder, die aus der benachbarten Schweiz kamen. Aus der Superintendentur Lörrach entstand im 19. Jahrhundert der Kirchenbezirk Lörrach. Aus der Stadtkirchengemeinde (Johannespfarrei) entstanden im 20. Jahrhundert weitere Gemeinden und zwar die Pauluspfarrei (1906, danach nannte sich die Johannespfarrei zunächst Südpfarrei) für die Nordstadt, die Matthäuspfarrei (1949) für die Oststadt (die auch Inzlingen mitversorgt), die Markuspfarrei (1956), die Salzertgemeinde (1969) und die Friedensgemeinde (1974) in der Homburg-Siedlung. Für die Paulus- und Markuspfarrei wurde 1956 die Christuskirche erbaut. Die Johannespfarrei erhielt 1975 ein Gemeindezentrum an der Suttermattstraße.
Auch in den Stadtteilen Brombach, Hauingen, Rötteln (mit Tumringen) und Tüllingen gibt es evangelische Kirchengemeinden, da diese Orte wie Lörrach früh zu Baden gehörten und von dort die Reformation eingeführt wurde. Haagen gehört kirchlich zu Rötteln. Auch diese Kirchengemeinden gehören zum Kirchenbezirk Markgräflerland (2010 entstanden durch Fusion der Kirchenbezirke Lörrach und Schopfheim) der Evangelischen Landeskirche in Baden.
Der Stadtteil Stetten stand bis 1803 unter vorderösterreichischer Herrschaft. Daher gibt es hier eine katholische Tradition, obwohl im Ort zunächst auch die Reformation eingeführt wurde. Durch einen Vertrag mit Österreich wurde Stetten wieder katholisch. Die Gemeinde Stetten betreute zunächst auch die seit dem 18. Jahrhundert in Lörrach wieder ansässigen Katholiken. Sie feiert ihre Gottesdienste in der 1822 neu erbauten Fridolinskirche. Der ursprüngliche Kirchenbau Stettens stammt aus dem 13. Jahrhundert. Zwischen 1864 und 1867 wurde in Lörrach wieder eine eigene Pfarrkirche (St. Bonifatius) gebaut, an der 1867 eine Pfarrkuratie gegründet wurde, die 1882 zur Pfarrei erhoben wurde. Eine zweite katholische Kirche (St. Peter) wurde 1964 erbaut. Im Neumattgebiet, einem etwas ausgelagerten Teil von Stetten, wurde 1966 die Filialkirche zur Heiligen Familie der Gemeinde Stetten erbaut. In Brombach entstand bereits 1900 die St.-Josefs-Kirche, die seit 1911 Pfarrei ist. Zur Gemeinde gehören auch Haagen und Hauingen. Alle katholischen Gemeinden Lörrachs bilden seit dem 1. März 2000 zusammen mit der Nachbargemeinde St. Peter und Paul in Inzlingen eine Seelsorgeeinheit innerhalb des Dekanats Wiesental des Erzbistums Freiburg.
Neben den beiden großen Kirchen gibt es auch freikirchliche Gemeinden, darunter die Freie evangelische Gemeinde mit ihrer Jugend Peter, die Evangelisch-Freikirchliche Gemeinde (Baptisten), die Evangelische Chrischona-Gemeinde, die Evangelisch-Freikirchliche Gemeinde – Freie Christengemeinde Lörrach e. V., die Christliche Versammlung Lörrach, die Gemeinde der offenen Tür und die Heilsarmee.
Außerdem gibt es in Lörrach eine neuapostolische Gemeinde.

#### Judentum

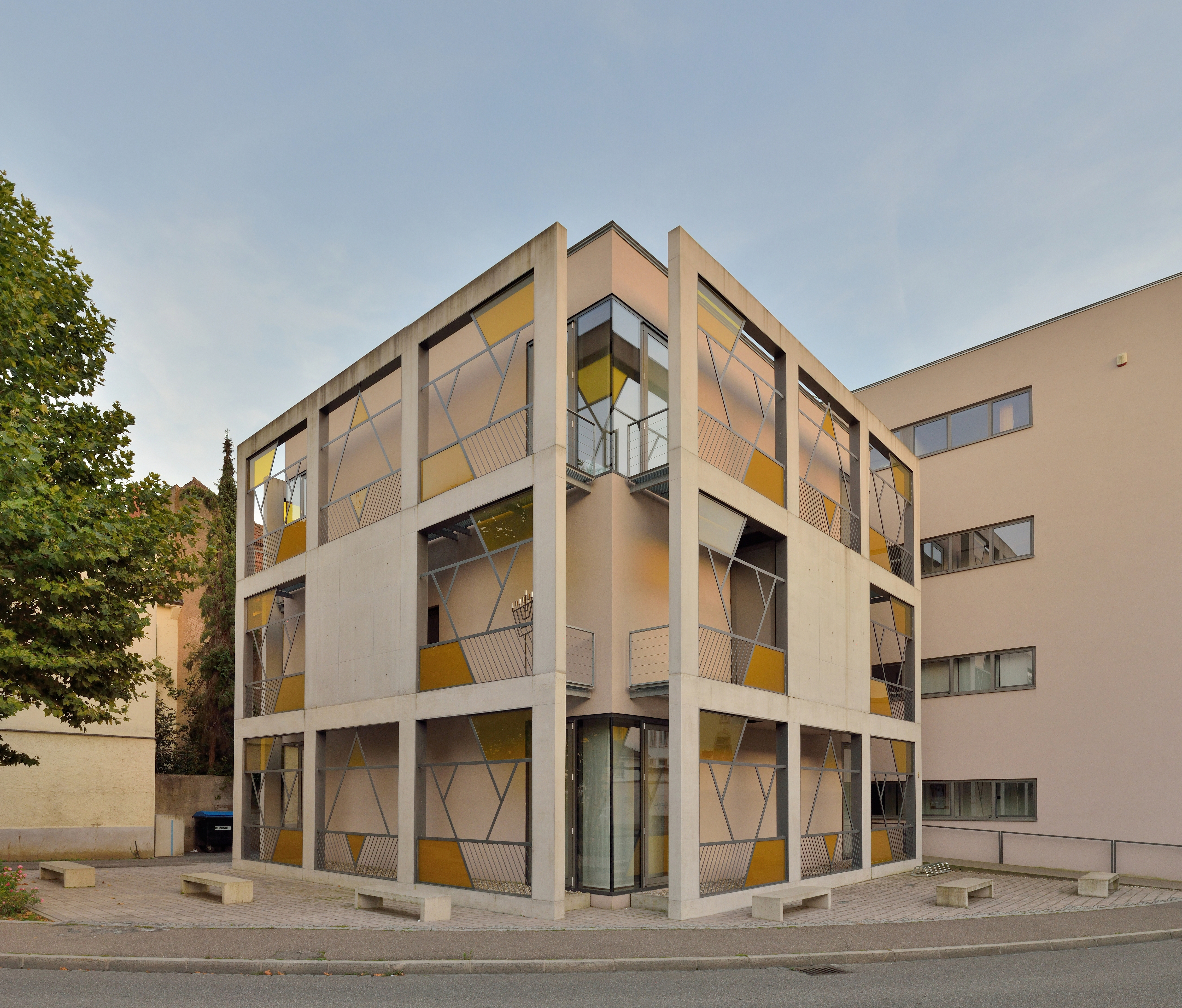
Synagoge Lörrach

Lörrach hat eine jüdische Gemeinde, die bis auf das Jahr 1660 zurückgeht. Anfangs waren die Juden vorwiegend im Viehhandel beschäftigt. Später gehörten zahlreiche Geschäfte und Unternehmen jüdischen Familien. Auch viele Handwerker und Akademiker fanden sich unter den jüdischen Einwohnern. Am politischen und kulturellen Leben Lörrachs nahmen sie regen Anteil, doch während der Novemberpogrome 1938 verwüsteten vor allem SA-Leute die Lörracher Synagoge aus dem Jahr 1808 völlig. Diese befand sich unweit des Marktplatzes. Heute erinnert an dieser Stelle eine Gedenktafel aus dem Jahr 1976 an das jüdische Gebetshaus. Während der Zeit des Nationalsozialismus wurden mindestens 47 der 162 in Lörrach lebenden Juden ermordet.
Im Jahr 1995 wurde in Lörrach die Israelitische Kultusgemeinde neu gegründet. Das Einzugsgebiet der neuen Gemeinde mit ca. 400 Mitgliedern im Jahr 2007 reicht von Badenweiler bis Waldshut. Viele der Gläubigen sind aus Staaten der ehemaligen Sowjetunion zugewandert. Die Gemeinde wächst weiter. Am 28. Juni 2007 erfolgte die Grundsteinlegung einer neuen Lörracher Synagoge, die am 9. November 2008 – siebzig Jahre nach Zerstörung der alten Synagoge – offiziell eröffnet wurde.

#### Islam
Lörrach hat mehrere islamische Gemeinden, die ihre Gebete in verschiedenen Gebetsräumen verrichten; eine eigens zu diesem Zweck errichtete Moschee existiert bisher nicht. Die Türkisch-Islamische Union bildet mit 250 aktiven Mitgliedern die mit Abstand größte Gemeinde.

## Politik

### Gemeinderat
Der Lörracher Gemeinderat besteht aus 32 ehrenamtlichen Stadträtinnen und Stadträten. Der für eine Periode von fünf Jahren gewählte Gemeinderat wird von der Bürgerschaft gewählt. Vorsitzender mit zusätzlichem Sitz und Stimmrecht ist der unabhängig von dieser Wahl gewählte Oberbürgermeister. Seine Stellvertreterin ist seit dem 1. Juni 2018 die (Bau-)Bürgermeisterin Monika Neuhöfer-Avdić.
Die Kommunalwahl am 9. Juni 2024 führte bei einer Wahlbeteiligung von 55,5 % (+ 3,2) zu folgendem (vorläufigen) Ergebnis:
- SPD: 5
- Grüne: 8
- Piraten: 1
- FDP: 2
- FW: 5
- CDU: 6
- BfLÖ: 2
- AfD: 3

| Partei / Liste            | Stimmenanteil | G / V %p | Sitze | G / V |
| ------------------------- | ------------- | -------- | ----- | ----- |
| GRÜNE                     | 24,3 %        | − 6,2    | 8     | − 2   |
| CDU                       | 19,8 %        | − 2,4    | 6     | − 1   |
| SPD                       | 16,4 %        | − 1,8    | 5     | − 1   |
| Freie Wähler              | 16,7 %        | + 0,3    | 6     | + 1   |
| FDP                       | 5,3 %         | + 0,1    | 2     | ± 0   |
| Bürger für Lörrach (BfLÖ) | 5,1 %         | + 5,1    | 2     | + 2   |
| AfD                       | 9,1 %         | + 5,9    | 3     | + 2   |
| Piraten                   | 3,1 %         | + 3,1    | 1     | + 1   |
| Gesamt                    | 99,8 %        |          | 32    |       |

G / V: Gewinne / Verluste zur Gemeinderatswahl 2019
Seit Juli 2006 bestand in Lörrach auch ein Jugendparlament. Es beteiligten sich 21 Jugendparlamentariern zwischen 14 und 21 Jahren und nahm sich, als parteiunabhängiges Organ der Stadt, der Belange der Lörracher Jugend an. Zuletzt wurde es 2012 für zwei Jahre neu gewählt. Da seit November 2015 das Jugendparlament unbesetzt ist, wurde an neuen Möglichkeiten der Jugendbeteiligung gearbeitet. Auf Initiative von Jugendlichen selbst wurde dann 2022 eine neue kommunale Jugendvertretung gegründet. Im Oktober 2022 findet die erste Wahl des Jugendrat Lörrach statt.

### Stadtoberhäupter

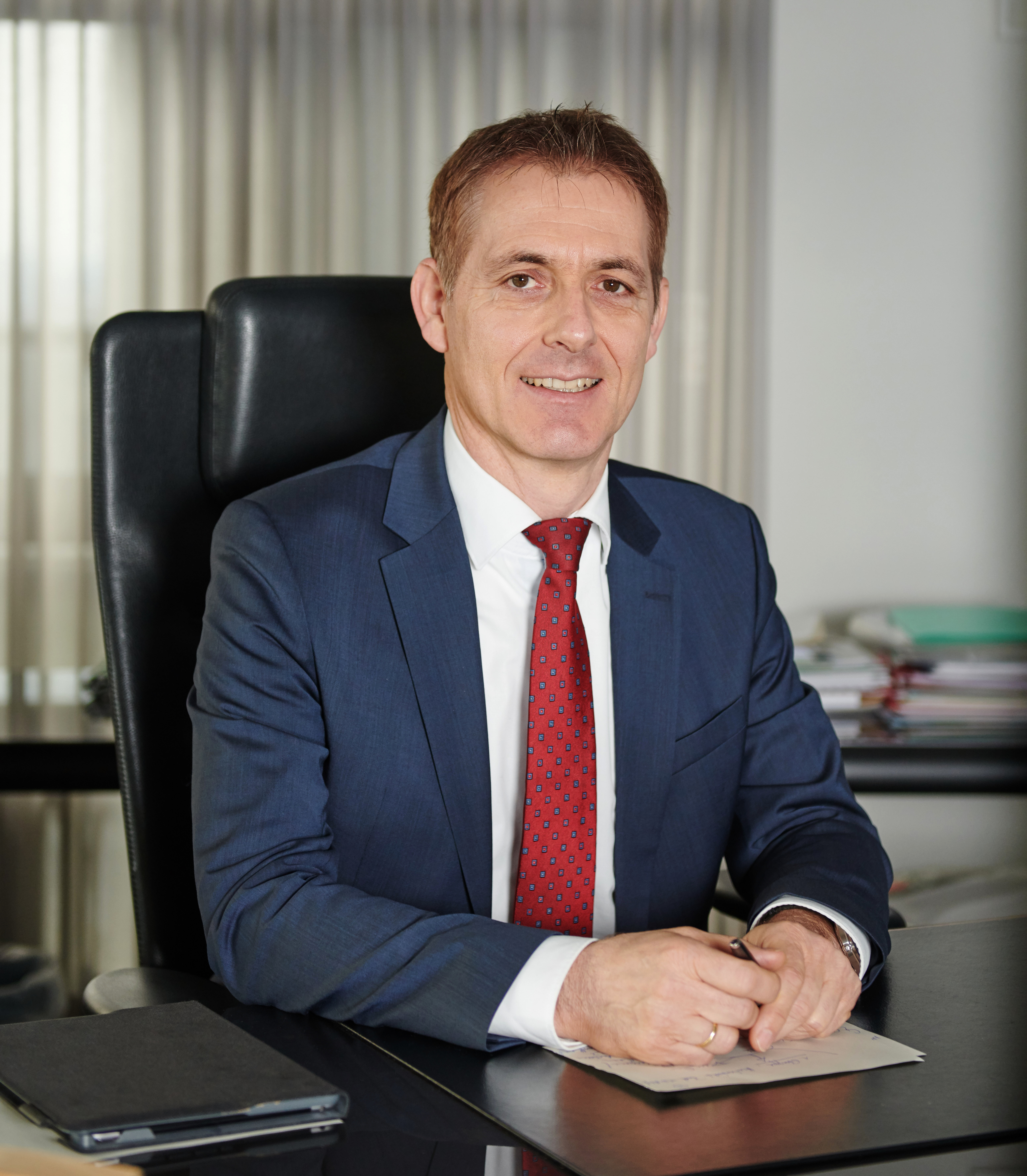
Oberbürgermeister seit 2014: Jörg Lutz

Die Lörracher Chronik berichtet von einem Johann von Schallbach im Jahr 1366 als erstem Vogt. Die Amtsbezeichnung des Bürgermeisters war den Ortsvorstehern von Städten vorbehalten. Als erster Lörracher Bürgermeister wird Marx Christoph Leibfried im Jahr der ersten Stadtrechtsverleihung 1682 genannt. Dieser wurde vom Markgrafen eingesetzt. Bis einschließlich 1756 benutzte man auch weiterhin die Bezeichnung Vogt bzw. Altvogt. Seit 1956 ist in Lörrach das Stadtoberhaupt der Oberbürgermeister, welcher direkt von den Bürgern gewählt wird. Seine Amtszeit beträgt acht Jahre.

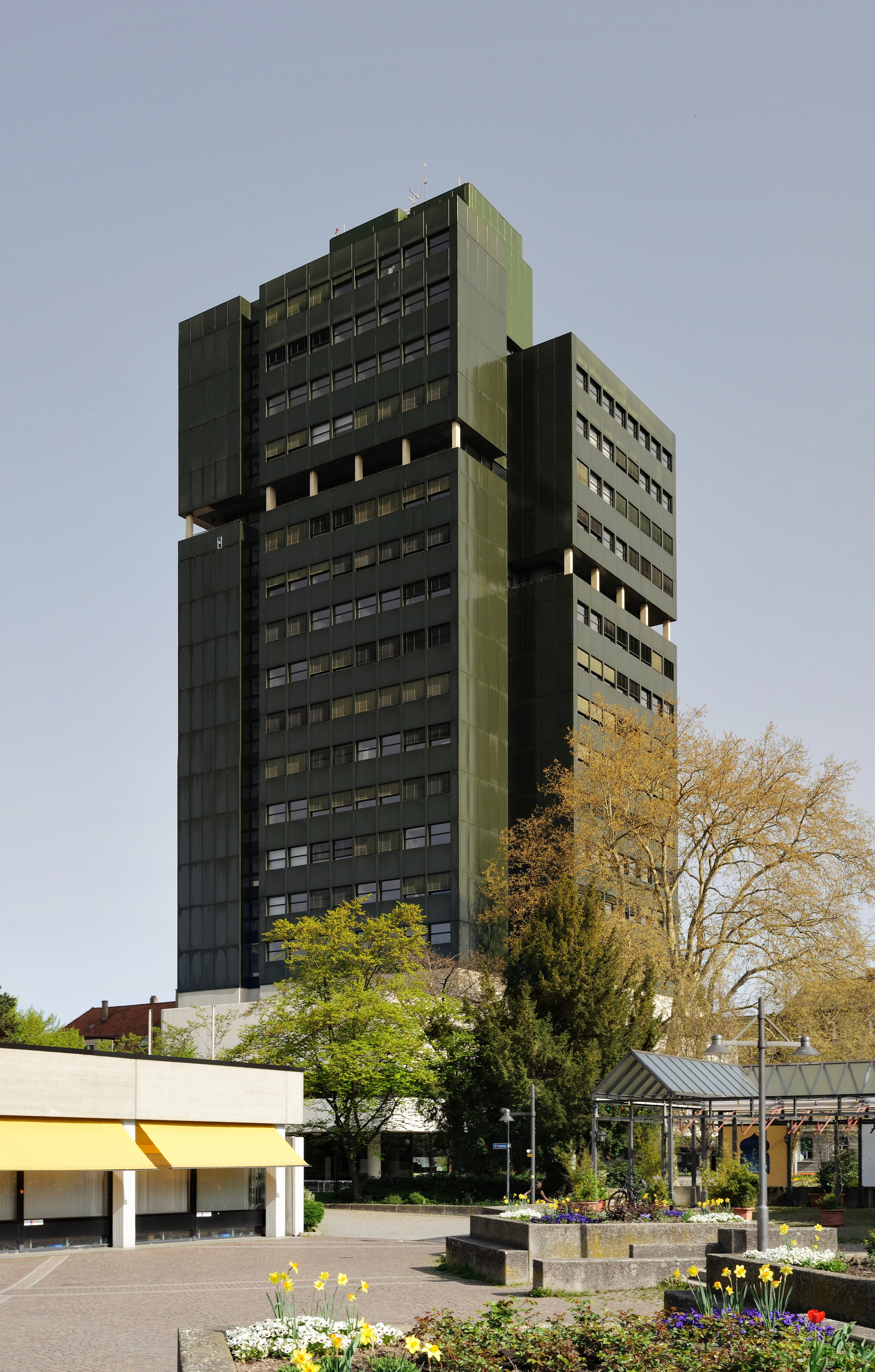
Lörracher Rathaus „Langer Egon“

Die mit * gekennzeichneten Personen in der nachfolgenden Liste tragen oder trugen den Titel des Oberbürgermeisters. Arend Braye begann seine Amtszeit 1948 als Bürgermeister und wurde 1956 Oberbürgermeister. Reinhard Boos war der einzige nicht demokratisch gewählte Oberbürgermeister; er wurde 1933 als bisheriger Ortsgruppen- und Kreisleiter der NSDAP vom badischen Gauleiter als Kommissar bzw. Bürgermeister eingesetzt und 1945 von den französischen Truppen abgesetzt und verhaftet.
| Amtszeit  | Name                     |           | Amtszeit             | Name |
| 1804–1807 | Johann Martin Strohmeier | 1863–1869 | Paul Feldkirchner    |      |
| 1807–1810 | Johann Jakob Grether     | 1869–1871 | Karl Robert Gebhardt |      |
| 1810–1814 | Johann Kaspar Schöffel   | 1872–1906 | Johann Josef Grether |      |
| 1814–1820 | Johann Georg Grether     | 1906–1927 | Erwin Gugelmeier*    |      |
| 1820–1826 | Jakob Rupp               | 1927–1933 | Heinrich Graser*     |      |
| 1826–1831 | Friedrich Hüglin         | 1933–1945 | Reinhard Boos*       |      |
| 1831–1832 | Ernst Schultz            | 1945–1948 | Joseph Pfeffer       |      |
| 1832–1835 | Johann Georg Grether     | 1948–1960 | Arend Braye          |      |
| 1835–1841 | Ernst Schultz            | 1960–1984 | Egon Hugenschmidt*   |      |
| 1841–1844 | Friedrich Hüglin         | 1984–1995 | Rainer Offergeld*    |      |
| 1844–1849 | Carl Wenner              | 1995–2014 | Gudrun Heute-Bluhm*  |      |
| 1849–1861 | Johann Ludwig Calame     | 2014–     | Jörg Lutz*           |      |
| 1861–1863 | Carl Wenner              |           |                      |      |

* = Oberbürgermeister
Die seit 19 Jahren amtierende Oberbürgermeisterin Gudrun Heute-Bluhm wechselte zum 1. August als geschäftsführendes Vorstandsmitglied zum Städtetag Baden-Württemberg. Bei der dadurch notwendig gewordenen Neuwahl eines Oberbürgermeisters wurde am 20. Juli 2014 Jörg Lutz, der bisherige Bürgermeister der Gemeinde Grenzach-Wyhlen, mit 64,4 Prozent der Stimmen im zweiten Wahlgang zum neuen Oberbürgermeister der Stadt Lörrach gewählt. Sein Amt trat er am 1. Oktober 2014 an. Am 3. Juli 2022 wurde er im ersten Wahlgang mit 86,5 Prozent der Stimmen für eine zweite Amtszeit wiedergewählt.

### Wappen und Logo

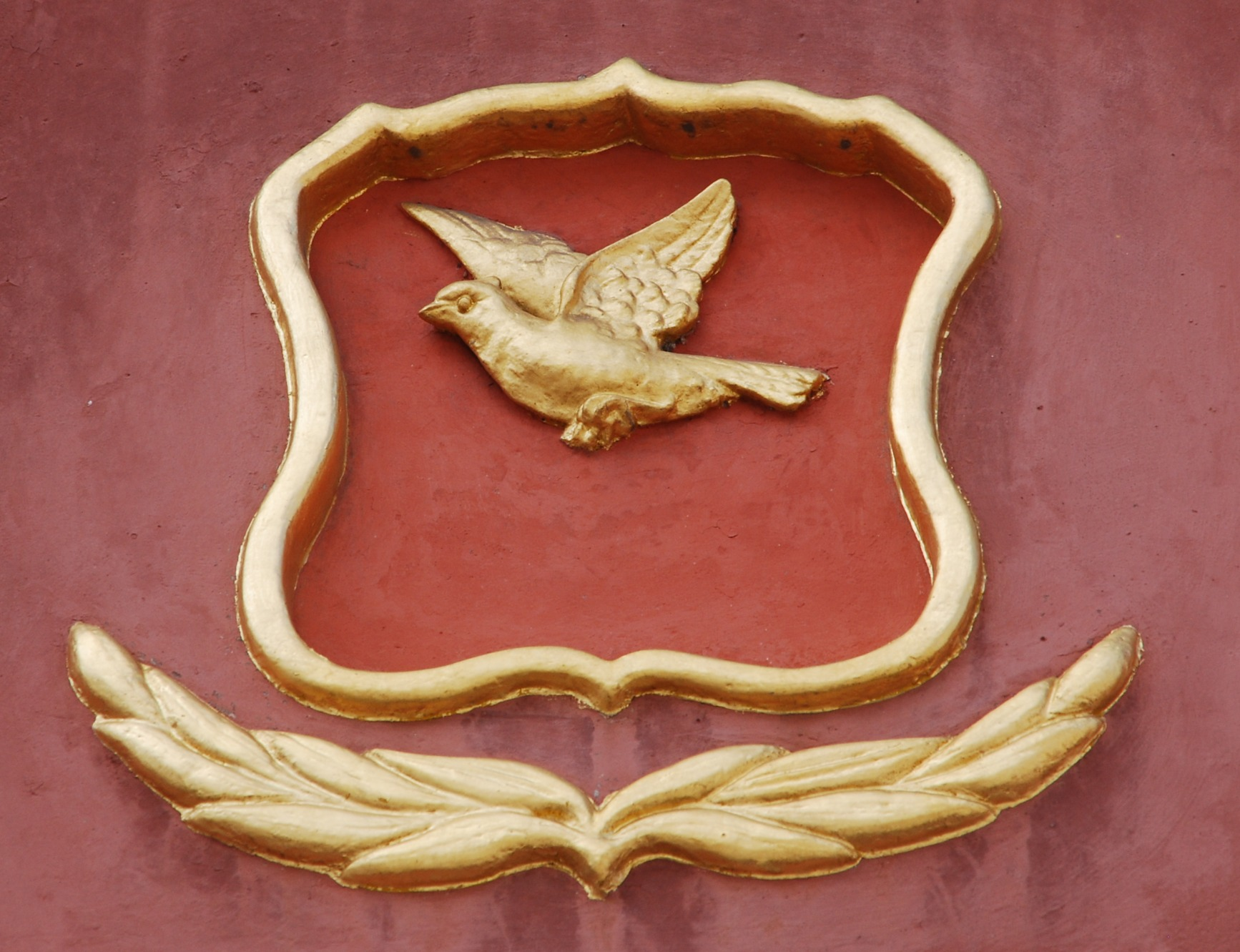
Wappen Lörrachs an der Fassade des Pfarrhauses

Blasonierung: „In Rot oben eine aufsteigende goldene (gelbe) Lerche.“
Die Wappenfarben entsprechen jenen des badischen Wappens. Das Lörracher Wappen ist ein sogenanntes redendes Wappen, das vom Stadtnamen abgeleitet ist. Urkundlich belegt ist es mit der Stadtrechtsurkunde aus dem Jahr 1756 (§ 9), wobei vermutet wird, dass dieses Motiv schon seit 1682 als Wappen verwendet wurde. Der älteste Beleg für das Wappen befindet sich auf einem Plan von 1643 im Staatsarchiv des Kantons Basel-Stadt. Das Wappentier ist allerdings gestalterisch schon mehrfach verändert worden. 1965 genehmigte das Generallandesarchiv Karlsruhe das Wappen, welches als stilisierte aufsteigende Lerche gedeutet wird. Am 11. November 1975 wurde im Zuge der Gemeindereform das Wappen für die durch Eingemeindungen neugebildete Stadt bestätigt. Neben dem Wappen darf nach einem Beschluss des Innenministeriums des Landes Baden-Württemberg vom 11. November 1975 die Stadt eine Flagge mit den Farben „Rot-Gelb-Rot“ führen. Die Neuvergabe der Flagge war infolge der Eingemeindung von Hauingen und Brombach am 1. Januar 1975 notwendig geworden, weil das alte Wappen seine Gültigkeit verloren hat.
Die Verwendung der Wappens sowie der weiteren Hoheitszeichen der Stadt Lörrach ist durch die Wappensatzung geregelt. Diese besteht aufgrund des Paragraphen 4 der Gemeindeordnung für Baden-Württemberg. Eine letzte Revision dieser Satzung wurde am 29. April 2021 beschlossen, die insbesondere die Verwendung für politische Zwecke nicht genehmigt. Das Stadtwappen von 1975 wurde unverändert beibehalten. Lediglich die Größe des Wappentiers wurde zwecks besserer Reproduzierbarkeit etwas vergrößert sowie die beiden Wappenfarben Rot und Gelb etwas abgedunkelt.
Das Dienstsiegel ist kreisrund, trägt in der Mitte das Stadtwappen, welches von der Umschrift „Stadt Lörrach“ gesäumt wird. Vor der Einführung des Euro-Kennzeichens war das Wappen auch auf der Zulassungsplakette der Kennzeichen von Kraftfahrzeugen zu sehen, die im Landkreis Lörrach angemeldet wurden.

Stadtlogo

Neben dem Wappen verwendet die Stadt auch eine spezifische Wort-Bild-Marke (Logo), bestehend aus einer stilisierten Lerche mit orang-gelbem Gefieder und dem in der Farbe Grau gesetzten Wort „Lörrach“, die mittels einer ebenfalls grauen vertikalen Linie vom Logo getrennt ist. Auch für das Logo besteht eine Verwendungshoheit der Stadt. Dieses Logo verwendet die Stadt unter anderem für bestimmte Leistungen, Projekte, Veranstaltungen, die von der Stadt voll getragen werden wie beispielsweise der Volkshochschule Lörrach oder der Villa Aichele.

### Städte- und Kulturpartnerschaften

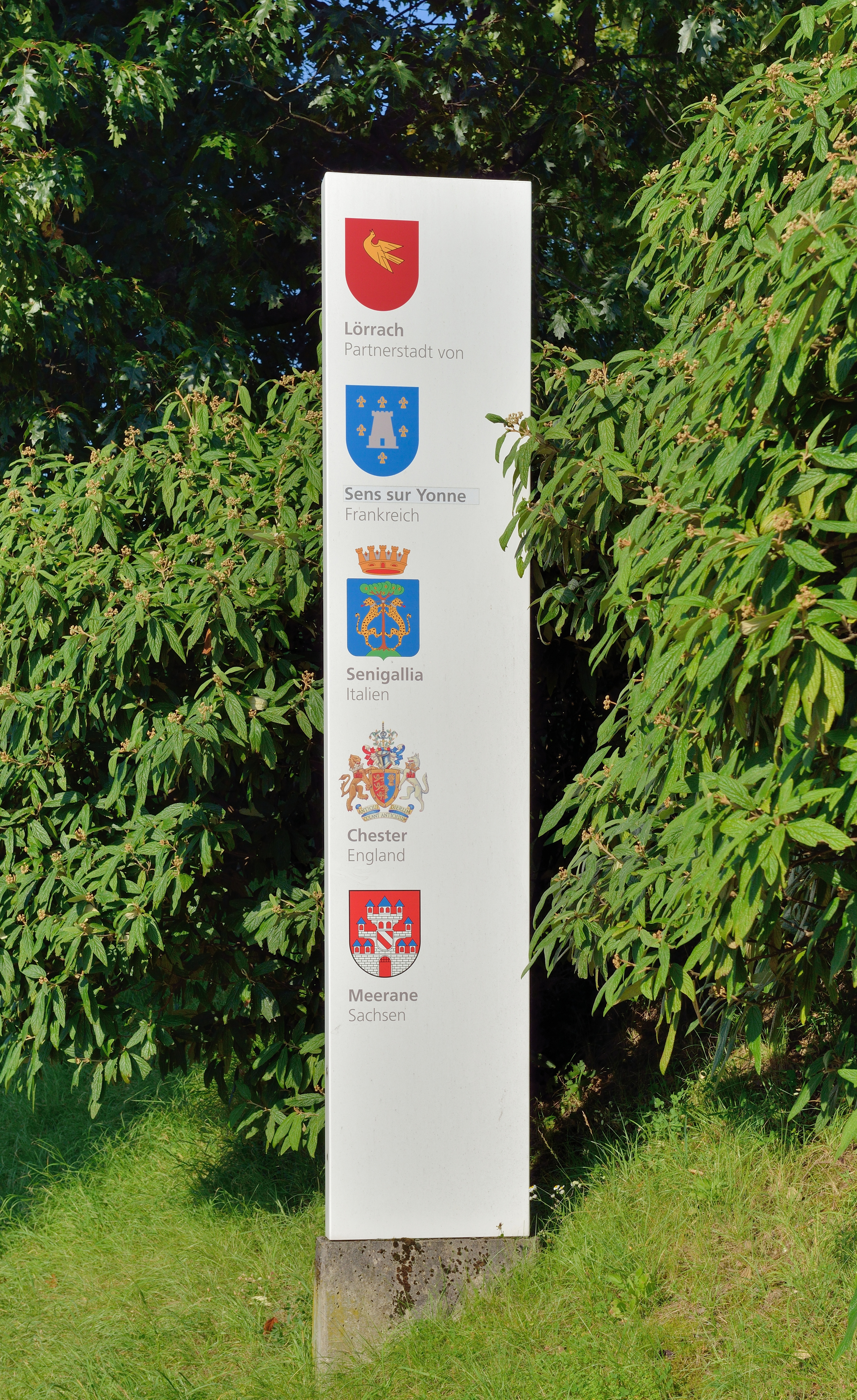
Infostele zu Lörrachs Städtepartnerschaften

Lörrach unterhält folgende Städtepartnerschaften:
| Sens, Frankreich                | seit 1966 |
| Senigallia, Italien             | seit 1986 |
| Meerane, Deutschland            | seit 1990 |
| Wischgorod, Ukraine             | seit 1999 |
| Chester, Vereinigtes Königreich | seit 2002 |
| Edirne, Türkei                  | seit 2005 |

Die vier Städte Sens, Senigallia, Chester und Lörrach sind untereinander gleichfalls Partnerstädte. Jährlich finden zahlreiche Begegnungen und Austausche sowohl zwischen Schulen und Vereinen als auch von Praktikanten aus Industrie und Handel statt. Lörrach wurde wegen des Engagements zur Förderung und Verbreitung des europäischen Gedankens 1979 durch den Europarat die Europafahne, 1983 der Französisch-Deutsche Preis und die Ehrenplakette 1988 des Europarates verliehen. Die Städtefreundschaft mit Wischgorod in der Ukraine besteht gemeinsam mit der Stadt Sens seit 1999.
Die Partnerschaft des Stadtteils Lörrach-Haagen mit der französischen Gemeinde Village-Neuf besteht seit 1988.
Im Jahr 2004 wurde Lörrach International, als Verein zur Förderung der Städtepartnerschaften und Freundschaften e. V., gegründet. Ziel des Vereins ist, die bestehenden Städtepartnerschaften durch starkes bürgerschaftliches Engagement zu begleiten und weitere Partnerschaften aufzubauen.
Von diesem Verein wurde 2005 die Kulturpartnerschaft zu Edirne in der Türkei begründet, die inzwischen zur Städtefreundschaft erhoben wurde. Mit dem EU-Erasmusprogramm werden die Dozenten- und Studentenaustausche internationaler Studiengänge der beiden Hochschulen (Trakya Üniversitesi und DHBW Lörrach) gefördert. Auch im Bereich Musik, bildende Kunst und berufliche Ausbildung findet ein reger Austausch mit der Gewerbeschule sowie Lörracher Schulen und Gymnasien statt.
Das Jubiläumsjahr 40 Jahre Partnerschaft mit Sens und 20 Jahre mit Senigallia stand unter dem Begriff Musica Jubila 2006. Jugendliche Musiker aus allen Partnerstädten trafen sich zu Workshops und bildeten mehrere länder- und kulturübergreifende Ensembles. Während zahlreicher Begegnungen in gemeinsamen Jugendcamps, die seit vielen Jahren abwechselnd in den einzelnen Partnerstädten abgehalten werden, wird die Freundschaft der Städte-Partnerschaftsjugend gepflegt und ausgebaut.
Die Unterzeichnung des Élysée-Vertrages vor fünfzig Jahren wurde in Lörrach zu Veranstaltungen mit Bürgern und einer Dokumentation der bisherigen Begegnungen genutzt.
In einem von der EU geförderten Tourismusprojekt der Partnerstädte mit Namen Net4ps entstand die Dokumentation zu nachhaltigem Tourismus in Lörrach und seinen Partnerstädten.

## Wirtschaft und Infrastruktur

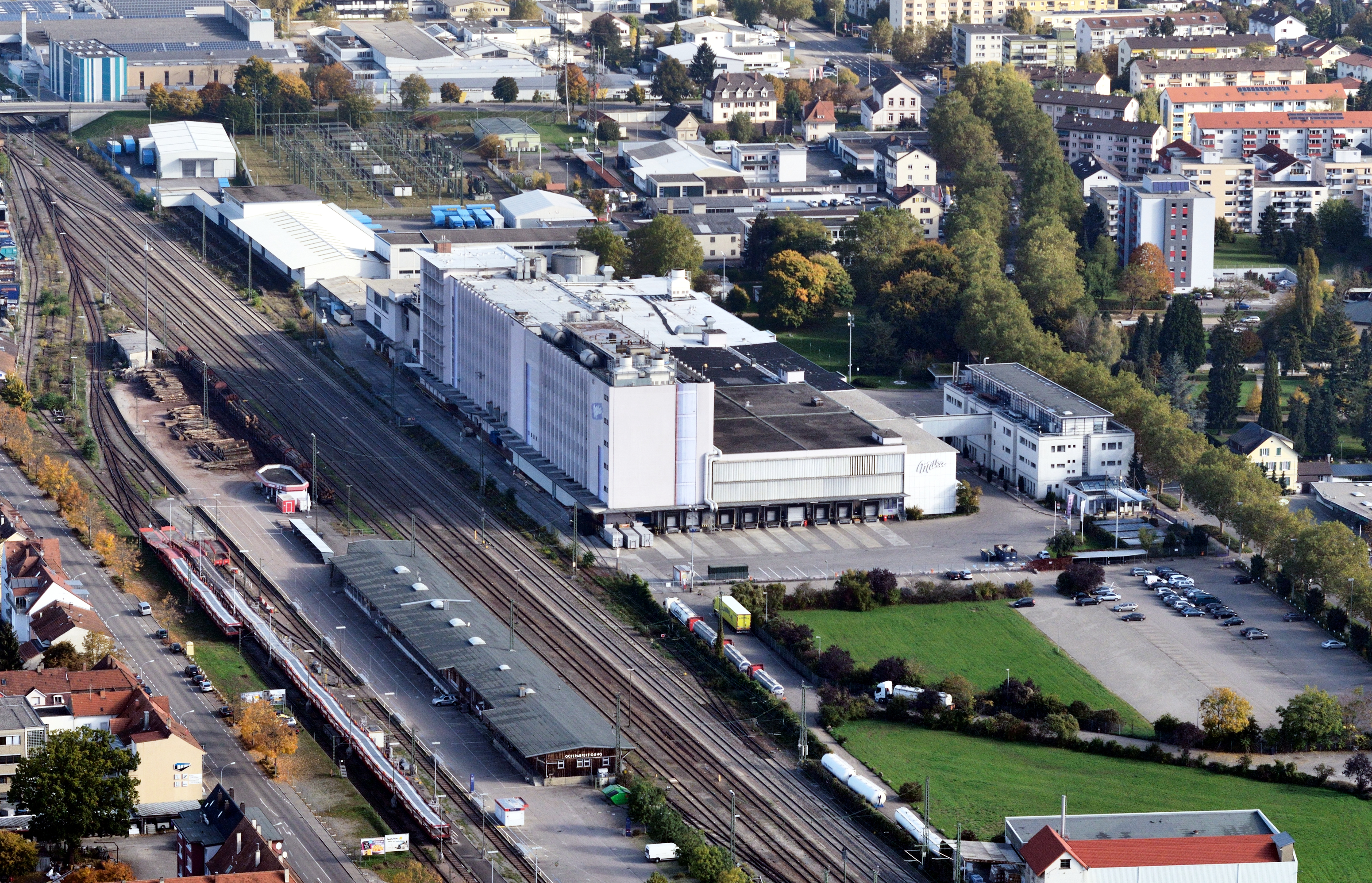
Größter Arbeitgeber in Lörrach: die Milkawerke, unten links der Autozug-Terminal

Lörrach ist ein Industrie- und Dienstleistungsstandort. Etwa 30 % aller Arbeitsplätze stellen Unternehmen des produzierenden Gewerbes zur Verfügung, rund 22 % des Handels und des Gastgewerbes, außerdem über 45 % der Dienstleistungsbranche. Die große Kreisstadt bietet rund 18.300 Arbeitsplätze. Während 1997 die Arbeitslosenquote in der Stadt noch über 12 % betrug, sinkt sie seither stetig und ist auf einem deutschlandweiten Tiefststand. Die Arbeitslosenquote im Landkreis Lörrach lag im Mai 2008 bei 3,9 %, in der Stadt bei 5,0 %. Im Juni 2019 betrug die Quote in Lörrach sogar nur 3,1 %.
Außerdem zeichnet sich Lörrach durch eine große Zahl an Grenzgängern aus. Aus der Stadt Lörrach pendelten 2001 über 3.000 Berufstätige in die Schweiz, aus dem gesamten Landkreis waren es im selben Jahr 13.043. Zum Ende des Jahres 2018 stieg die kreisweite Zahl der Grenzgänger auf 21.334 Personen an, aus der Stadt Lörrach selbst waren es 5.294 Angestellte.
Einzelhändler haben im Jahr 2004 insgesamt einen Umsatz von 342,7 Millionen Euro erwirtschaftet, rund ein Fünftel dieses Umsatzes haben Schweizer Kunden beigetragen.

### Verkehr

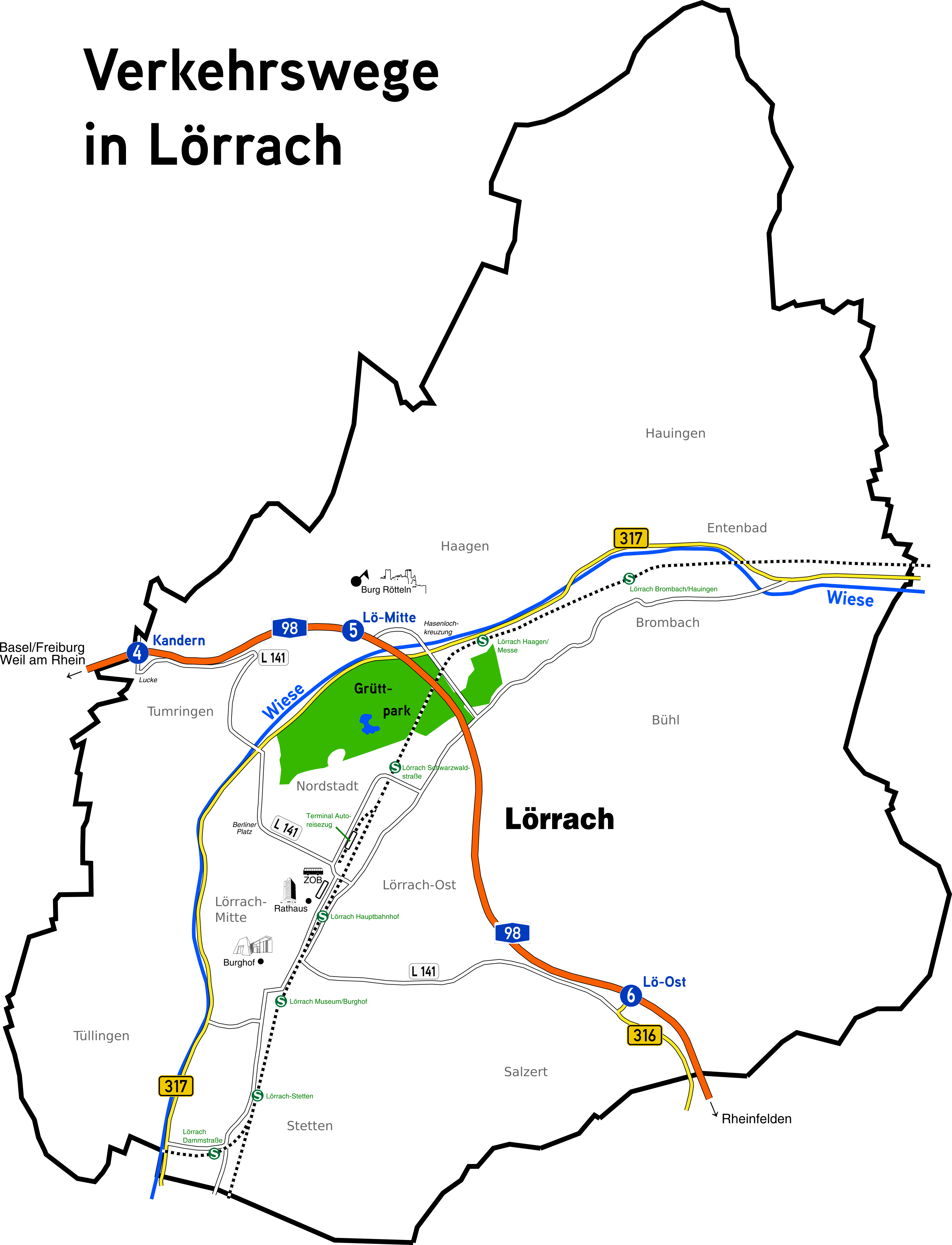
Verkehrswegenetz von Fernstraßen und Eisenbahnstrecken im Stadtgebiet Lörrach

Die erste Postlinie wurde 1576 zwischen der unteren und oberen Markgrafschaft eröffnet. Seit der Zuerkennung der Stadtrechte bemühte sich Markgraf Friedrich VII. Magnus, die Linie weiter auszubauen. Zwischen Durlach und Lörrach verkehrte zweimal wöchentlich der Kurierdienst durch einen Mann zu Fuß oder zu Pferd. 1756 erhielt Lörrach eine Posthalterei. Das Verkehrsnetz erweiterte sich bis zum Feldberg, nach Basel, Kandern und Beuggen. Die letzte Postkutsche fuhr bis 1840. Die reguläre Reisegeschwindigkeit zum 200 Kilometer entfernten Karlsruhe dauerte 30 Stunden, mit dem sechsspännigen Eilwagen nur zwölf Stunden. Nach 1900 hielt der Kraftfahrzeugverkehr Einzug in Lörrach. Waren es 1926 nur 400 Fahrzeuge, wuchsen die Zulassungen bis 1956 auf 4500 an. Der internationale Flughafen Basel-Mülhausen-Freiburg liegt 14 Kilometer westlich von Lörrach im Elsass. In den Jahren 1920/21 bis 1955 verfügte Lörrach in Tumringen über einen eigenen Flugplatz (→ Flugplatz Lörrach).
Da der Fluss Wiese das Stadtgebiet vollständig in Nord-Süd-Richtung durchquert verbinden mehr als ein Dutzend Brücken die Stadt Lörrach. Neben der großen Wiesentalbrücke und weiteren Straßenbrücken gehören auch Stege und Fußgänger- und Fahrradbrücken dazu. Die Hauptverkehrswege in Lörrach folgen geographisch bedingt der Talachse. Lediglich die Autobahn sowie die L141 queren die Stadt in Ost-West-Richtung.
Der Verkehr in Lörrach ist in den letzten Jahrzehnten markant angestiegen. Nach einem Gutachten eines Stadt- und Regionalentwicklers aus dem Jahr 2016 hat die Stadt Schwächen in der Verkehrsregelung, was auch die Erreichbarkeit Lörrachs erschwert. Nach einer Befragung über die Herkunft von in Lörrach angetroffenen Passanten ergab sich folgendes Bild in der Gegenüberstellung der Jahre 1998, 2008 und 2015:
| Herkunft der Passanten in Lörrach | Herkunft der Passanten in Lörrach | Herkunft der Passanten in Lörrach | Herkunft der Passanten in Lörrach |
| Herkunft                          | 1998                              | 2008                              | 2015                              |
| --------------------------------- | --------------------------------- | --------------------------------- | --------------------------------- |
| Stadt Lörrach                     | 57,6 %                            | 50,8 %                            | 46,9 %                            |
| Landkreis Lörrach                 | 29,7 %                            | 32,5 %                            | 29,7 %                            |
| übriges Deutschland               | 6,5 %                             | 8,1 %                             | 7,4 %                             |
| Schweiz                           | 5,2 %                             | 6,8 %                             | 14,1 %                            |
| Frankreich                        | 0,8 %                             | 1,6 %                             | 1,1 %                             |

Damit ist ein signifikanter Zuwachs von Schweizer Besuchern zu verzeichnen. Der überwiegende Anteil der Befragten gab an, mit dem PKW in die Stadt zu kommen. Das Verkehrsmittel hat ungebrochen den höchsten Stellenwert beim Besuch der Innenstadt. Der Anteil lag jeweils zwischen 40 und 50 % über alle Herkunftsorte hinweg. Und selbst Passanten aus Lörrach nutzten noch zu fast 30 % den PKW. Gegenüber 2008 hat sich immerhin der Anteil der Fahrradnutzer bei den Besuchern erhöht, die aus Lörrach kommen. Von allen Lörracher Parkhäusern wird das Parkhaus Am Markt bevorzugt; es liegt am dichtesten am Innenstadtkern und der Fußgängerzone.
Mit Hilfe eines dynamischen Parkleitsystems informiert die Stadt über die freie Verfügbarkeit von Parkhausplätzen. Insgesamt lotsen 34 Parkleitwegweiser an 17 Standorten zu den neuen Parkhäusern der Innenstadt, die in der Summe etwas über 2000 Parkplätze bieten.

#### Fern- und Passstraßen

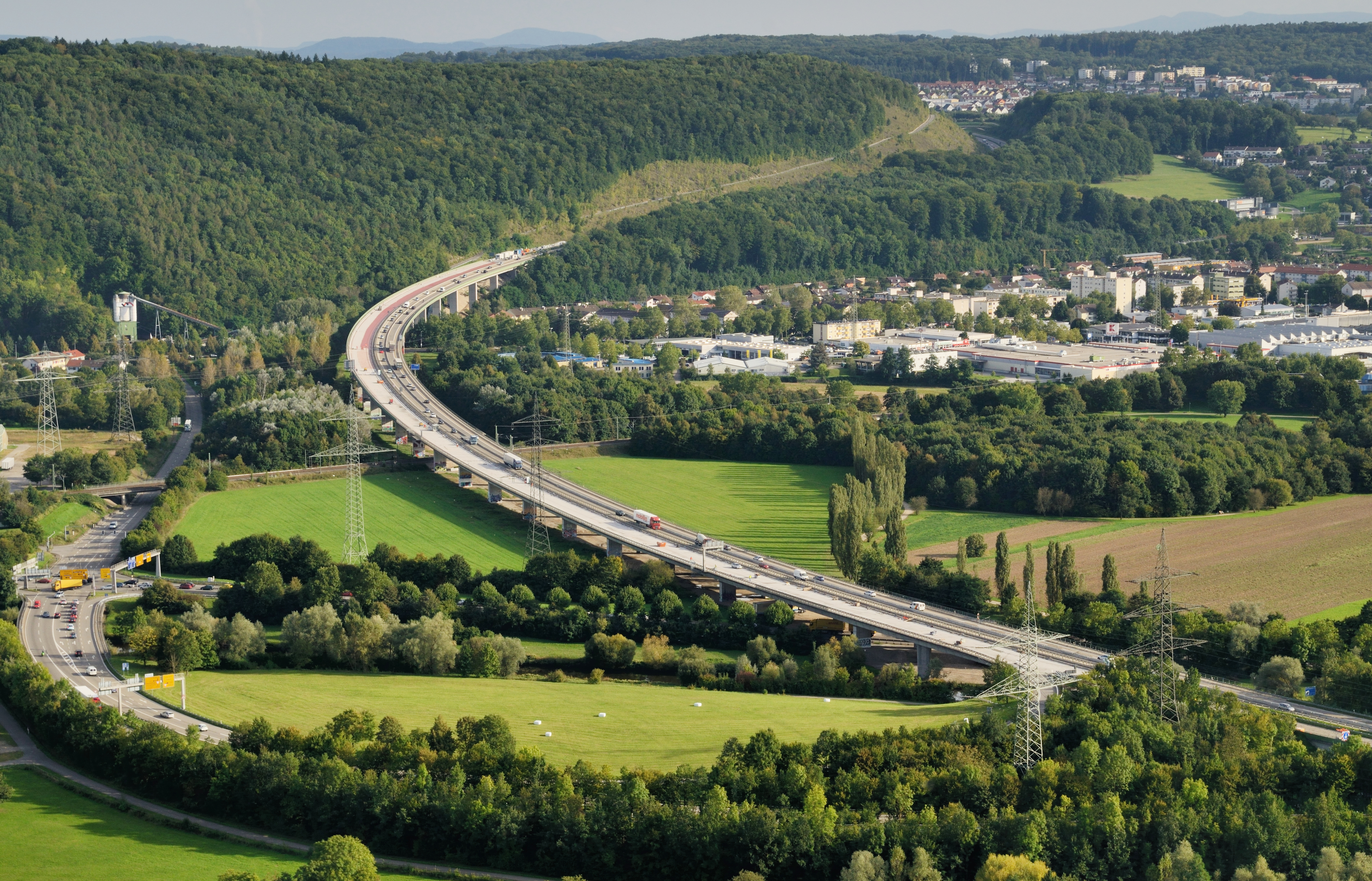
Die Wiesentalbrücke überführt die A 98 in Lörrach

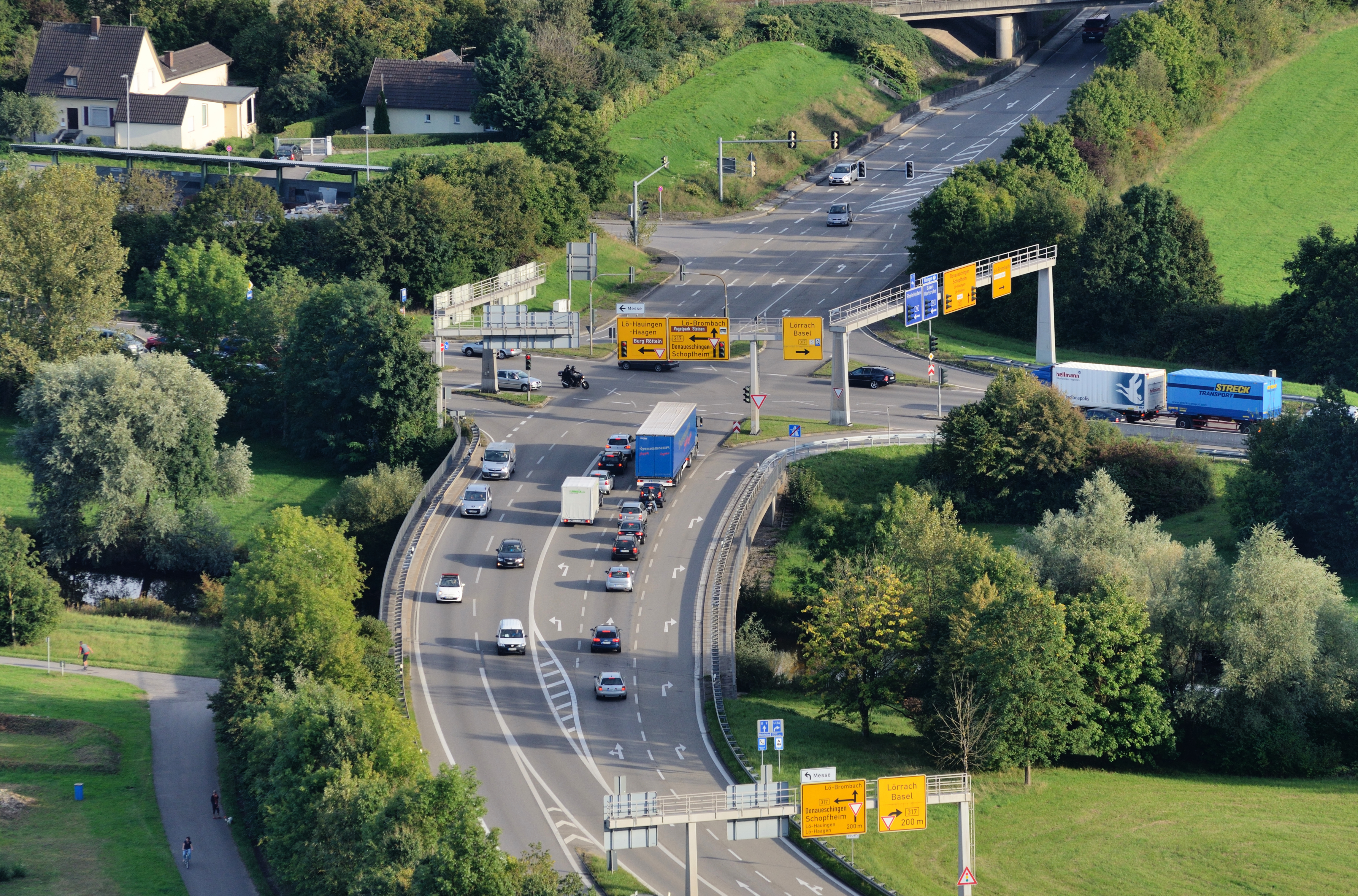
Großer Verkehrsknotenpunkt in Lörrach: Hasenlochkreuzung

Mit der direkt durch Lörrach verlaufenden Bundesautobahn 98 sind über das Autobahndreieck Weil am Rhein die Rheintalautobahn A 5, die französische A 35, sowie die A2 und A3 auf Schweizer Seite angebunden. Die 1970 geplante A 98 wurde am 12. April 1983 mit der Inbetriebnahme der 1201 Meter langen Wiesentalbrücke eröffnet. Seit März 2006 ist über die A 98 eine durchgängige Fahrt von Lörrach bis Rheinfelden möglich. Alternativ führt die L141 und Bundesstraße 316 über den Waidhof-Pass ebenfalls nach Rheinfelden. Aufgrund der Kessellage im Wiesental und den umliegenden Gebirgshügeln ist Lörrach auch über kleinere Passstraßen mit den umliegenden Orten verbunden.
Zwischen den Anschlussstellen Lörrach-Mitte (5) und Lörrach-Ost (6) verkehrten nach einer manuellen Verkehrszählung aus dem Jahr 2005 rund 20.800 Fahrzeuge mit einem Anteil des Schwerlastverkehrs von 11,3 % und gehört damit bundesweit zu den am schwächsten befahrenen Autobahnabschnitten.
Die von Titisee-Neustadt über den Feldberg-Pass führende Bundesstraße 317 ist die Hauptverkehrsader der Stadt und folgt der Talachse. Die B 317 führt seit 2013 über die zollfreie Straße durch Schweizer Staatsgebiet weiter nach Weil am Rhein. Alternativ sind Lörrach und Weil am Rhein auch über dem rein auf deutschem Staatsgebietet liegenden und rund 5 % steilen Pass in Untertüllingen miteinander verbunden.
Weiterhin verbindet die in weiten Teilen parallel zur A 98 verlaufende Bundesstraße 316 die Autobahnanschlussstelle Lörrach-Ost (6) mit Rheinfelden. Die Landesstraße 141 führt von Rümmingen über die Lucke von Nordwesten nach Osten der Stadt und mündet nördlich des Salzert in die B 316. Die L 141 war vor der Fertigstellung der Autobahn eine wichtige Verkehrsverbindung quer zur Talachse. Über die Kreisstraße 6344 und der Wittlinger Höhe ist Lörrach ebenfalls mit dem Kandertal verbunden.
Seit dem 7. September 2007 verläuft durch Lörrach die neu eröffnete Kulturstraße Straße der Demokratie.

#### Radverkehr

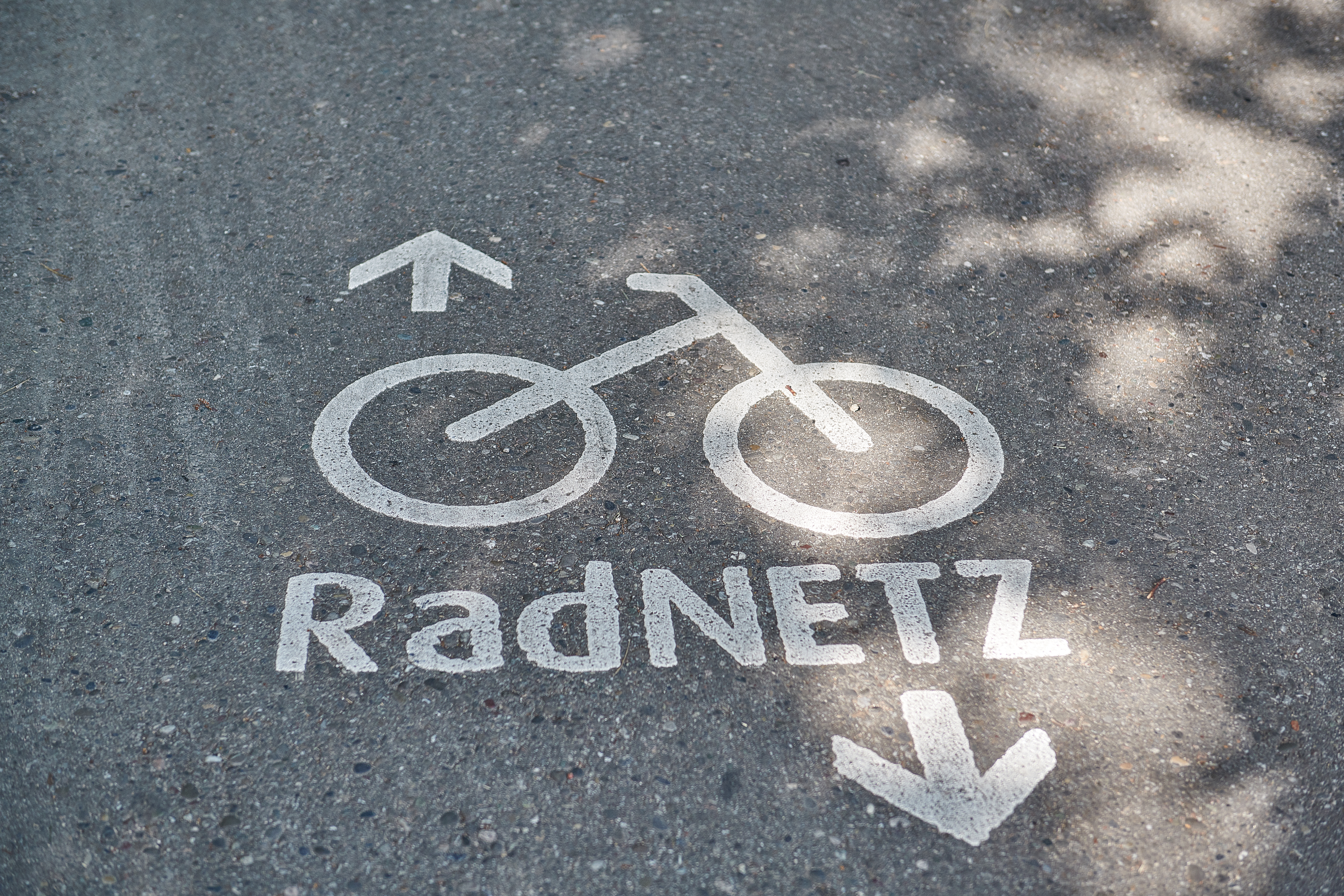
Hinweis auf den RadNETZ-Weg

Seit Frühjahr 2017 gibt es im Landkreis Lörrach ein 640 Kilometer langes Radroutennetz, zu dem die wichtigsten Verkehrsstrecken dem Radnetz Baden-Württemberg angehören. Diese Wegstrecken sind durch Banderolen, an Wegweiserpfosten sowie Bodenpiktogrammen kenntlich gemacht. Von diesen speziellen RadNETZ-Wegen, die landesweit 7000 Kilometer haben, verfügt der Kreis etwa 200 Kilometer. Sowohl 440 Kilometer lange Kreisnetz wie das RadNETZ beinhalten touristische Routen und Alltagsrouten.
Durch die Alltagsrouten aus dem Radnetz Baden-Württemberg ist Lörrach über Weil am Rhein Richtung Huningue und Basel-Kleinhüningen verbunden sowie über Steinen mit Schopfheim. Die Route nach Weil am Rhein verläuft für ein kurzes Stück über Schweizer Gebiet.

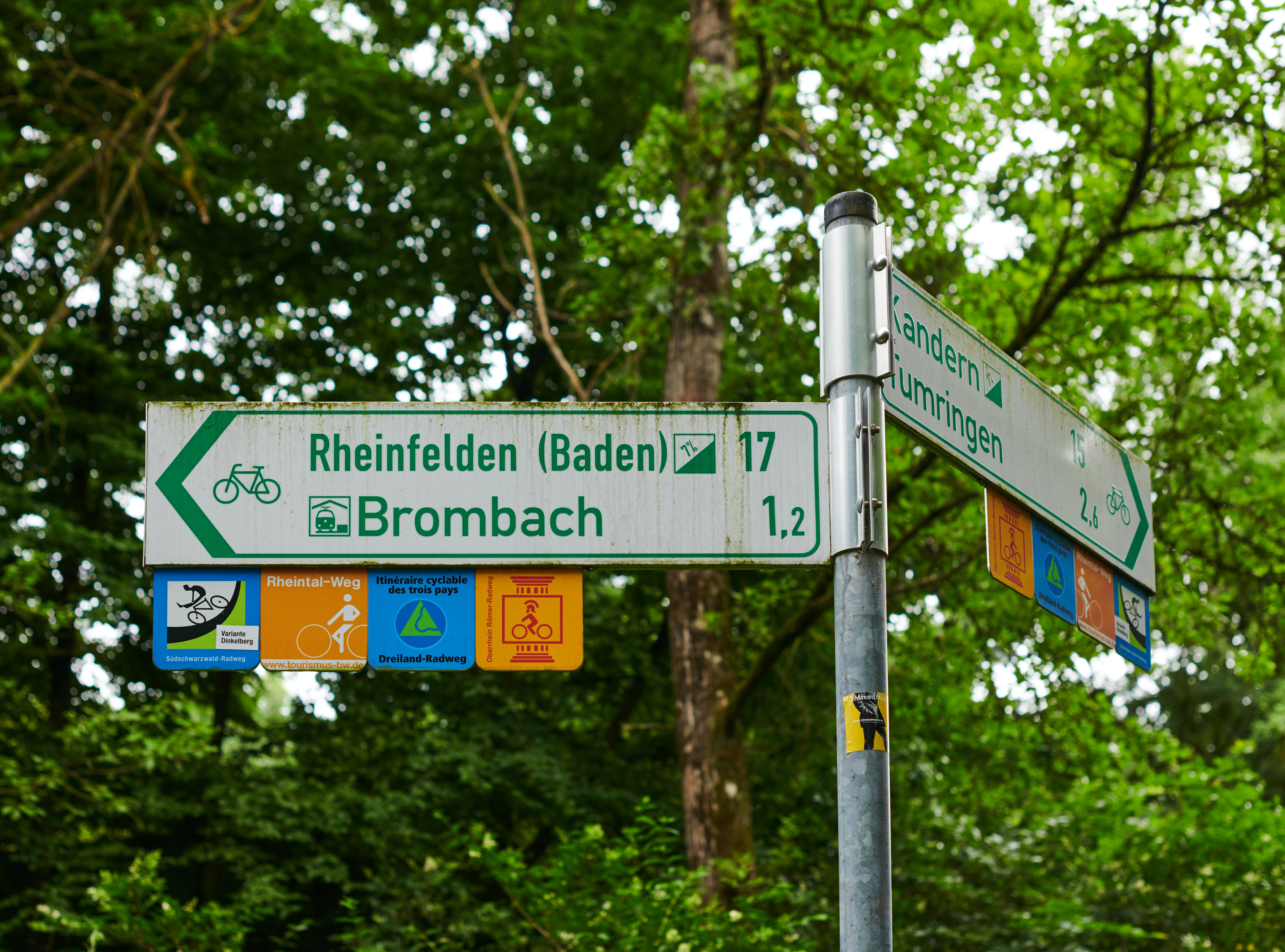
Wegweiser der Radwege im Landschaftspark Grütt

Zu den touristischen Routen zählt unter anderem der 264 Kilometer lange Südschwarzwald-Radweg, dessen Start und Ziel in Hinterzarten festgelegt ist und in einem weiten Bogen über Waldshut-Tiengen, Lörrach und Freiburg durch und am Rande des Naturparks Südschwarzwald entlang führt. Abgesehen von zwei Abstechervarianten in die Petite Camargue Alsacienne und die Nordwestschweiz bei Basel verläuft der Weg auf deutschem Staatsgebiet. (→ Radverkehr in Basel) Ein weiterer touristischer Radweg ist der Dreiland-Radweg rund um Basel. Die Gesamtstrecke von 197 Kilometern ist in vier Etappen aufgeteilt und beinhaltet 192 Wegkilometer auf Asphalt und fünf Kilometer auf Naturbelag. Die erste Etappe führt von Liestal bis nach Rodersdorf, die zweite von Rodersdorf nach Mülhausen, in der 60 Kilometer langen, dritten wird der Etappenort Lörrach erreicht und in der letzten führt der Weg wieder nach Liestal zurück. Auf dem Rundkurs sind insgesamt 1500 Höhenmeter zu bewältigen. Ferner wird Lörrach vom 165 Kilometer langen Radfernweg Hochrhein-Hotzenwald-Weg durchquert. Der 375 Kilometer lange Schwarzwald-Radweg endet in Lörrach. Aufgrund der Nachbarschaft zu Basel ist von Lörrach zudem ein zentraler Kreuzungspunkt des transkontinental verlaufenden Radnetzes EuroVelo in wenigen Kilometern zu erreichen. In Basel treffen sich drei der 16 Strecken: die beiden von Nord nach Süd verlaufenden Strecken Rheinradweg (EV15) und die Via Romea Francigena (EV5) sowie der in West-Ost-Richtung verlaufende Route Atlantik - Schwarzes Meer (EV6). Der 200 Kilometer lange Oberrhein Römer-Radweg führt auf dem Weg von Grenzach-Wyhlen bis nach Offenburg auch über Lörrach und sieht zwei Stationen vor: an der Villa Rustica (Brombach) sowie am Dreiländermuseum. Seit 1997 gibt es auch eine Mountainbikeroute von Karlsruhe nach Lörrach, die über einen 350 Kilometer langen Weg über die Schwarzwaldhöhen entlang an Natur- und Kultursehenswürdigkeiten führt. Die Route wurde vom Schwarzwaldverein ins Leben gerufen.

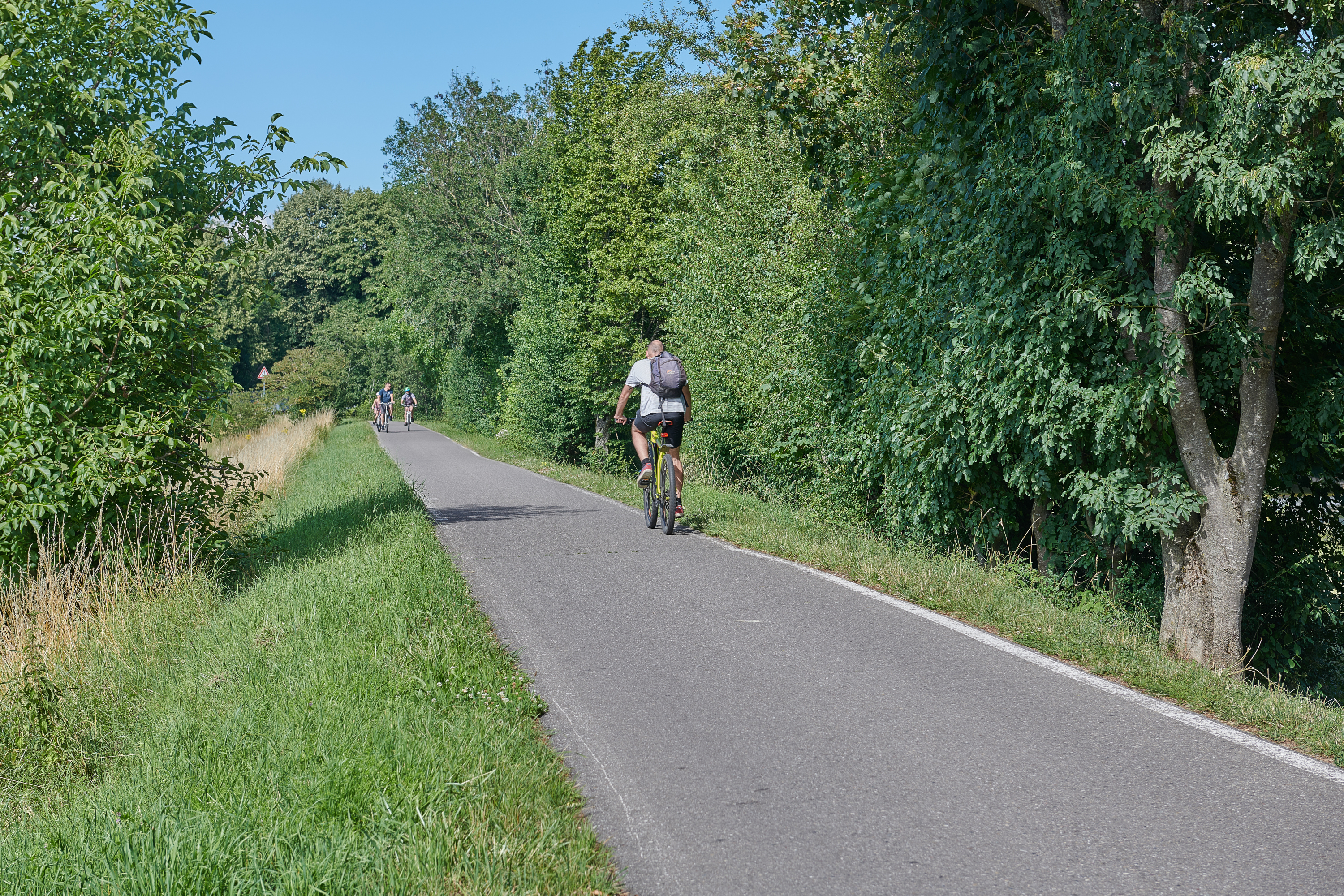
Wiesentalradweg in Tumringen

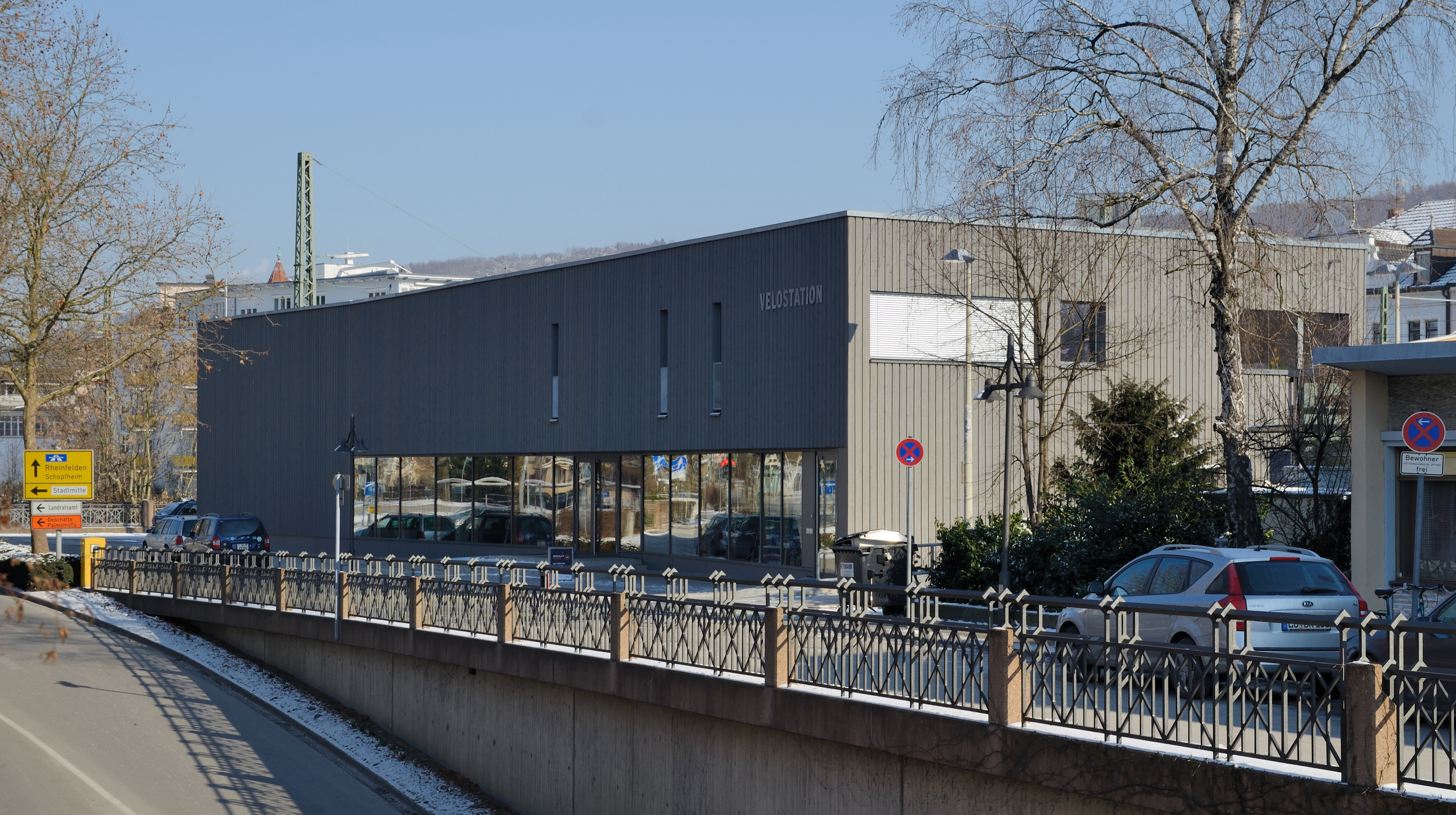
Velostation Velö am Bahnhof

Für den Pendler- und Alltagsradverkehr hat die Stadt drei Hauptrouten festgelegt. Die West-Route ist Teil des Wiesental Radweges, der über 53 Kilometer von Todtnau bis nach Basel führt. Der Radweg verläuft dabei teilweise auf der Trasse der Bahnstrecke Zell im Wiesental–Todtnau, einer bis ins Jahr 1967 zwischen Zell im Wiesental und Todtnau verkehrenden Schmalspurbahn. Sie führt innerhalb der Stadtgrenzen Lörrachs entlang der Talachse und verläuft praktisch parallel zur Wiese. An den Stellen, wo Brückenbauwerke die Wiese überspannen, verläuft der Radweg unter den Brücken, um eine Durchfahrt zu ermöglichen, die nicht mit dem querenden Autoverkehr interagieren muss. Am Grenzübergang von Stetten nach Riehen führt sie über die Langen Erlen nach Basel. Die Pendlerroute Ost führt von Brombach kommend zunächst durch die Hauptstraße, zweigt in die parallel verlaufende Hellbergstraße und führt nach Unterschreitung der Autobahnbrücke über die Homburg-Siedlung über die Hartmatten-, Berg- und Kreuzstraße am Rosenfelscampus vorbei bis nach Stetten und von dort ebenfalls an die Landesgrenze. Die Pendlerroute Mitte verbindet die West- und Ostroute mittels mehrere Radwege miteinander. Ein Geflecht an Möglichkeiten bieten sich neben der Innenstadt auch im Grüttpark. Nach Osten sind die Alltagsradwege der Stadt über den Schädelberg bis zum Salzert ausgeschildert. Nach Westen kann man über den Luckepass die Stadt in Richtung Kandertal verlassen. Insgesamt spricht das Radverkehrskonzept von fünf Rendlerrouten mit insgesamt 26,5 Kilometer Strecke, sieben Basisrouten mit 35,8 Kilometern und einem Verdichtungsnetz mit 36,4 Kilometern. Im Oktober 2021 wurde eine Fahrradstraße vom Meeraner Platz bis zum Berliner Platz über die Weinbrenner- und Spitalstraßen eingeweiht, mit der Radfahrer die Fußgängerzone der Altstadt umgehen sollen.
Neben der üblichen Infrastruktur von Schildern und Straßenmarkierungen wurden in den vergangenen Jahren Schnittstellen zwischen Radverkehr und ÖPNV geschaffen, die insbesondere Bike+Ride-Anlagen vorsehen. Die größte dieser Anlagen ist das Velö am Lörracher Hauptbahnhof, einem Leih- und Reparaturservice sowie einer wettergeschützten Fahrradeinstellhalle für bis zu 100 Räder auf 200 Quadratmetern. Zur Erfassung des Radverkehrs in Lörrach befinden sich am Berliner Platz und am Hauptfriedhof jeweils ein Fahrradzähler.
Lörrach ist Mitglied der AGFK (Arbeitsgemeinschaft Fahrrad- und Fußverkehrsfreundlicher Kommunen) in Baden-Württemberg und hat die „Qualitätsstufe“ für eine fahrradfreundliche Kommune erreicht.

#### Eisenbahn und ÖPNV

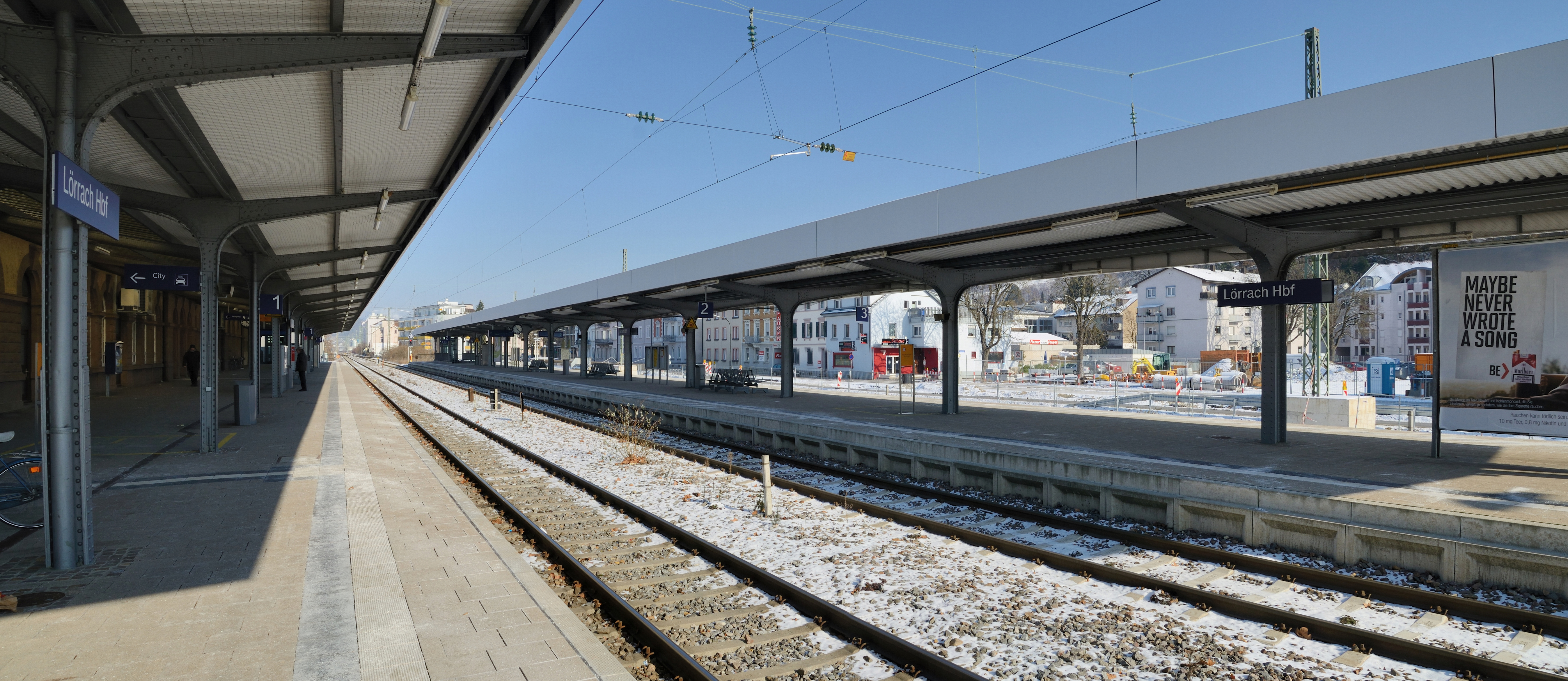
Gleisanlage des Lörracher Bahnhofs

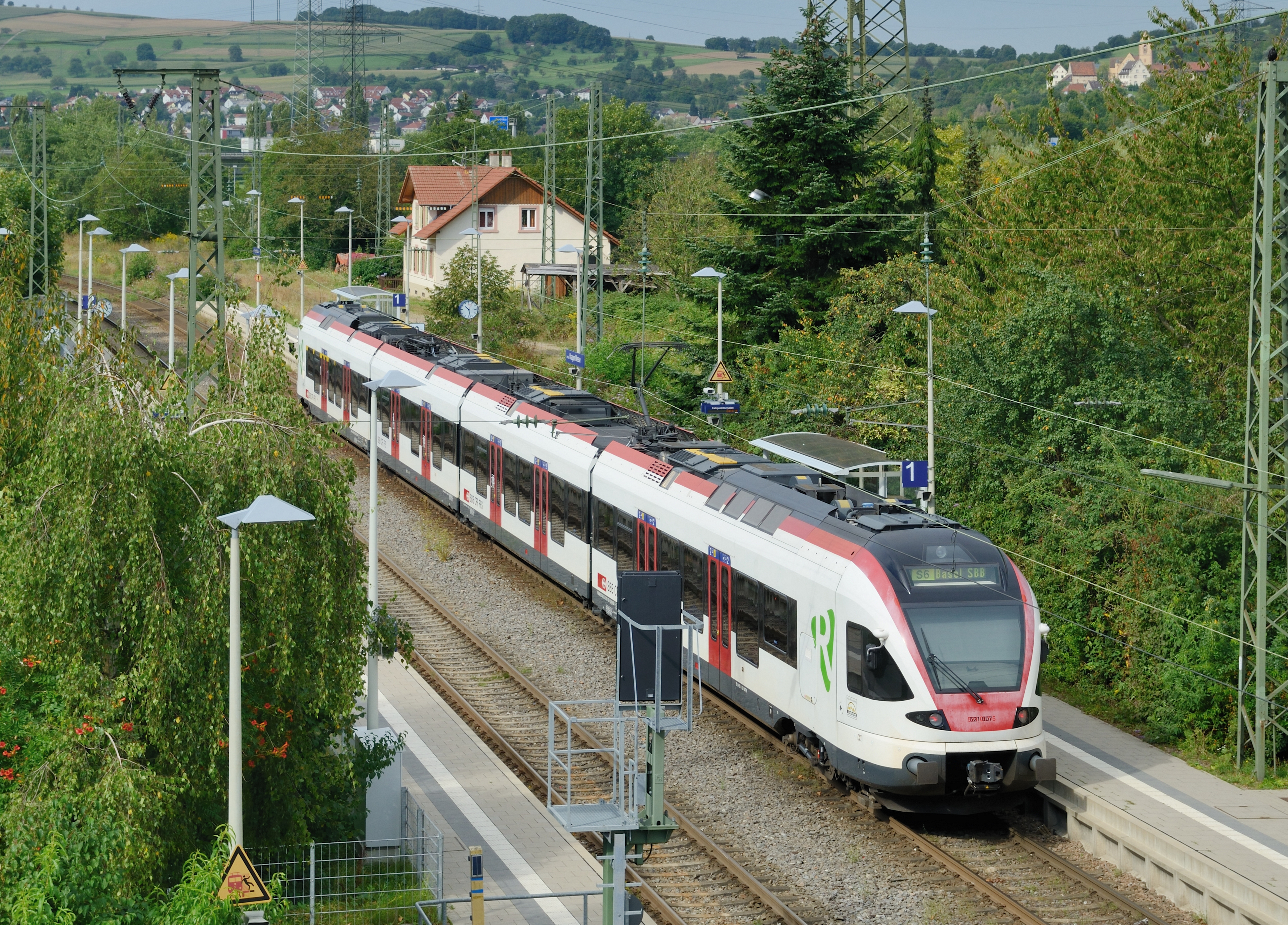
Wiesentalbahn am Haltepunkt Lörrach-Haagen

Lörrach ist auf der Schiene über die Wiesentalbahn mit Basel und Zell im Wiesental sowie über die Gartenbahn mit Weil am Rhein verbunden. Nach der Übernahme dieser Strecken durch die Schweizerischen Bundesbahnen im Dezember 2003 wurden die Strecken umfassend modernisiert, u. a. wurden in Lörrach zwei neue Haltepunkte (Schillerstraße und Dammstraße) erstellt. Gleichzeitig wurden die Strecken in die S-Bahn Basel integriert; die Wiesentalbahn als S 6 (rote Linie) und die Gartenbahn als S 5 (rosarote Linie). Im Zuge der S-Bahn Basel wurde 2005 auch der Bahnhof Lörrach (seit Dezember 2009 offizieller Hauptbahnhof) teilrenoviert und barrierefrei ausgebaut; eingesetzt werden seit 2005 die modernen Züge des Typs Stadler Flirt der SBB GmbH. Zum Fahrplanwechsel im Dezember 2009 wurden einige Bahnhöfe umbenannt, unter anderem wurde der Bahnhof Schillerstraße zum Bahnhof Lörrach Museum/Burghof.
Es gibt in Lörrach sieben Bahnhöfe, diese sind: Lörrach Dammstraße, Lörrach-Stetten, Lörrach Museum/Burghof, Lörrach Schwarzwaldstraße, Lörrach-Haagen/Messe, Lörrach-Brombach/Hauingen und Lörrach Hauptbahnhof.
Daneben gibt es in Lörrach seit 1963 ein Autoreisezug-Terminal mit Verbindung nach  Hamburg-Altona (mindestens 2× pro Woche).
Von 1919 bis 1939 sowie von 1947 bis 1967 verkehrte die Linie 6 der Basler Straßenbahn mit Umsteigen an der Grenze als Städtische Straßenbahn Lörrach. Zurzeit wird diskutiert, diese Linie wieder bis nach Lörrach zu führen.

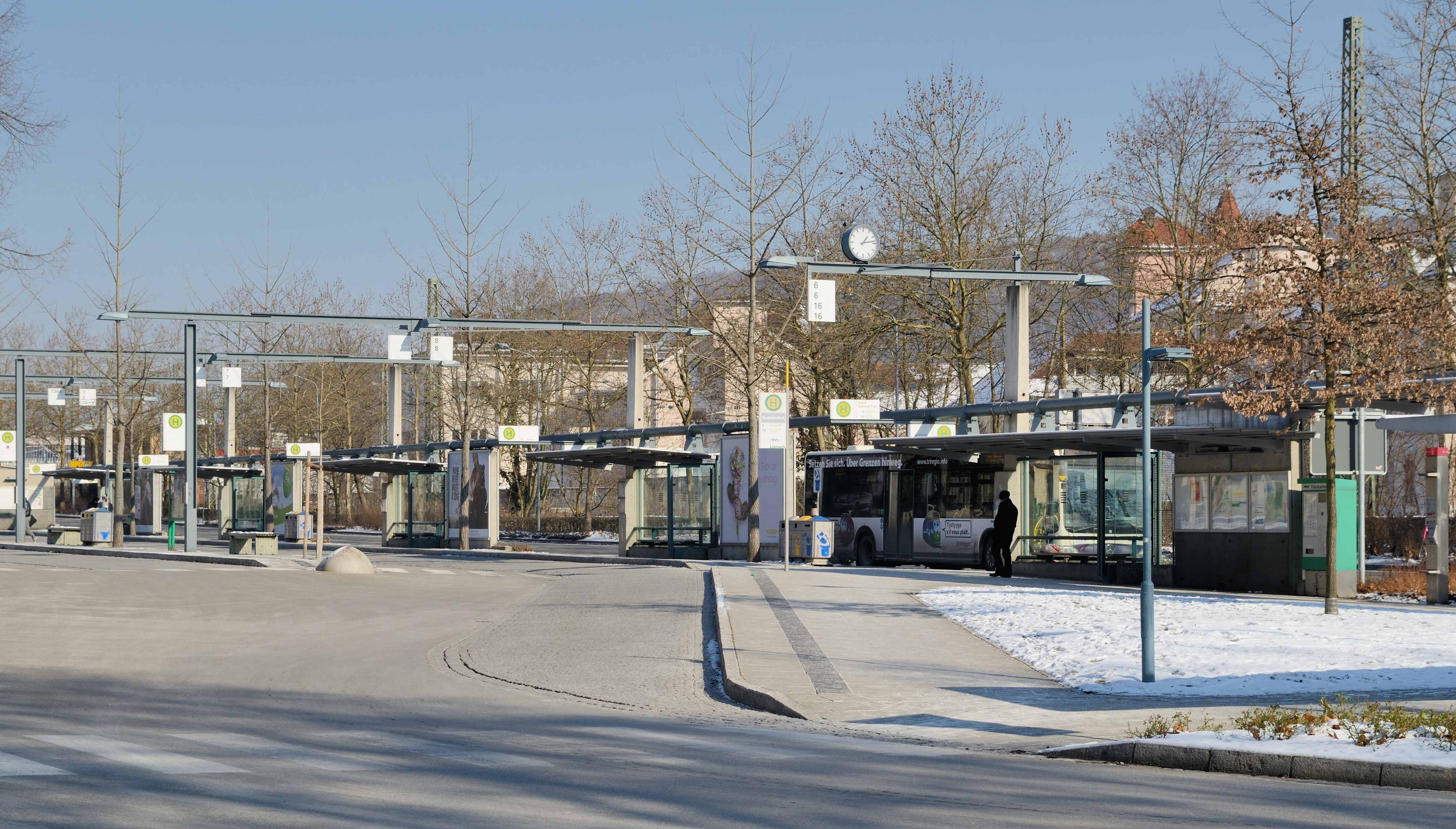
Zentraler Omnibusbahnhof Lörrach

Darüber hinaus verfügt Lörrach über einige lokale und regionale Busverbindungen, die von der Südwestdeutschen Verkehrs-Aktiengesellschaft (SWEG) und der Südbadenbus GmbH (SBG) betrieben werden. Sie gehören dem Regio Verkehrsverbund Lörrach an. Die SWEG betreibt das Lörracher Stadtbusnetz, Busverbindungen ins Markgräflerland und nach Inzlingen, wohingegen die Regionalbuslinien der SBG Lörrach mit Orten im Wiesental und Schwarzwald sowie im Dinkelberggebiet verbindet.
Der Zentrale Omnibusbahnhof Lörrach wird zudem vom Fernbusverkehr angefahren.

### Behörden, Einrichtungen und Gerichte

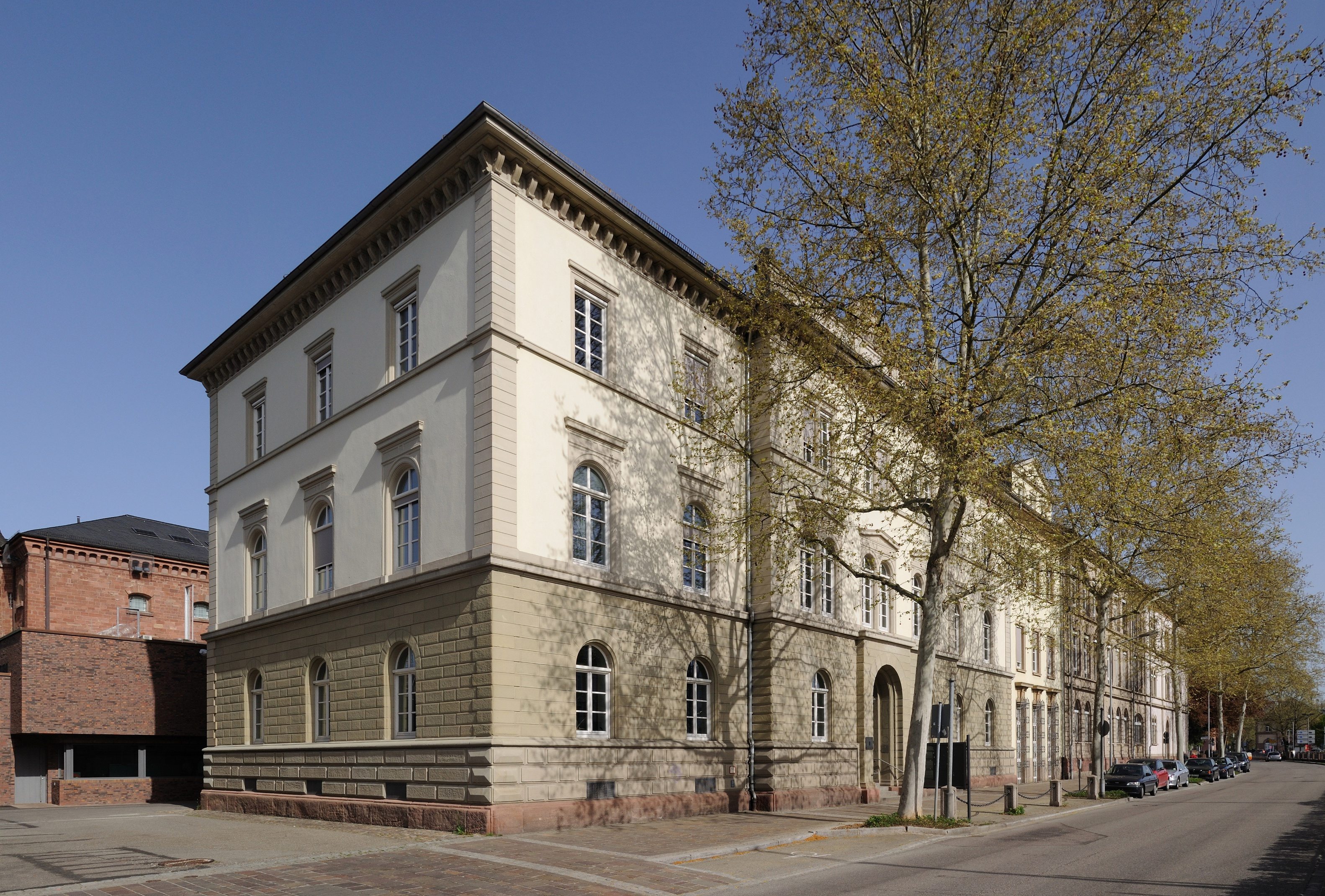
Amtsgericht Lörrach

Lörrach, als Kreisstadt des gleichnamigen Landkreises, beherbergt das Landratsamt und zwei Straßenmeistereien. Lörrach hat mehrere Schulen sämtlicher Schultypen (siehe Bildungseinrichtungen), eine Volkshochschule, die Stadtbibliothek Lörrach mit über 88.500 Medien, davon über 69.000 Bücher, zwei Stadtteilbibliotheken, seit 1985 die Wissenschaftliche Regionalbibliothek sowie eine Musikschule. Das Stadtarchiv Lörrach ist als Abteilung des Rathauses in diesem untergebracht. Für Belange des Kreises ist das Kreisarchiv Lörrach zuständig, welches im Hauptbau des Landratsamtes in der Stadtmitte untergebracht ist. In der Stadtmitte, am Alten Markt, befindet sich eine Außenstelle des Staatlichen Schulamtes.
Das zum Landgerichtsbezirk Freiburg im Breisgau gehörende Amtsgericht Lörrach ist für Städte und Gemeinden im Landkreis zuständig. Ferner bestand in Lörrach bis Ende 2017 ein eigenes Arbeitsgericht, welches die Gerichtsbarkeit in erster Instanz für die Landkreise Lörrach und Waldshut ausübte. Dazu kamen noch weitere drei Kammern in Radolfzell am Bodensee. Seit dem 1. Januar 2018 hat Lörrach den Status einer auswärtigen Kammer des Arbeitsgerichts Freiburg. Lörrach hat eine Staatsanwaltschaft, die der Staatsanwaltschaft Freiburg angegliedert ist. 
Die Deutsche Bundesbank unterhielt in Lörrach eine Betriebsstelle. Dieser Standort stand zum Ende nicht mehr dem Publikumsverkehr offen und diente ausschließlich der Bargeldversorgung. Im Zuge von Filialschließungen der Bundesbank hatte man in Lörrach von einer Schließung zunächst abgesehen, im September 2012 wurde die Filiale Lörrach dann jedoch geschlossen.
Lörrach hat weiterhin ein Finanzamt, eine Agentur für Arbeit, ein Hauptzollamt. Die Polizeidirektion Lörrach ist im Zuge der Polizeireform des Landes Baden-Württemberg mit Wirkung zum 1. Januar 2014 aufgelöst worden und im neu gegründeten Polizeipräsidium Freiburg aufgegangen. In Lörrach verbleiben ein Kriminalkommissariat sowie ein Verkehrskommissariat mit Sitz in Weil am Rhein.
Ferner ist die Stadt Sitz des Kirchenbezirks Lörrach der Evangelischen Landeskirche in Baden und des Dekanats Wiesental innerhalb der Region Hochrhein des Erzbistums Freiburg.

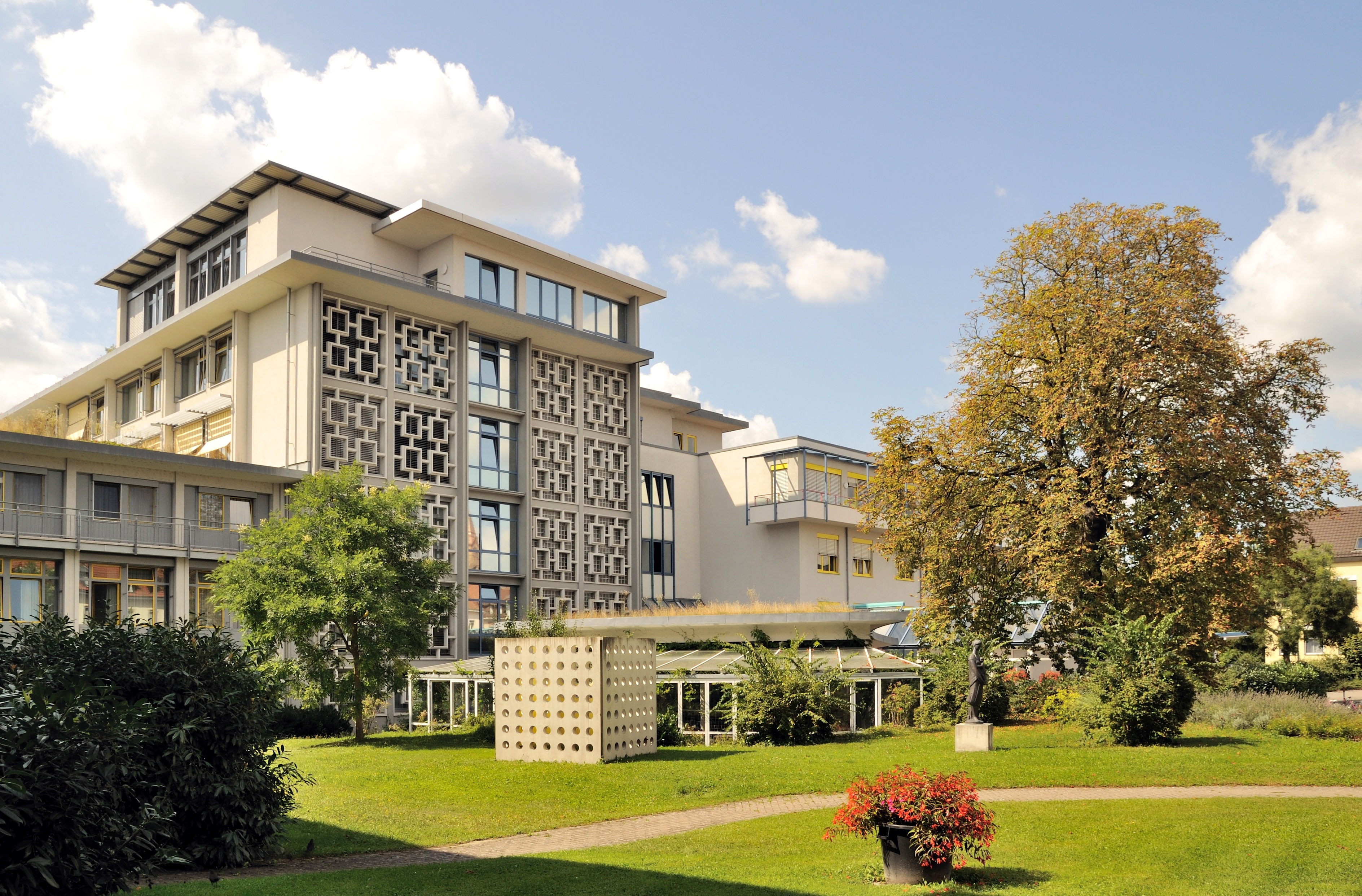
Kreiskrankenhaus Lörrach

In Lörrach gibt es zwei Krankenhäuser: Das Kreiskrankenhaus Lörrach als Teil der Kliniken des Landkreises Lörrach GmbH in der Trägerschaft des Landkreises und das St. Elisabethen-Krankenhaus, als gemeinnützige GmbH in der Trägerschaft des Ordens der Barmherzigen Schwestern vom heiligen Vinzenz von Paul sowie gemeinsamer Geschäftsführung mit dem Regionalverbund kirchlicher Krankenhäuser in Freiburg im Breisgau. Die drei Kreiskrankenhäuser Lörrach, Rheinfelden und Schopfheim wurden am 1. Januar 1994 zu einer GmbH zusammengefasst. Das Lörracher Kreiskrankenhaus wurde am 1. Oktober 1845, damals als Städtisches Spital, eröffnet. Derzeit verfügt das Kreiskrankenhaus Lörrach über 282 Betten, an allen drei Standorten insgesamt über 517 Planbetten. Das St. Elisabethen-Krankenhaus, gegründet 1913 als Privatklinik Dr. Böhler, verfügt über 220 Betten. Die Fachdisziplinen sind zwischen beiden Lörracher Krankenhäusern aufgeteilt – im Kreiskrankenhaus Lörrach: Innere Medizin und Chirurgie; im St. Elisabethen-Krankenhaus: Kinderklinik, Gynäkologie und Geburtshilfe, HNO und Urologie. 
Nach Fertigstellung des Zentralklinikums Lörrach sollen die beiden Lörracher Krankenhäuser geschlossen werden.

### Feuerwehr

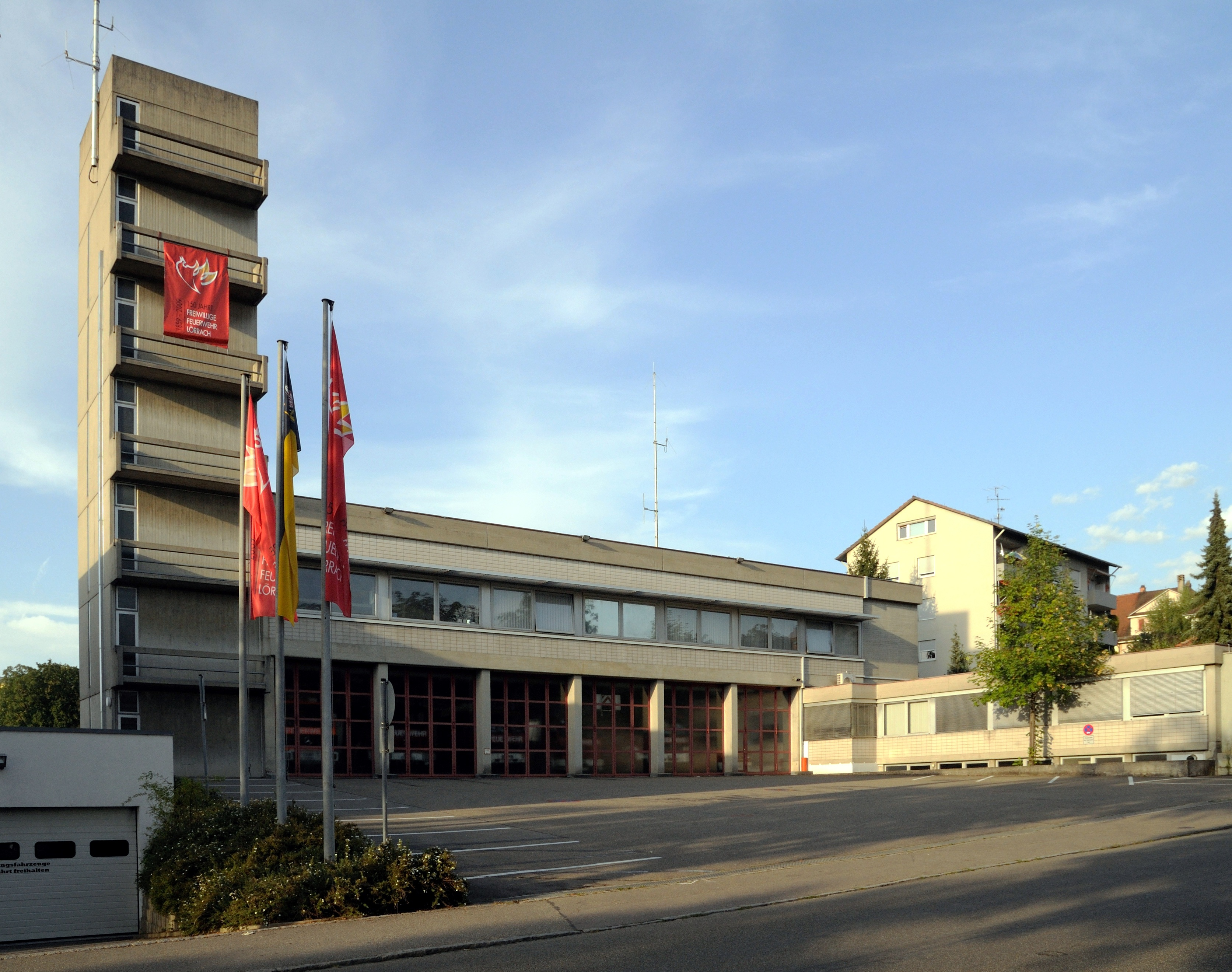
Feuerwache in Stetten: die Hauptwache der Feuerwehr Lörrach

Die Feuerwehr in Lörrach war bis 2024 als Freiwillige Feuerwehr organisiert. Seit 2024 trägt sie durch die Gründung der Abteilung Hauptamt nur noch den Namen Feuerwehr Lörrach. Der Feuerwehrkommandant, der gleichzeitig Leiter der Feuerwache ist, sowie die hauptamtlichen Feuerwehrangehörige sind Teil des Fachbereichs Bürgerservice und Öffentliche Sicherheit im 1. Dezernat der Stadtverwaltung Lörrach.
Ursprünglich wurde die Lörracher Feuerwehr am 5. November 1858 gegründet. Damals meldeten sich 156 Mann, die den Beitritt in die Feuerwehr leisteten. Mit Hilfe eines durch den Gemeinderat bewilligten Kredites wurden erste Materialien und Zubehörteile gekauft. Der erste Einsatz fand am 30. Januar 1860 statt. Es kam zu einem Firmenbrand auf dem Werksgelände der KBC. Mitte der 1930er Jahre wurden Tumringen und Tüllingen zu Lörrach eingemeindet, so dass auch die Feuerwehren als 4. und 5. Löschzug in die Feuerwehr Lörrach eingegliedert wurden. Mitte der 1960er Jahre wurde ein Grundstück für die neue Feuerwache in der Weiler Straße in Stetten erworben. Die Eingemeindungen von Haagen, Hauingen und Brombach brachten eine erneute Erweiterung der Organisation.
Die Feuerwehr unterteilt sich in folgende Abteilung: Abteilung Hauptamt, Abteilung Lörrach, Abteilung Brombach, Abteilung Haagen, Abteilung Hauingen, Jugendfeuerwehr. Im Jahr 2023 bestand sie aus 253 aktiven ehrenamtlichen und 14 hauptamtlichen Mitgliedern und hatte 849 Einsätze zu bewältigen.

### Ansässige Unternehmen

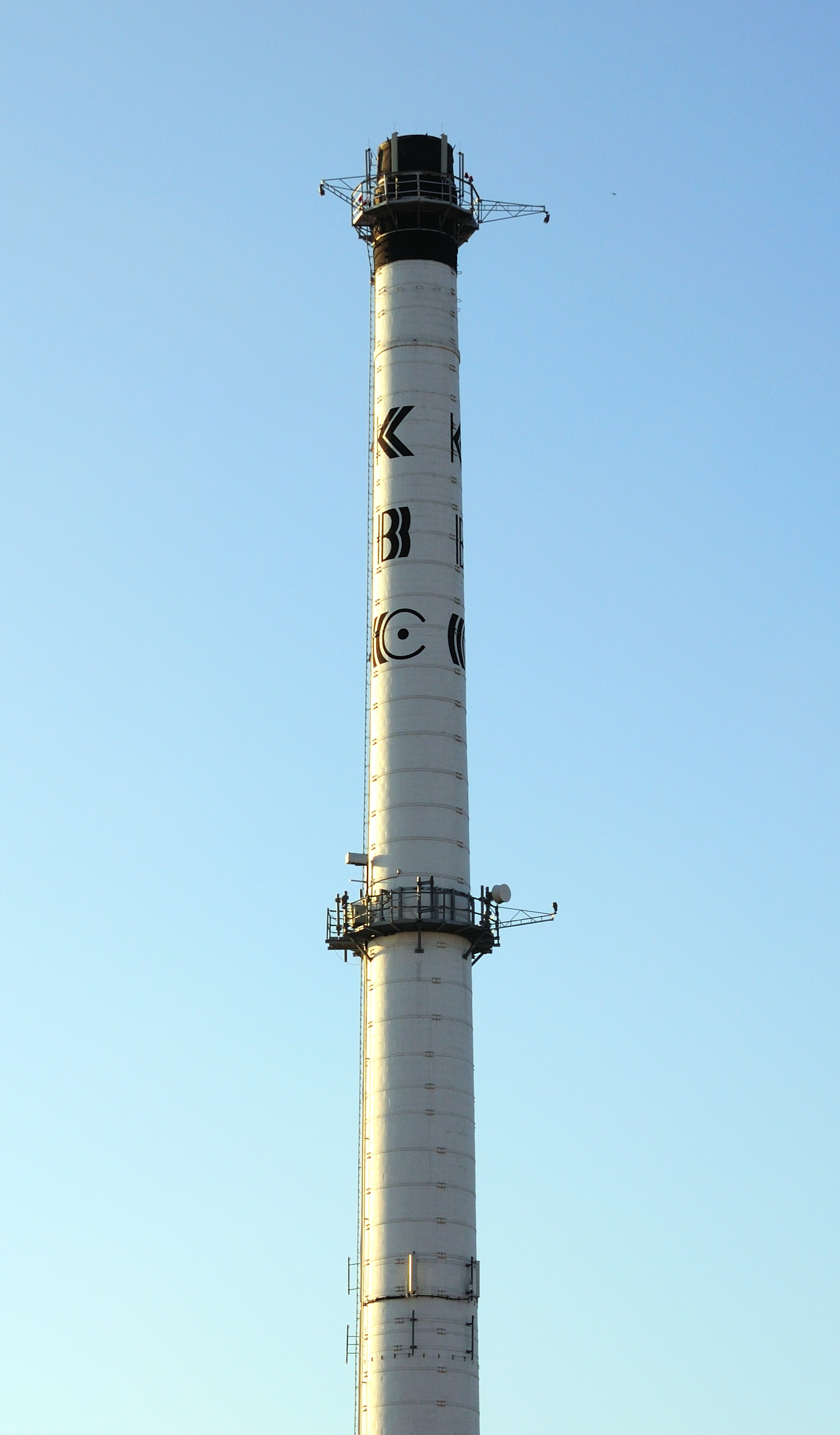
Charakteristischer Schornstein der KBC in Lörrach

Größtes Unternehmen in Lörrach ist der Schokoladenhersteller Mondelēz International, unter anderem durch die Marken Milka und Suchard bekannt. Bereits seit 1880 wird in Lörrach Schokolade hergestellt; es ist auch der größte Schokolade-Produktionsstandort der Firma Mondelēz in Europa. Die moderne Produktionsanlage stellt bis zu drei Millionen Schokoladentafeln täglich her.
Ebenfalls überregional bekannt ist das Pharmaunternehmen GABA (Goldene Apotheke Basel) mit den Marken aronal, elmex und meridol. Die frühere Firma Wybert, welche wiederum eine Filiale der 1638 gegründeten Goldenen Apotheke Basel war, wurde 1921 in Tumringen gegründet. Im Jahr 2000 erfolgte die Umfirmierung der Wybert und sie trat auch nach außen als GABA-Gruppe auf. Seit 2004 gehört sie zur Colgate-Palmolive-Gruppe. Die Produktion in Lörrach wurde 2012 geschlossen und ins Ausland verlagert.
Viele Lörracher Betriebe sind Schweizer Gründungen aufgrund des grenzüberschreitenden Verdichtungsraums Basel. Dieser wurde durch den Beitritt Badens zum Deutschen Zollverein 1835 begünstigt. Im Zuge der Industrialisierung siedelten sich vor allem viele Textilunternehmen in Lörrach an. 1835 gründete der Basler Felix Sarasin-Heußler die Spinnerei Haagen, die zeitweise über 500 Arbeiter beschäftigte. Das traditionsreiche Textilveredelungsunternehmen KBC und der Abführtee-Hersteller Midro Lörrach GmbH haben in Lörrach ihren Sitz. Der charakteristische, 85 Meter hohe Schornstein der KBC ist das höchste Bauwerk der Stadt. Im Jahr 1995 eröffnete die schweizerische Lebensmittelkette Migros ein Warenhaus in der Lörracher Innenstadt; hier befindet sich auch die Migros-Deutschlandzentrale. Mit Wirkung zum 1. Oktober 2013 wurde die Filiale Lörrach an die Rewe Group verkauft.

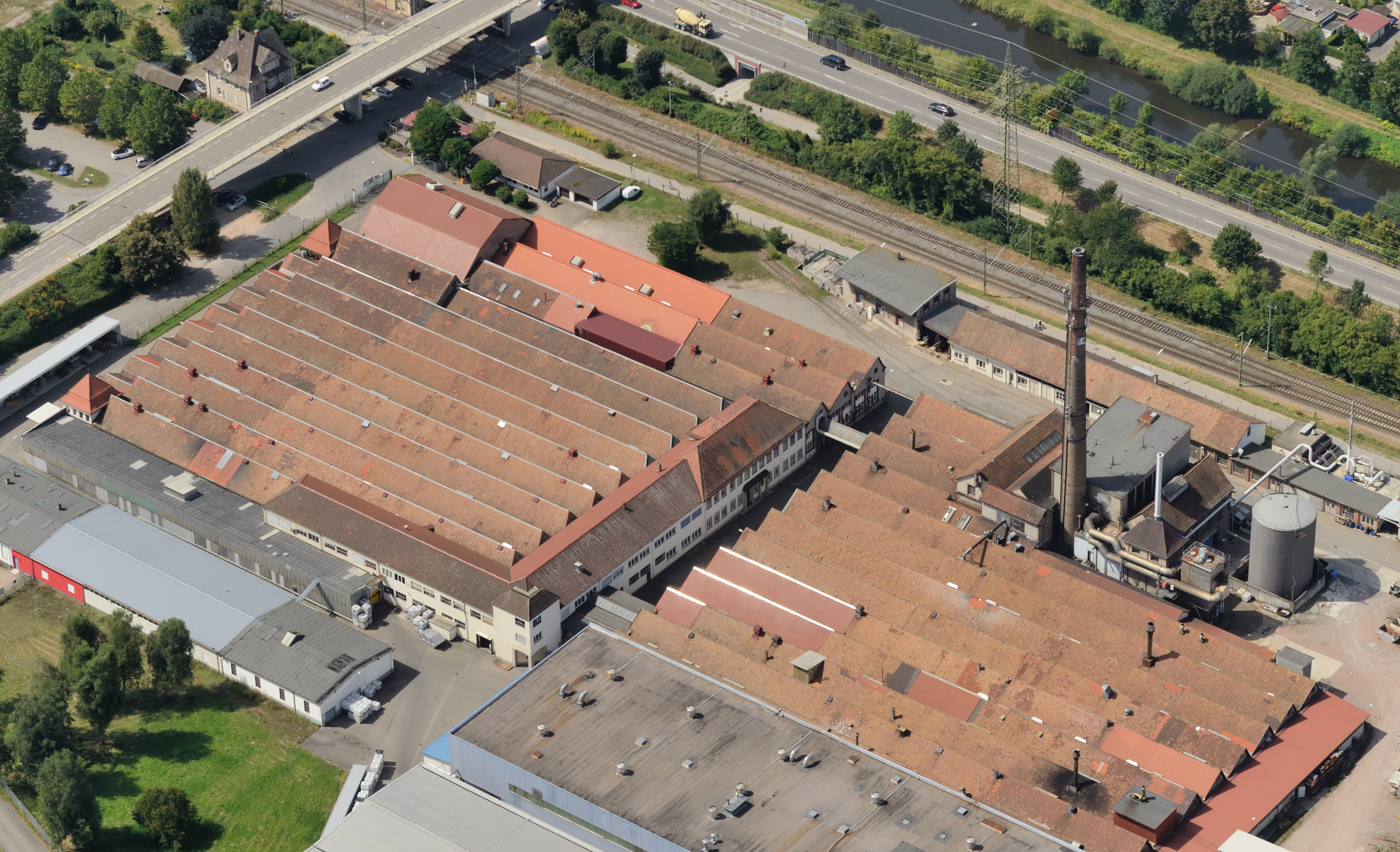
Lauffenmühleareal in Brombach

In Lörrach ist die 1850 gegründete Privatbrauerei Lasser ansässig. Einer der großen Arbeitgeber der Region ist Hieber’s Frische Center.
1963 war der Textilveredler Brombach AG von der Lauffenmühle in Lauchringen übernommen worden und wurde vorübergehend einer der größten Arbeitgeber der Stadt. Die seit den 1980er Jahren fortschreitende Krise der deutschen Textilindustrie führte 2019 zur fünften Insolvenz und zur Schließung der Lauffenmühle. In Lörrach waren davon noch 76 Mitarbeiter betroffen.
Ein Zweigwerk der A-Raymond-Gruppe ist ein bedeutender Zulieferer von Befestigungselementen in der Autoindustrie und seit 1898 in Lörrach ansässig. Das zentrale europäische Distributionslager des internationalen Modeunternehmens Tally Weijl befindet sich seit 1999 im Lörracher Ortsteil Brombach auf dem Gelände des ehemaligen Logistikzentrums des Modeunternehmens Schöpflin. Der italienische Maschinenbauer Marchesini unterhält ebenfalls eine Filiale, von der aus die schweizerische Pharma- und Kosmetikindustrie mit Verpackungsmaschinen versorgt wird.
Die 1887 von Julius Kaltenbach gegründete Maschinenfabrik Kaltenbach stellt unter anderem Drehbänke, Sägen und Fräsmaschinen her. Das Unternehmen gehört zur Dieter Kaltenbach Verwaltungsgesellschaft mit dem Stammsitz in Lörrach. Die Gruppe produziert neben Lörrach in den Niederlanden und in Frankreich und hat acht Tochterunternehmen sowie rund 50 Vertretungen weltweit.
Das Transport- und Logistikunternehmen Streck Transport hat seinen Sitz in Lörrach.

### Stromtrassen

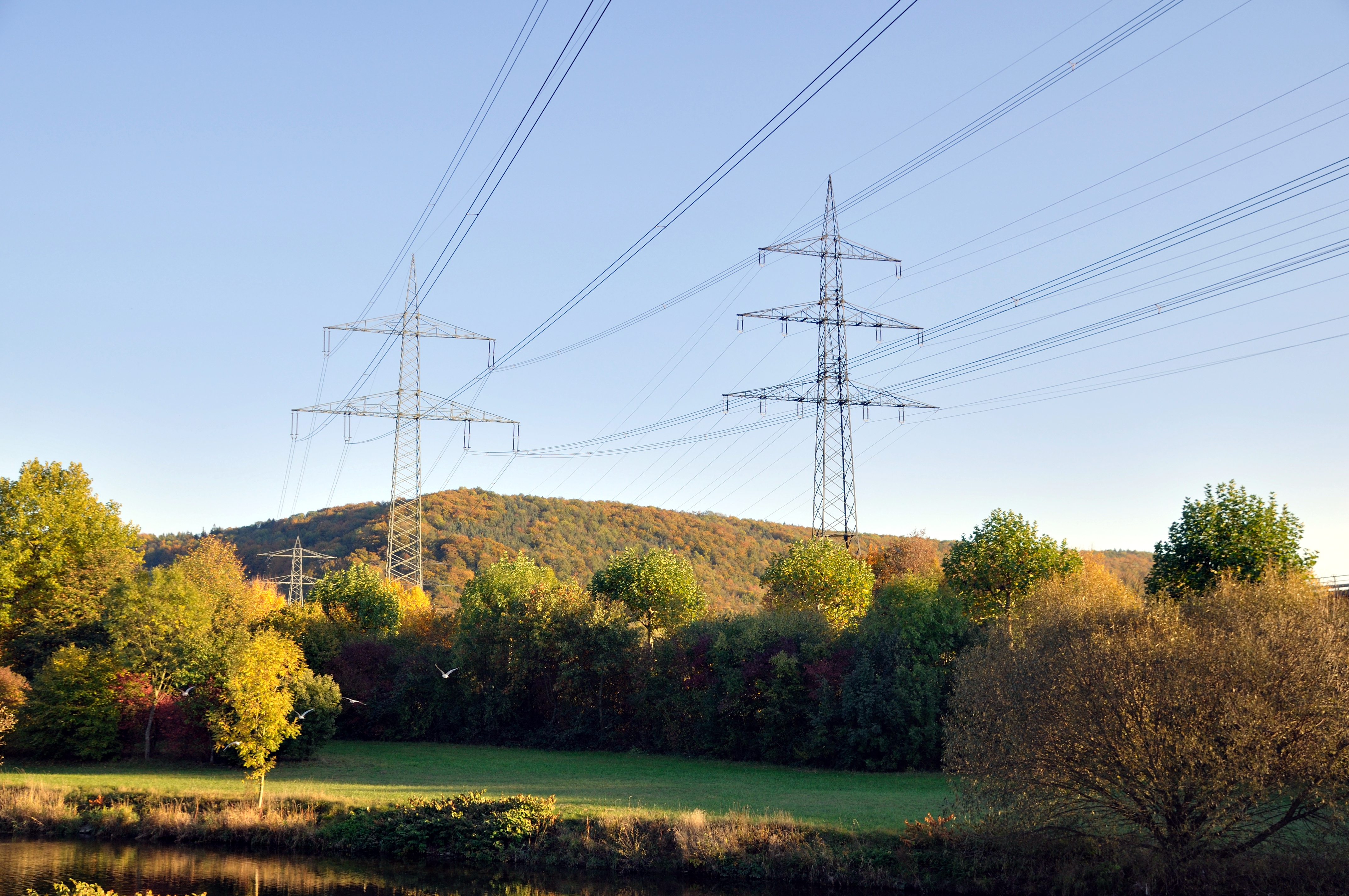
Höchstspannungsleitungen in Lörrach unweit der A 98

Durch Lörracher Gemarkung, teilweise auch über besiedeltem Gebiet, verlaufen drei Hoch- und zwei Höchstspannungsleitungen und bilden seit 1967 einen wichtigen Knotenpunkt in der nationalen Stromtrasse und der Verteilung von Süden nach Norden.
Bei den Hochspannungsleitungen handelt es sich um drei je 110 kV-Leitungen, zwei von ihnen führen von den Kraftübertragungswerken Rheinfelden nordwärts. Die dritte Leitung kommt vom Wasserkraftwerk Wyhlen und führt über das Umspannwerk nahe dem Güterbahnhof über den Tüllinger Berg nach Haltingen. Von dieser Leitung führt ein Abzweig nach Stetten.
Bei den zwei Höchstspannungsleitungen handelt es sich um zwei je 380 kV-Leitungen. Die eine führt vom Umspannwerk Kühmoos ins nordbadische Daxlanden, die zweite von der Koppelleitung Laufenburg bis zum Unterwerk im elsässischen Sierentz.

### Medien
In Lörrach unterhalten die Tageszeitungen Badische Zeitung und Die Oberbadische sowie die Wochenzeitungen Der Sonntag und Wochenblatt jeweils eine Lokalredaktion. Die Oberbadische (bis September 2006 Oberbadisches Volksblatt) mit Verlagssitz in Lörrach ist die älteste Zeitung Lörrachs (seit 1885). Das Oberbadische Verlagshaus gibt außerdem die Weiler Zeitung und das Markgräfler Tagblatt heraus.
Der Radiosender Südwestrundfunk unterhält seit dem Frühjahr 1983 in Lörrach ein Regionalbüro, in dem Teile des Radioprogramms (Hochrhein Radio) SWR4 Baden-Württemberg produziert werden.

### Bildungseinrichtungen

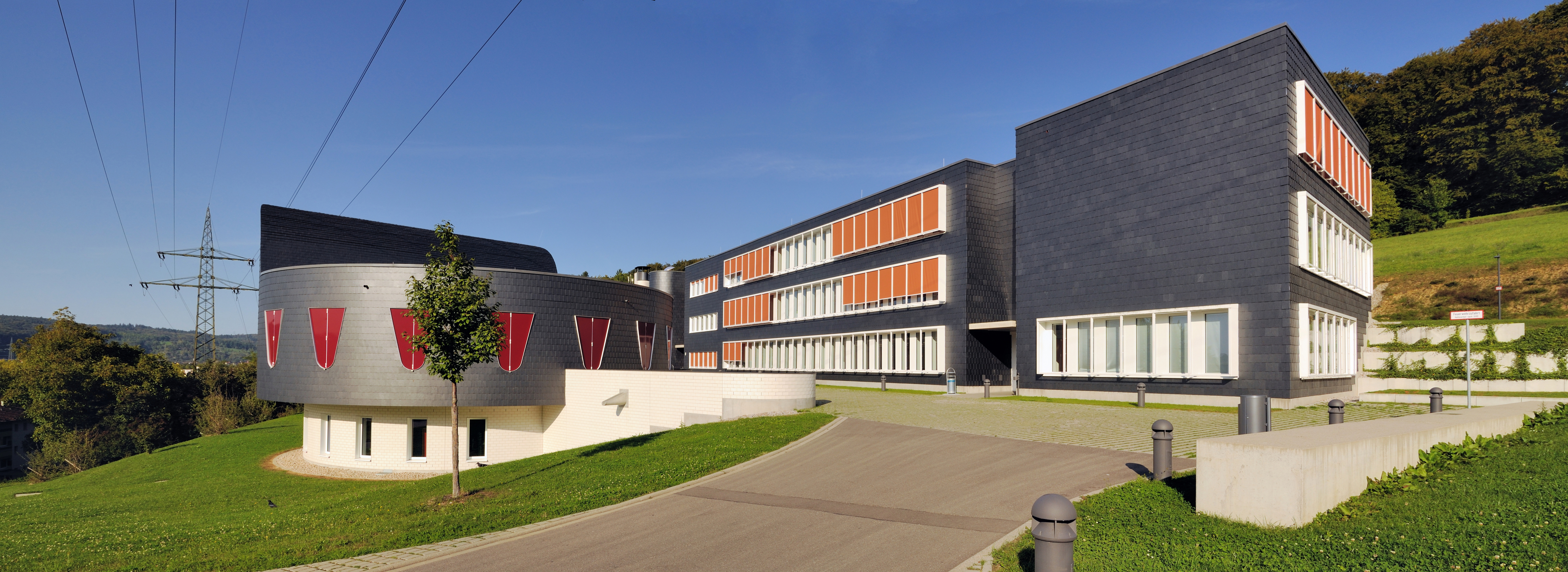
Neubautrakt der Dualen Hochschule Baden-Württemberg Lörrach

In Lörrach ist die Duale Hochschule Baden-Württemberg Lörrach beheimatet, die 1981 als Berufsakademie gegründet wurde. Sie bietet neben den klassischen dreijährigen Studiengängen mit Bachelor-Abschluss auch teilweise länger dauernde trinationale Studiengänge mit Partnerhochschulen in Frankreich (Universität des Oberelsass in Mülhausen bzw. Colmar) und der Schweiz (Fachhochschule Nordwestschweiz, FHNW) an. Den mehr als 2000 Studenten werden in den beiden Studienrichtungen Wirtschaft und Technik derzeit elf verschiedene Studiengänge mit mehreren Vertiefungen angeboten.
Ferner gibt es in Lörrach ein Staatliches Seminar für Didaktik und Lehrerbildung für Grund- und Hauptschulen.

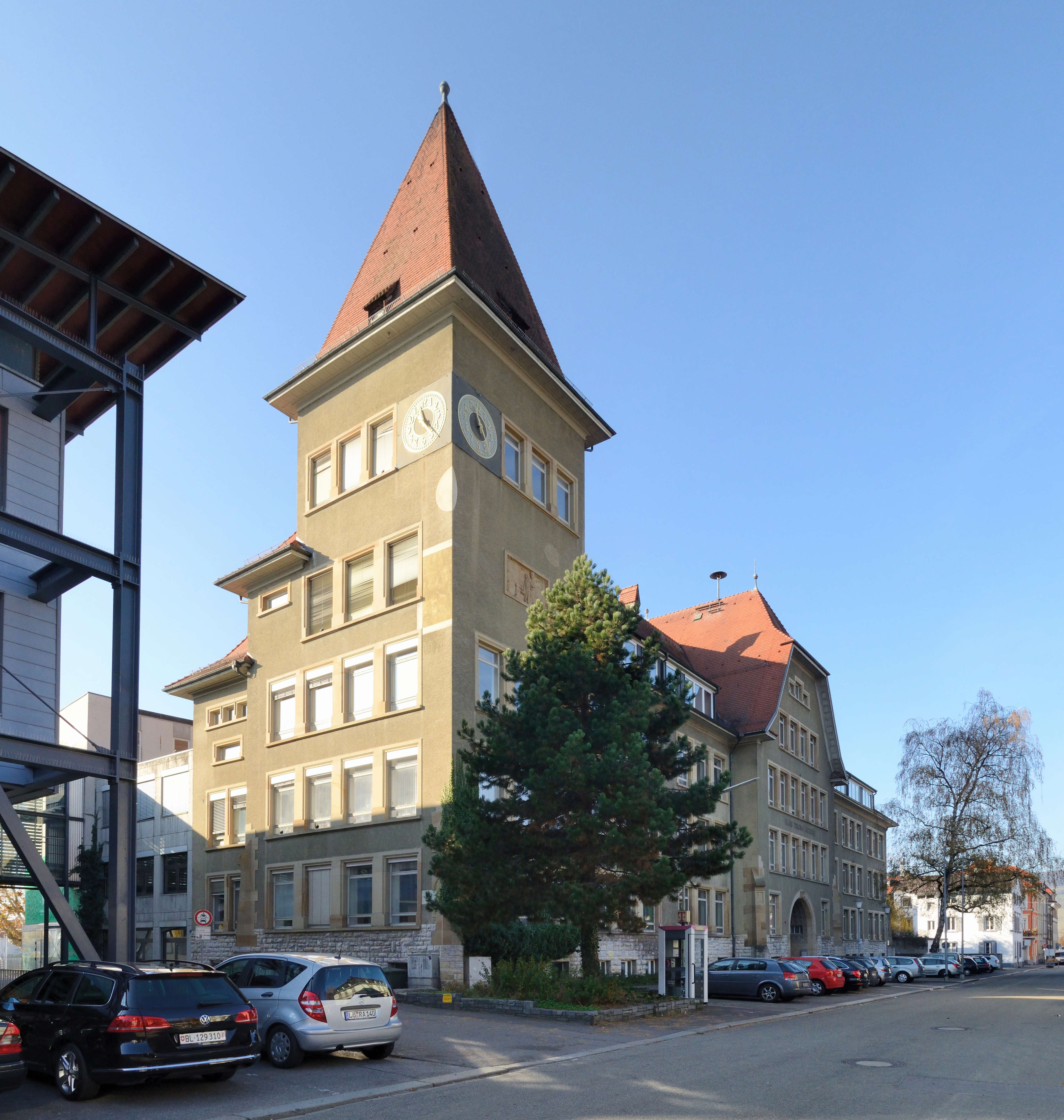
Haupthaus des Hans-Thoma-Gymnasiums

Lörrach verfügt über zwölf öffentliche Grundschulen bzw. Grund- und Hauptschulen (Albert-Schweitzer-Schule, Astrid-Lindgren-Grundschule Hauingen, Eichendorffschule, Fridolinschule, Grundschule Salzert, Grundschule Tumringen, Hebelschule, Hellberg-Grund- und Hauptschule Brombach, Neumatt-Grund- und Hauptschule mit Werkrealschule sowie Schloßberg-Grund- und Hauptschule) eine Realschule (Theodor-Heuss-Realschule), zwei Gymnasien (Hans-Thoma- und Hebel-Gymnasium) und eine Förderschule (Pestalozzi-Schule). Die beiden staatlichen Gymnasien (Hans-Thoma- und Hebel-Gymnasium) sowie die Theodor-Heuss-Realschule bilden den Campus Rosenfels, der nur wenige hundert Meter südöstlich von der Lörracher Innenstadt gelegen ist.
Der Landkreis Lörrach ist Schulträger der Gewerbeschule (unter anderem mit Technischem Gymnasium, Bereiche Technik und Informatik), der Kaufmännischen Schule (unter anderem mit Wirtschaftsgymnasium) und der Hauswirtschaftlich-Landwirtschaftlichen und Sozialpädagogischen Schule (Mathilde-Planck-Schule; unter anderem mit Ernährungswissenschaftlichem Gymnasium und Biotechnischem Gymnasium). Gemeinsam mit der St. Elisabethen-Krankenhaus Lörrach gGmbH ist der Landkreis Lörrach Träger der Schule für Gesundheits- und Krankenpflege und für Gesundheits- und Kinderkrankenpflege. Die Schule für kranke Kinder befindet sich im St. Elisabethen-Krankenhaus Lörrach.
Mehrere Privatschulen, darunter die Altenpflegeschule des Diakonissen-Mutterhauses St. Chrischona, die Freie Evangelische Schule (Grund-, Haupt-, Realschule, Gymnasium und berufliches Gymnasium mit dem Profil Gestaltungs- und Medientechnik und dem Profil Soziales), die Freie Waldorfschule Lörrach, die Private Sprachschule Foerderer, die Private Schule für Erziehungshilfe am Evangelischen Kinderheim Tüllinger Höhe und seit dem Schuljahr 2021/2022 die inklusive Ganztagesgrundschule der Schöpflin Stiftung runden das schulische Angebot Lörrachs ab.
Sonderfunktionen im Bereich von Ausbildung und Bildungsförderung erfüllen der Soziale Arbeitskreis Lörrach (SAK) sowie das Phaenovum Schülerforschungszentrum Lörrach-Dreiländereck.

## Kultur und Sehenswürdigkeiten

### Dialekt
In Südbaden wird ein Alemannisch gesprochen, das als Übergang zwischen dem Schwäbischen und dem Hoch- oder Südalemannischen gesehen wird. In diesem Grenzgebiet bezeichnet man den Dialekt als Niederalemannisch. Die alemannischen Dialekte klingen regional sehr unterschiedlich. In Lörrach (regionale alemannische Aussprache: [ˈlœʀɑx]) wird Hochalemannisch gesprochen, das dem Schweizerdeutsch ähnlich klingt und in Südwestdeutschland, dem Elsass, der deutschsprachigen Schweiz, im österreichischen Bundesland Vorarlberg und im Fürstentum Liechtenstein verbreitet ist. Besonders auffällig an diesem Dialekt ist die Verschiebung des germanischen k im Anlaut zu ch: Kind und Kopf werden beispielsweise im Hochalemannisch Chind und Chopf ausgesprochen.
In der jüngeren Vergangenheit verlieren sich vor allem durch Zuwanderung aus dem sächsisch sprechenden Raum im Landkreis zunehmend die hochalemannischen Besonderheiten. In diesem Dialektkontinuum kommt es zu einer Vermischung des Hochdeutschen und einer dem Niederalemannischen nahen Sprache. So entsteht eine Sprachgrenze zwischen der Schweiz und dem hochalemannischen Baden. Im Hotzenwald, dem Markgräflerland (außer der Grenzregion) und der Region um Jestetten ist das Hochalemannische besser bewahrt und klingt wie die Schweizer Dialekte.

### Gebäude und Architektur

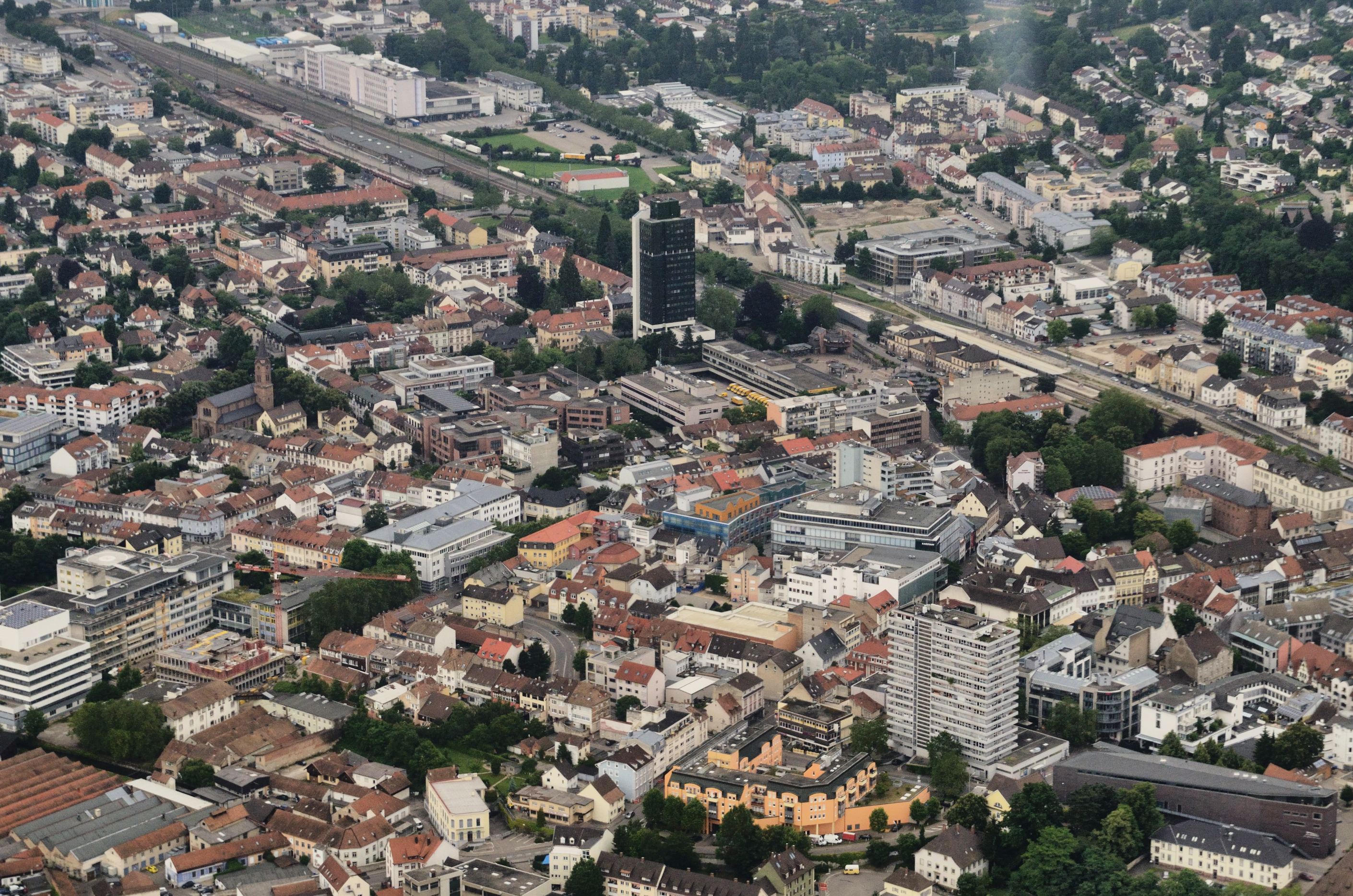
Bebauung der Innenstadt von der Luft aus gesehen

Aufgrund der geschichtlichen Entwicklung ist Lörrach eine vergleichsweise junge Stadt. Das ist einer der Gründe, wieso Lörrach weder architektonisch außerordentlich bedeutsame oder prägnanten Gebäude aufzuweisen hat noch eine homogene Altstadt im Vergleich zu anderen Städten aufweisen kann. Dennoch finden sich zu fast allen großen Epochen der Baukunst diverse Zeugnisse. Der Barockstil ist mit wenigen schlichten Bauten vertreten durch das Dreiländermuseum, dem Pfarrhaus der Stadtkirche, sowie die Burghofbauten. Ursächlich dafür ist die Zerstörung der Burg Rötteln 1678 und der daraus resultierenden Verlagerung der Verwaltung nach Lörrach. Das Stadtrecht aus dem Jahr 1682 bedingte, dass die Stadt zum Verwaltungszentrum ausgebaut wurde. 1695 war eine Sommerresidenz, ein „fürstliches Landhaus zu Lörrach“, für Friedrich Magnus geplant worden, die auch eine barocke Schlossanlage enthalten sollte.
Das Haus Weinbrennerstraße 4 wurde um 1810 für das Direktorium des Wiesenkreises im typischen Weinbrennerstil errichtet. Der Mittelrisalit mit rustiziertem Erdgeschoss ist von einem klassischen Dreiecksgiebel bekrönt.
Das Amtsgericht Lörrach wurde als großherzoglich badisches Amtsgericht 1863 errichtet. Der Neurenaissancebau stammt vom damaligen Bezirksbaumeister (1863–74) Jakob Friedrich Alois Hemberger, dem späteren Hofbaudirektor in Karlsruhe. Fensterformen und -anordnung folgen dem Vorbild der Cancelleria in Rom. Die Fensterbekrönungen im ersten Obergeschoss des Mittelrisalits eine Eigenkreation Hembergers. Im Treppenhaus befindet sich ein großes Palladiofenster.

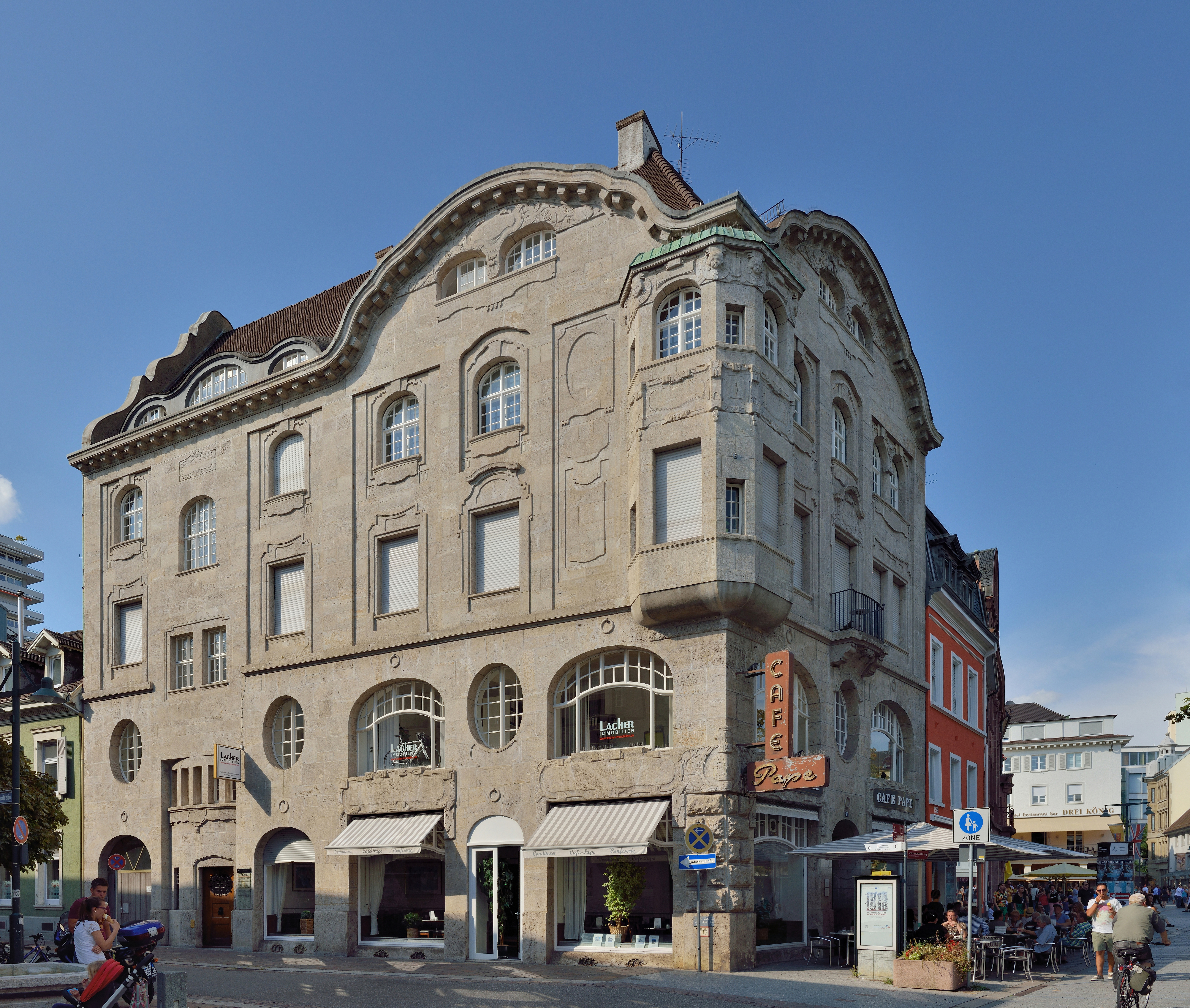
Jugendstil-Eckhaus Café Pape in der Lörracher Innenstadt wurde 1903 erbaut

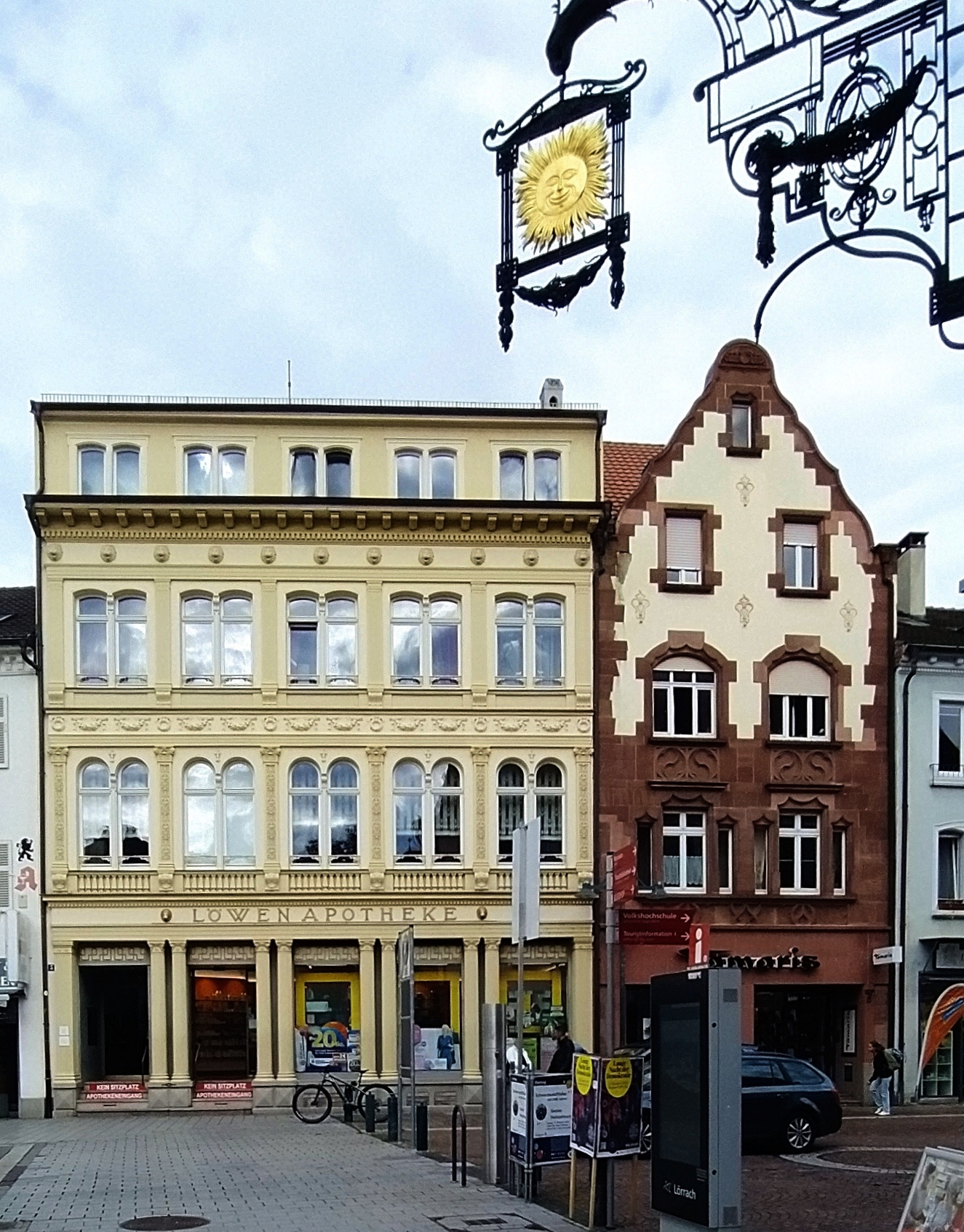
Neurenaissancebau von 1862: die Löwenapotheke

Ebenfalls von Hemberger stammt die Hebelschule, die in den Jahren 1871/72 erbaut wurde. Das Bauwerk ist ein Beispiel für den sogenannten Rundbogenstil, der von Hembergers prominentem Lehrer Heinrich Hübsch als zweckmäßige Alternative zum ausklingenden Klassizismus propagiert wurde. Der Mittelbau ähnlich dem von Friedrich Theodor Fischer dem Polytechnikum Karlsruhe eingefügten Mittelbau.
Das Haus der Löwenapotheke wurde 1862 vom Stadtbaumeister Meeser errichtet. Ein wohl von venezianischen Palazzi inspirierter Neurenaissancebau, der die Vorbilder ins Zierliche übersetzt. Charakteristisch für das Bauwerk sind seine fein ornamentierten Pilaster im Stile der italienischen Frührenaissance, die Blendbalustrade in der Brüstungszone des piano nobile, Festons unter den Fenstern des zweiten Obergeschosses sowie über diesen ein Löwenkopffries. Im Erdgeschoss finden sich kannelierte Doppelsäulen.
Das mit fränkischem Muschelkalk verkleidete Geschäftshaus Ecke Baslerstraße/Herrenstraße (Café Pape) wurde 1903 (am Bau datiert) vom Freiburger Architekten Rudolf Schmid errichtet. Es ist eine Synthese von Neubarock und Jugendstil, die beide in der Architektur um 1900 eine Rolle spielten. Eindeutig am Barock orientierte sich Schmid beim 1904 erbauten Haus zum Schwanen (Baslerstraße 163, am Bau datiert) mit seiner auffällig rötlichen Sandsteinfassade. Ostentativ üppiges Barockzitat ist der Seiteneingang mit Akanthusdekor und gesprengten Giebeln. Barock u. a. auch die Kolossalpilaster. Es war nach damaliger Auffassung ein „weiterentwickelter, moderner“ Barock. Der Bau wurde in zeitgenössischen Fachzeitschriften gewürdigt. Auffallend die starke Anlehnung an Friedrich Ratzels Kunstvereinsgebäude in Karlsruhe.

#### Alter Marktplatz und Fußgängerzone

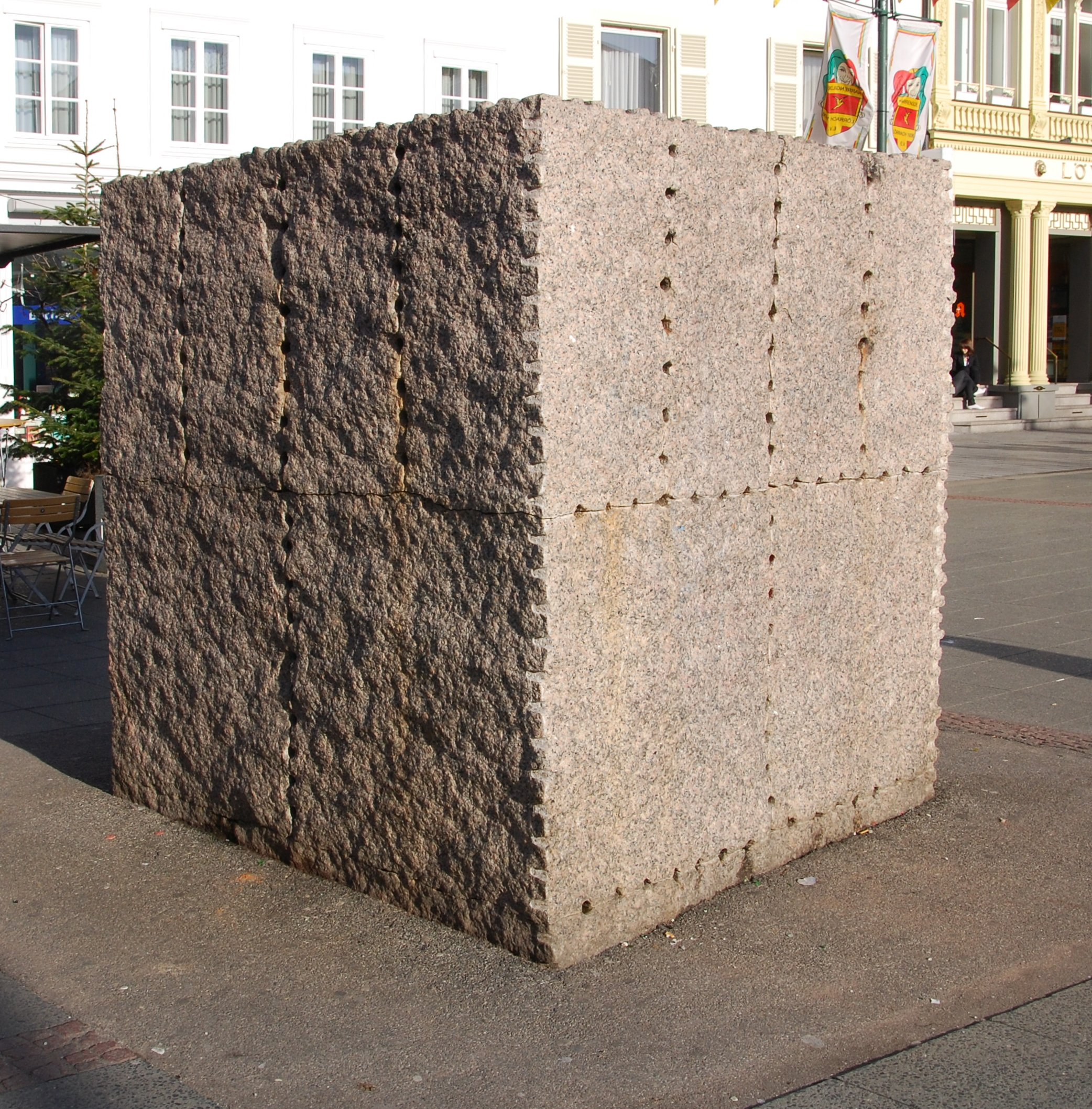
Rückriem-Skulptur auf dem Alten Marktplatz

Lörrachs Stadtkern ist durch eine 1991 eröffnete Fußgängerzone geprägt. Das Zentrum bildet dabei der Alte Marktplatz, auf den man von vier Seiten aus gelangen kann. Am Kreuzungspunkt befindet sich eine würfelförmige Skulptur (Granit Rosa Porriño von Ulrich Rückriem). Die Innenstadt ist außerdem durch viele Wohn- und Geschäftshäuser geprägt, die Anfang des 20. Jahrhunderts erbaut wurden. Erwähnenswert sind etliche noch erhaltene „Modellhäuser“ (standardisierter Haustyp) aus der Zeit der zweiten Stadterhebung 1756, z. B. in der Kirchenstraße (Nähe Marktplatz).
Zu Fuß lassen sich vom Zentrum an 22 Stationen verschiedene Brunnen und Plastiken entlang des sogenannten Lörracher Skulpturenwegs erkunden. Neben der Pyramide am Burghof ist noch die Große Säulenfigur von Stephan Balkenhol auf dem Senser-Platz, nördlich des Alten Marktplatzes erwähnenswert.
Wenige Meter vom Alten Marktplatz entfernt befindet sich das Alte Rathaus, in dem sich seit 1998 nach Sanierung und Umbau die Volkshochschule untergebracht ist. Das aus dem Jahre 1870 stammende Gebäude enthält die alten Rathausglocken vom Vorgängerbau aus dem Jahr 1756. Vom alten Rathaus rief Gustav Struve am 21. September 1848 die Deutsche Republik aus. Vier Tage lang war Lörrach Hauptort des Struve-Putsches und damit gewissermaßen Regierungssitz.

#### Neuer Marktplatz und Wochenmarkt

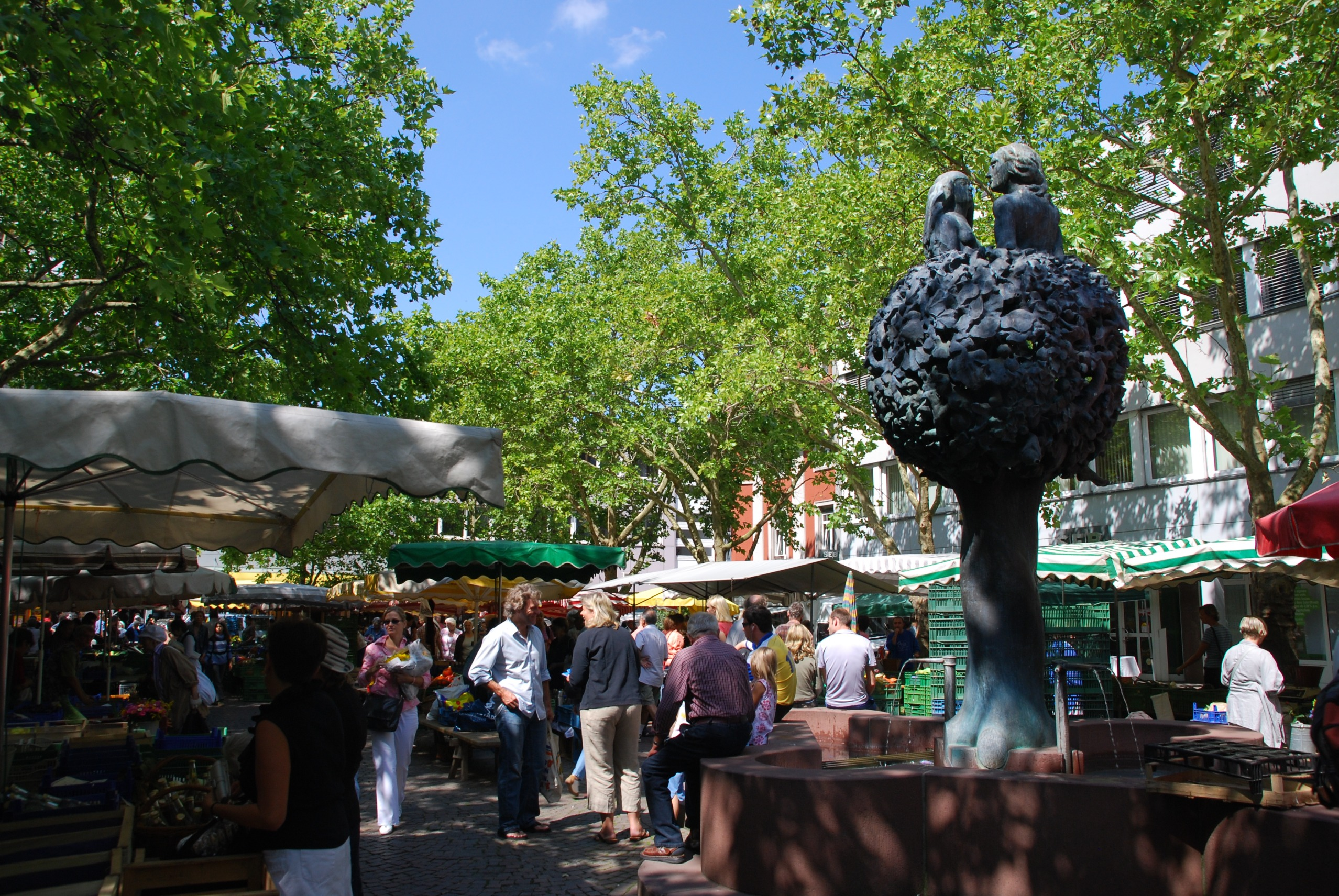
Lörracher Wochenmarkt

Westlich des Alten Marktplatzes erstreckt sich der Neue Marktplatz, auf dem an drei Tagen der Woche ein großer Wochenmarkt stattfindet. Die abzweigende Synagogengasse erinnert daran, dass an diesem Platz die frühere Lörracher Synagoge stand, die in der Zeit des Nationalsozialismus zerstört wurde. Nach dem Zweiten Weltkrieg wurde der Standort der Synagoge mit einem Büro- und Geschäftshaus überbaut. Während der Zeit des Nationalsozialismus war dieser Platz auch Aufmarschplatz.
Heute wird der Platz von einem Brunnen dominiert und dient als Verbindung vom Alten Markt zum Burghof. Die Brunnenskulptur Lebensbaum des Künstlers Michael Fischer stellt ein ineinander verschlungenes Liebespaar in der Krone eines Baumes dar.
An Markttagen ist der Platz dicht mit Marktständen besetzt. Es ist ein Bauernmarkt, auf dem vorwiegend Produkte aus der Region wie Gemüse, Obst, Brot, Kuchen, Schnaps, Wein und Blumen meist von den Erzeugern selbst zum Verkauf angeboten werden. Erst Ende der 1990er Jahre kamen weitere Spezialitätenstände hinzu, die am Rand des Marktplatzes Fleisch, Käse, Geflügel, Pasta, Pilze und Konfitüren anbieten. Meist sind es regionale Produkte. Wegen des günstigen Klimas kommen in Lörrach z. B. auch einheimische Pfirsiche, Artischocken oder Auberginen auf den Markt, die andernorts importiert werden müssen. Der Lörracher Wochenmarkt, der seit Anfang des 15. Jahrhunderts existiert, gilt als einer der größten und schönsten der Region und zieht auch viele Kunden aus der Schweiz und dem Elsass an. Er findet dreimal wöchentlich am Dienstag, Donnerstag und Samstag statt.
Im Jahr 2003 feierte die Stadt das 600 Jahre bestehende Marktrecht. Dem Markgrafen Rudolf III. von Hachberg-Sausenberg wurde von König Ruprecht von der Pfalz für sein Dorf Lörrach das Marktrecht verliehen. Die Marktrechtsurkunde wurde am 26. Januar 1403 in Regensburg unterzeichnet. Mit diesem Recht für einen Jahr- und Wochenmarkt wollte der Markgraf ein wirtschaftlich-politisches Gegengewicht zu Basel schaffen. 1452 bestätigte Kaiser Friedrich III. das Marktrecht erneut.
Zusätzlich zu den Wochenmärkten veranstaltet die Stadt Lörrach jeweils am dritten Samstag im Monat auf dem Post- und Rathausplatz einen großen Flohmarkt mit ausschließlich privaten Verkäufern.

#### Burghof Lörrach

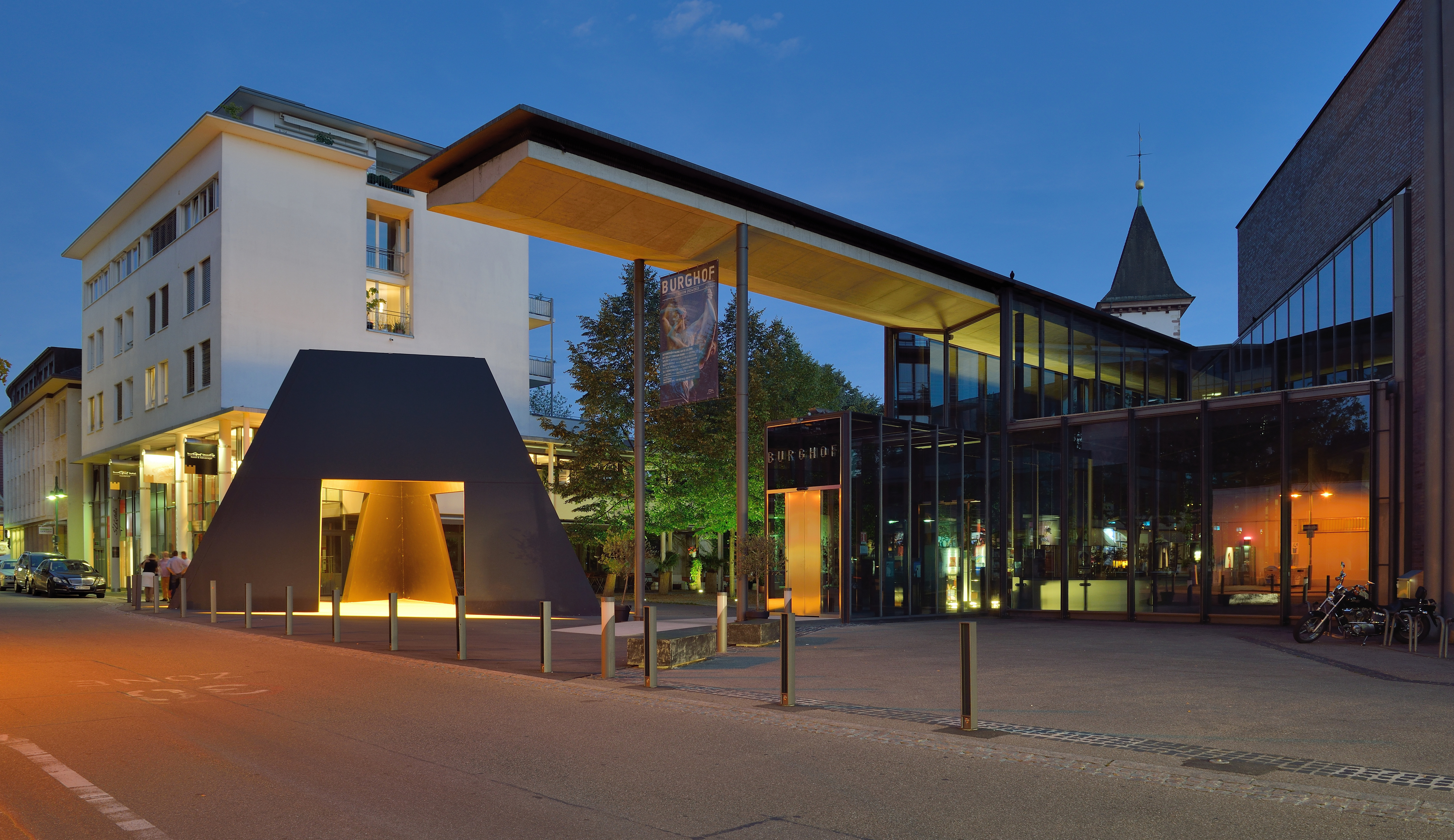
Burghof Lörrach mit Bruce Naumans Skulptur Truncated Pyramid Room (links)

Am 6. November 1998 hat nach zweijähriger Bauzeit der Burghof Lörrach die alte Stadthalle in ihrer Funktion abgelöst und als neues Kultur- und Veranstaltungszentrum eröffnet. Der Name Burghof erinnert daran, dass der Bau auf historischer Stätte errichtet wurde. Hier stand die im Jahr 1638 zerstörte Lörracher Burg. Bei dieser handelte es sich um eine kleine Wasserschlossanlage, etwa vergleichbar dem Stettemer Schlössli oder dem Wasserschloss Inzlingen.

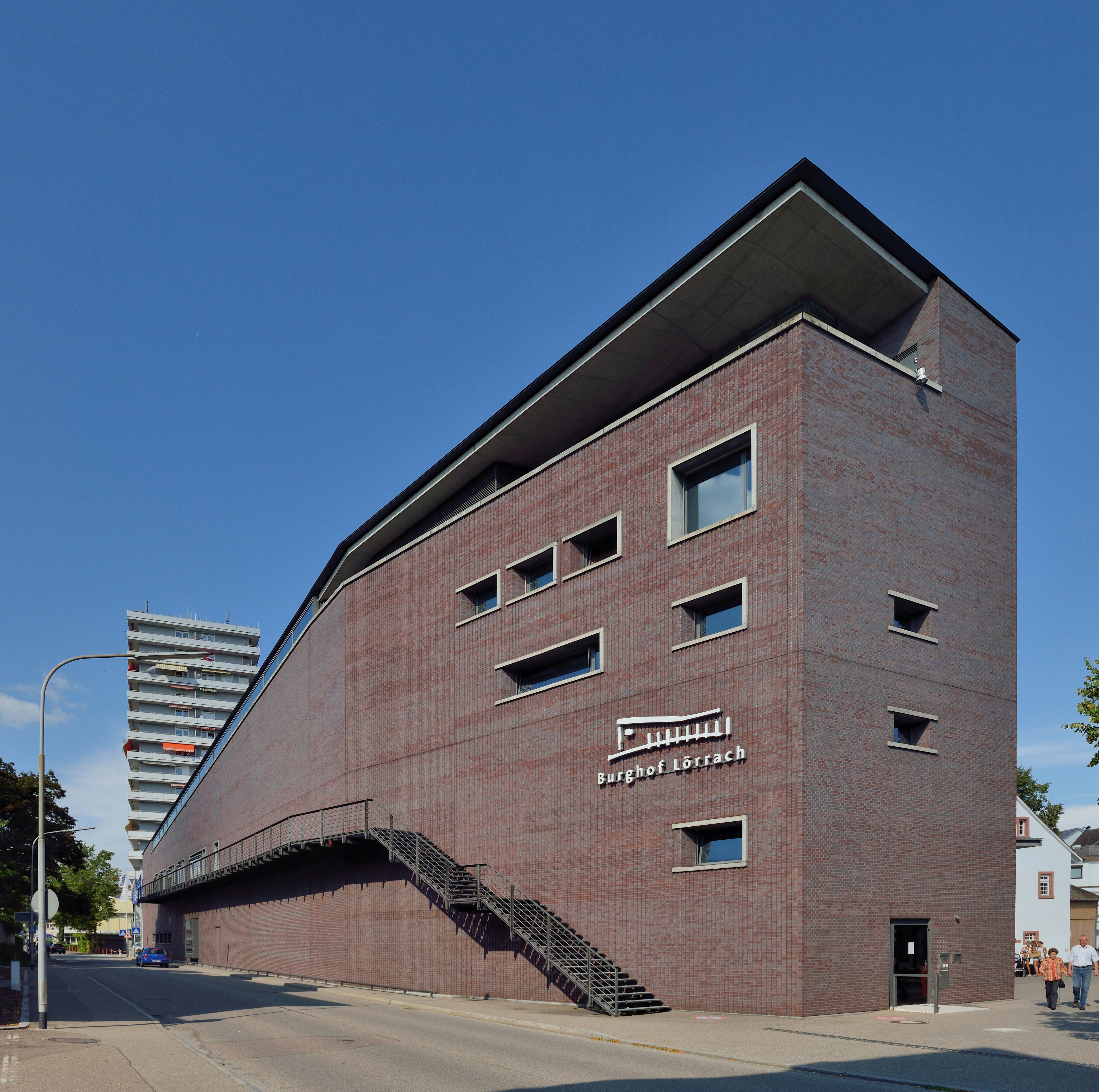
Südansicht des Burghofs

Der Entwurf der Basler Architekten Katharina Steib und Wilfrid Steib wirkt wie ein schmales und hohes Schiff und ist eine Konstruktion aus Beton, rötlichem Klinkerstein, Stahl und Glas. Der Burghof misst 87 Meter in der Länge, 30 Meter in der maximalen Breite und 19 Meter in der Höhe. Der große und der kleine Saal, die Empore und die Seitengalerie bieten bis zu 885 bestuhlte Plätze. Die Anordnung der Stühle kann je nach Veranstaltung verändert werden; sie können auch ganz herausgenommen werden. Der Burghof wird multifunktional für Konferenzen, Theater-, Konzert- und Kulturveranstaltungen jeder Art verwendet. Im Burghof befindet sich das Lörracher Informationszentrum.
Auf dem Platz vor dem Burghof direkt am Eingang steht die 11,40 Meter in der Basislänge und 7,50 Meter in senkrechter Höhe messende Metallskulptur Truncated Pyramid Room von Bruce Nauman in Form eines offenen, begehbaren Pyramidenstumpfs. Die mit schwarzem Bitumen angestrichene Figur aus Stahlbeton wird abends von innen mit gelbem Scheinwerferlicht beleuchtet. Diese Raum-Licht-Skulptur von Nauman existierte erst als Modell aus einer Werkgruppe, die im Jahr 1982 entstanden ist, und ist seine erste in Europa öffentlich ausgestellte Arbeit.

#### Museen

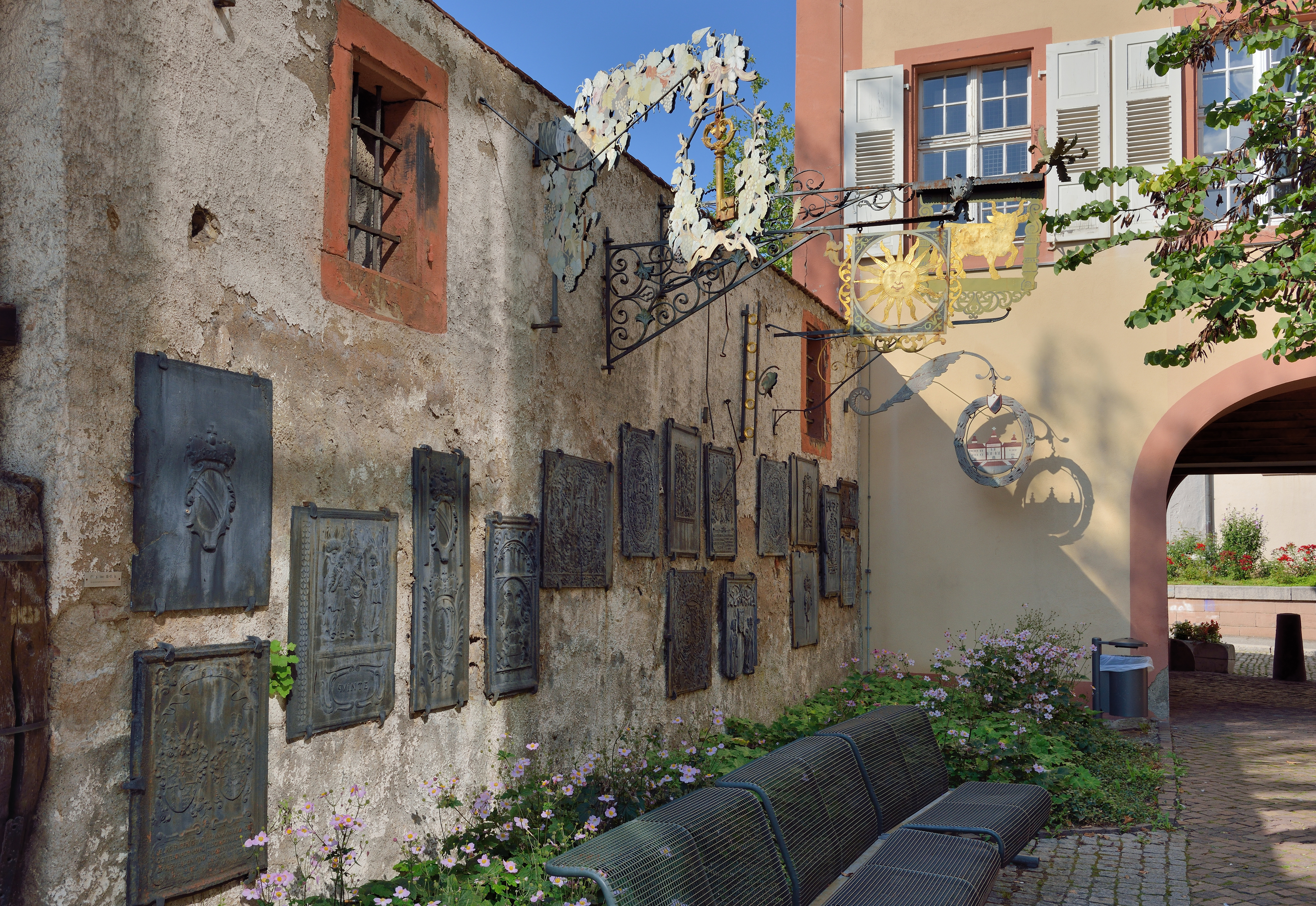
Ofenplatten am Eingang des Dreiländermuseums

Die einstige Tabakfabrik wurde 1759 als Pädagogium umgebaut. Im Barockbau an der Basler Straße wirkte Johann Peter Hebel als Lehrer. Später wurde die Schule in Hebelgymnasium umbenannt, bevor sie nach einer umfangreichen Renovierung 1978 zum heutigen Dreiländermuseum umgewandelt wurde. Über 100 Jahre alte Sammlungen umfassen mittelalterliche Holzbildwerke und ein Zinnoptikum. Es gibt Ausstellungen zu verschiedenen Themen wie beispielsweise Naturräume Rheinaue, Hügel- und Berglandschaft, Erdgeschichte und Erdbebengefahr, Siedlungsgeschichte von der Steinzeit bis zu den Alemannen. Die Exponate umfassen über 50.000 Objekte. Das Museum beherbergt außerdem eine wissenschaftliche Präsenzbibliothek mit über 10.000 Büchern und Zeitschriften, darunter etwa 1.000 besonders wertvolle Bücher ab dem 16. Jahrhundert. Neben regelmäßig wechselnden Sonderausstellungen wurde eine Dauerausstellung aufgebaut, welche Geschichte und Gegenwart der Drei-Länder-Region Deutschland, Frankreich und Schweiz darstellt.
Auf dem Hügel Bühl im Stadtteil Brombach wurden 1981 die Grundmauern einer römischen Villa Rustica aus dem zweiten Jahrhundert ausgegraben und restauriert.
Die im Stadtteil Brombach gelegene Bildhauer-Rudolf-Scheurer-Stiftung ist in einem zwölf Meter hohen Skulpturenturm untergebracht; dieser wird als Ausstellungsraum des Künstlers genutzt. Gezeigt werden Skulpturen, Reliefs und Grafiken aus der 40-jährigen Tätigkeit des Bildhauers Rudolf Scheurer.
Seit dem 5. Mai 2009 stellt ein Kunstmuseum die rund 2500 Werke des Lörracher Malers Paul Ibenthaler in zwei jährlichen stattfindenden Ausstellungen aus.

#### Burg Rötteln
Einen weitläufigen Ausblick auf Lörrach, die umliegenden Gemeinden und die Stadt Basel erhält man von der Burg Rötteln, dem Wahrzeichen der Stadt und einer der größten Burganlagen Südbadens. Die erste urkundliche Nennung der Burg stammt aus dem Jahr 1259; die ältesten Teile der Burg gehen vermutlich auf den Beginn des 11. Jahrhunderts zurück. Bis 1678 diente die zuletzt eher festungsartige Anlage als Verwaltungssitz für die Obere Markgrafschaft (Oberland, Teil von Baden-Durlach). Nach der Zerstörung verlegte man die Ämter in die Talsiedlung Lörrach, Rötteln wurde nicht wieder aufgebaut und verfiel – unter zeitweiliger Nutzung als Steinbruch – zu einer romantischen Ruine. Johann Peter Hebel verewigte die Burg in diesem Zustand in seinen Gedichten. Im 20. Jahrhundert erfolgte dann die bauliche Sicherung bzw. die Teilrekonstruktion durch private Initiative. Die langgezogene Burganlage verfügt über zwei besteigbare Türme. Von Mitte März bis Ende Oktober kann die Burg von innen besichtigt werden.

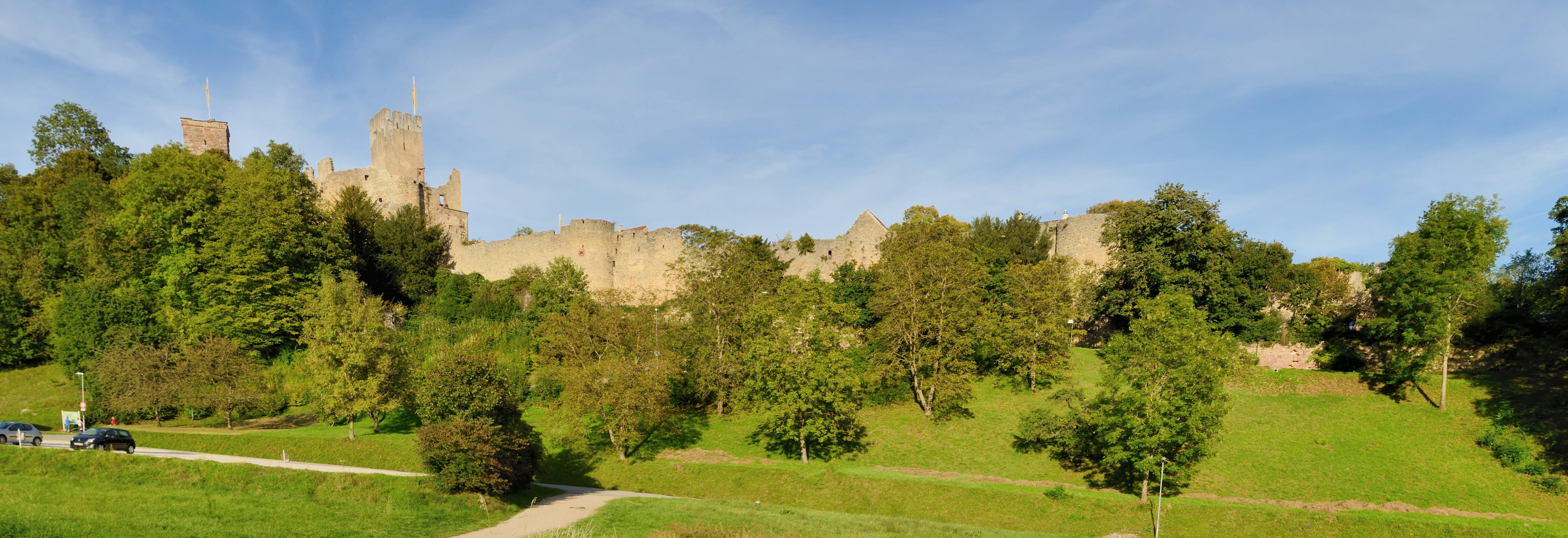
Westseite der Burg Rötteln: Oberburg und Vorburg mit den Resten der Wehrmauer.

#### Schlösser und Kirchen
Das im Lörracher Stadtteil Stetten gelegene Stettener Schlösschen ist der einzige Profanbau aus dem 17. Jahrhundert, der dem Stil der Renaissance zuzuordnen ist. Das damalige Herrenhaus mit dem markanten Treppenturm hat spätgotische Bauelemente.

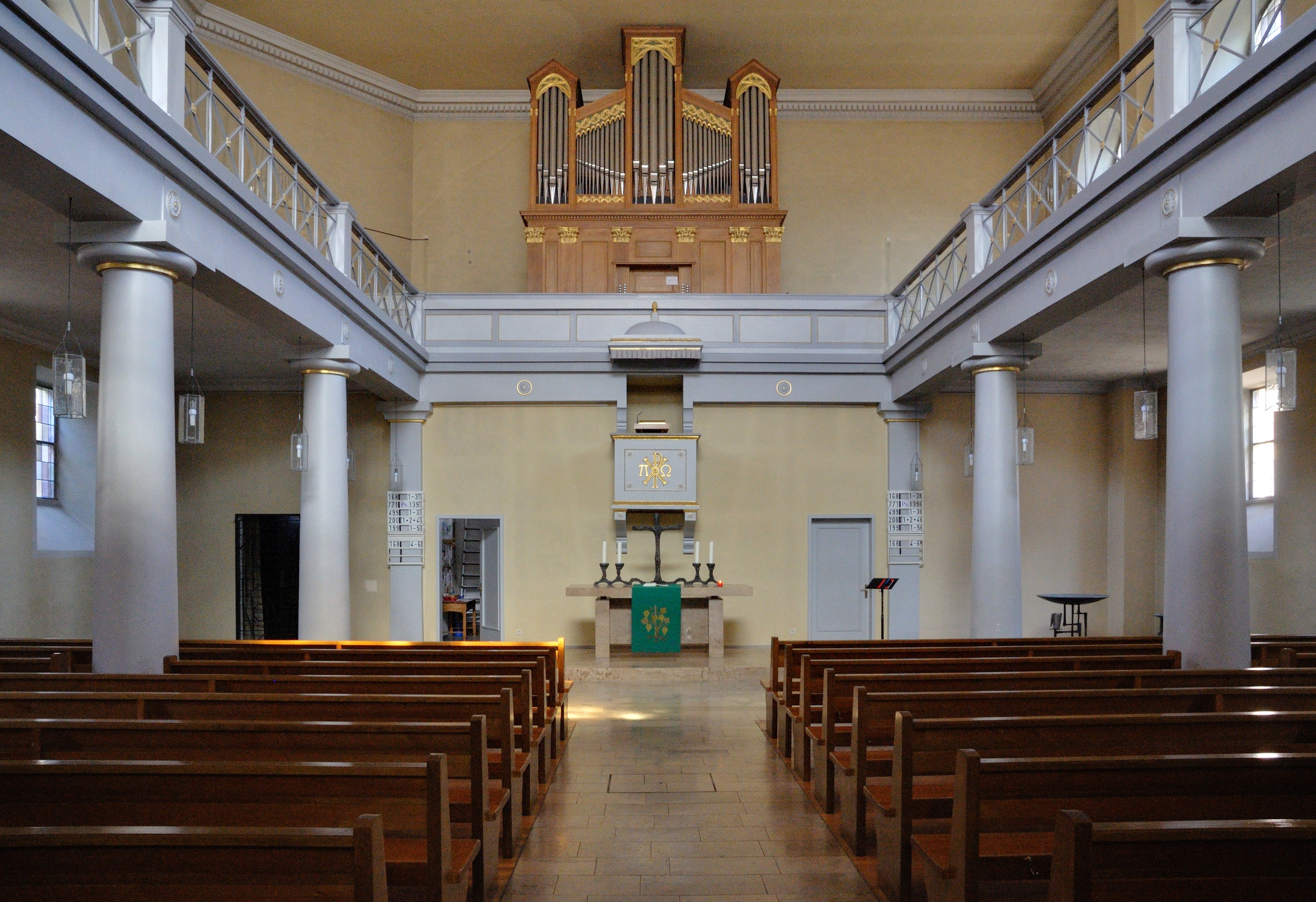
Inneres der Stadtkirche

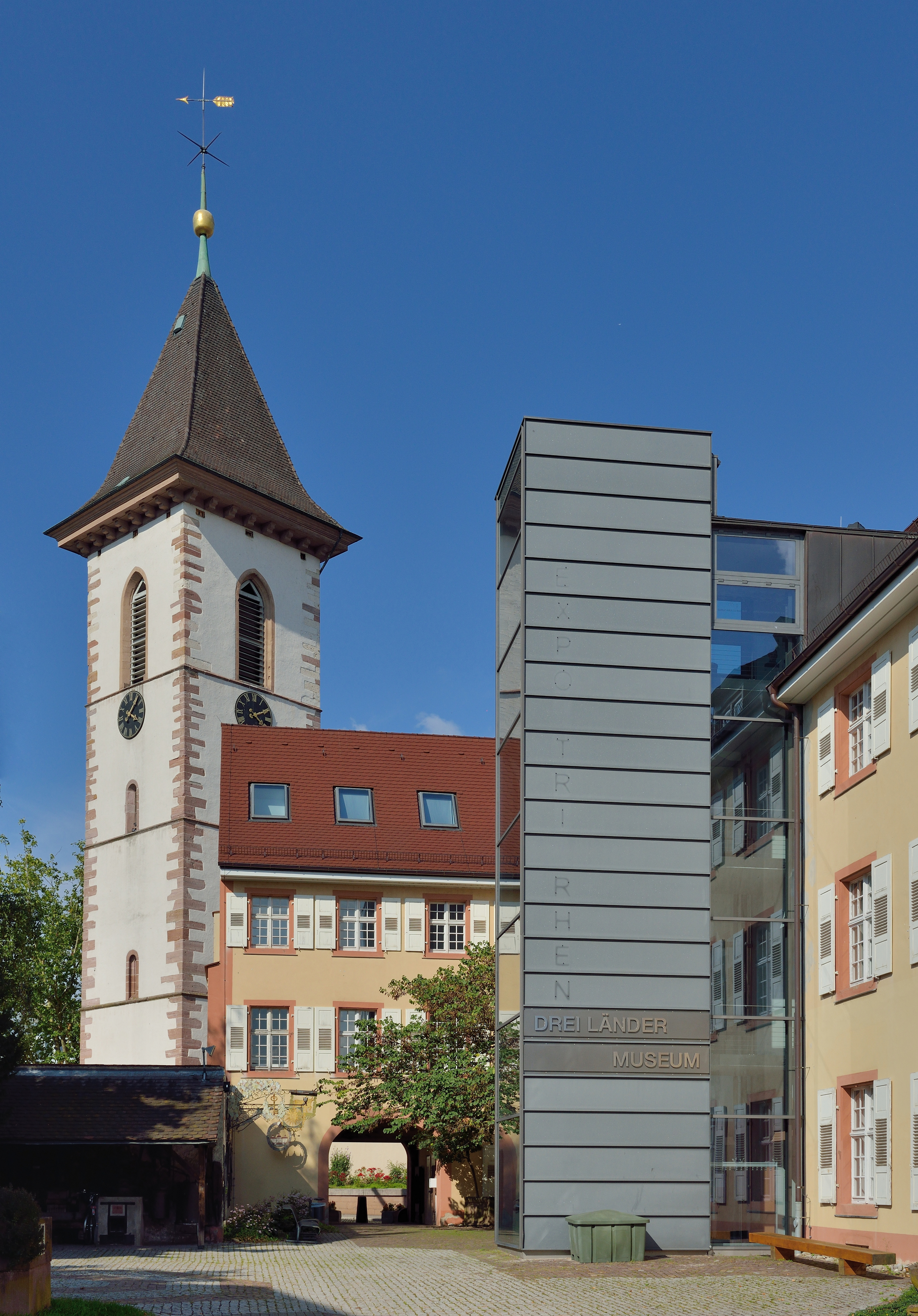
Kirchturm der Stadtkirche und die Hofseite des Dreiländermuseums

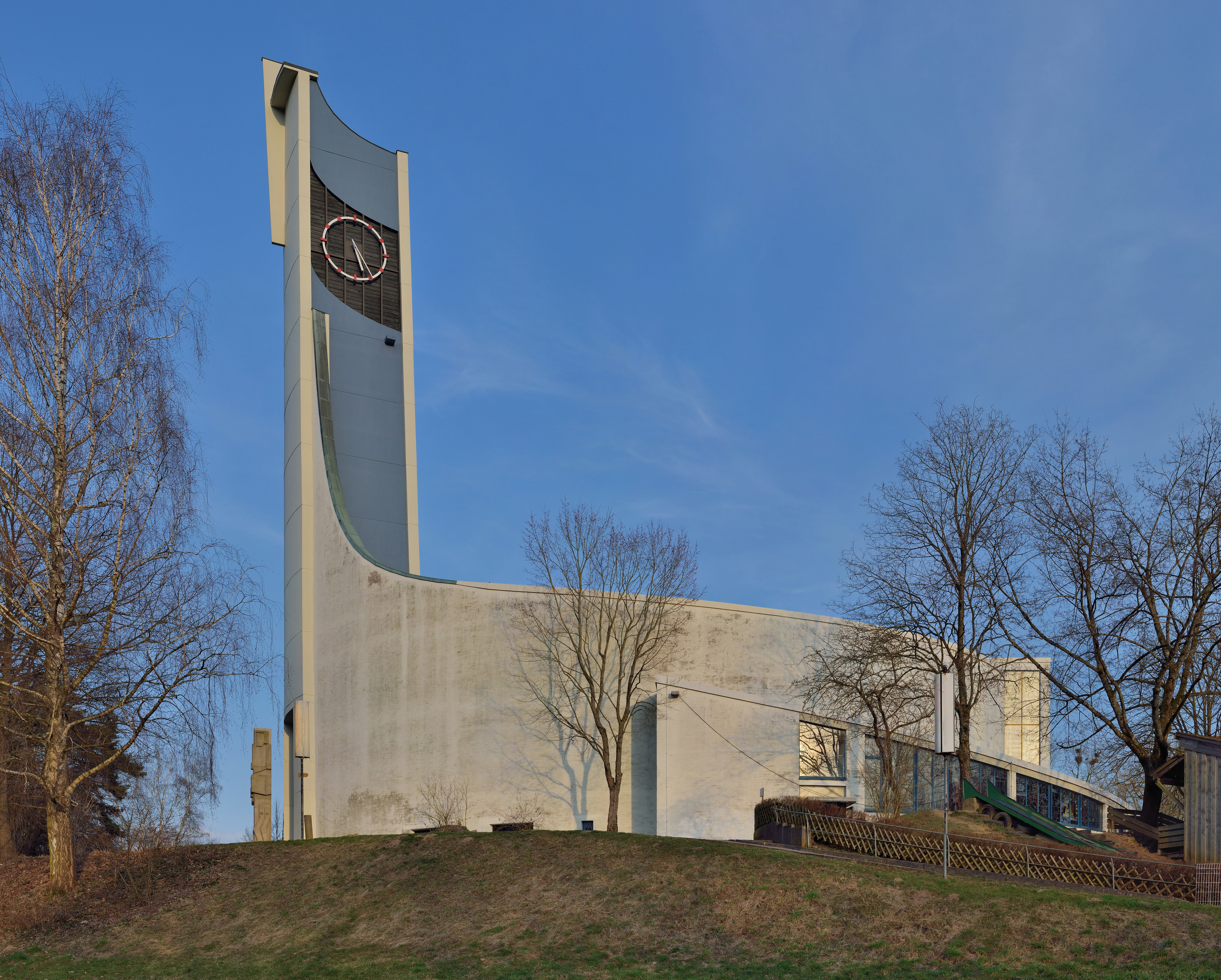
St. Peter

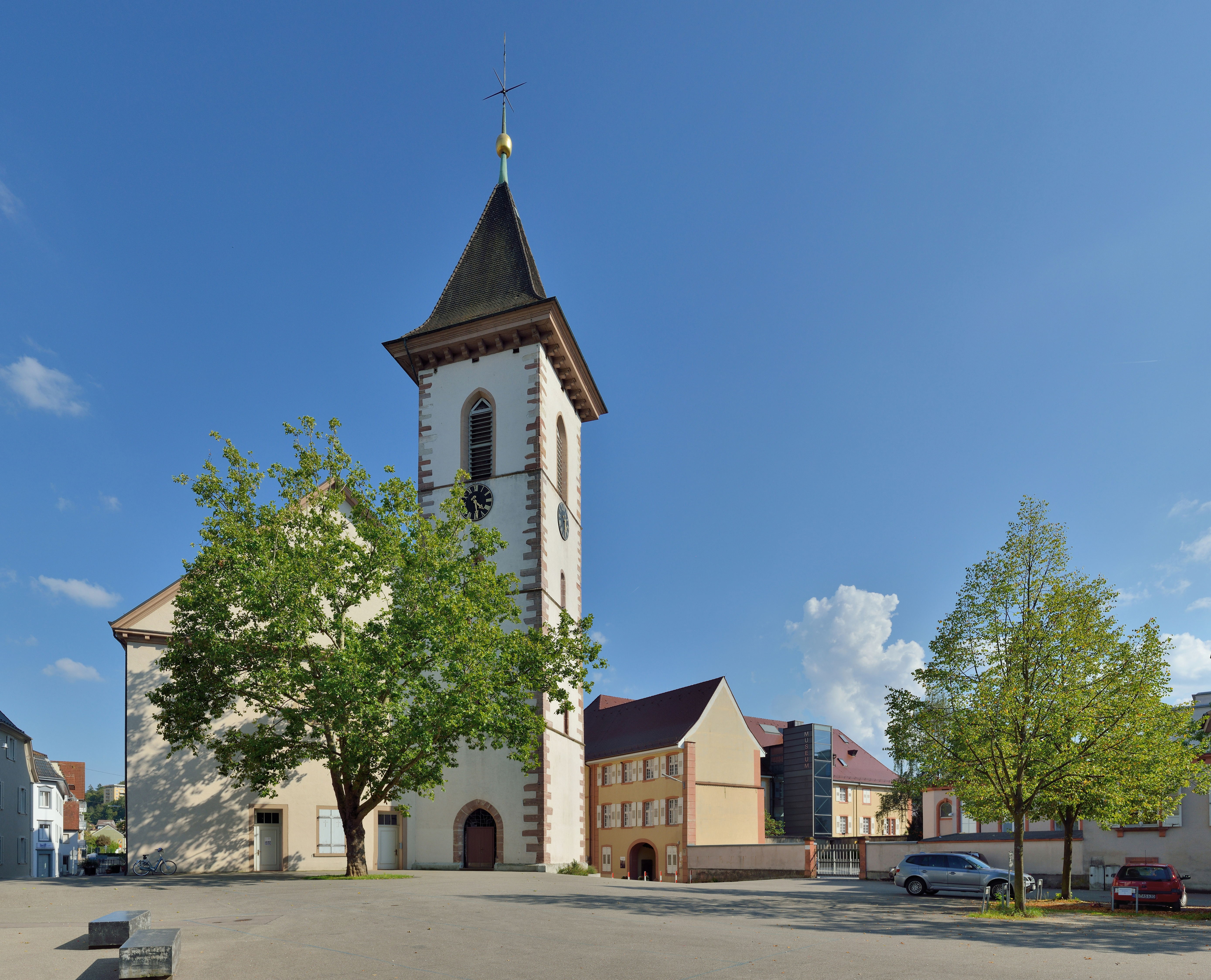
Stadtkirche

Die erste Erwähnung des Brombacher Schlosses stammt aus dem Jahr 1294. Das kleine Schlösschen, dessen Besitzer Matthias Reich von Reichenstein war, galt mit seinen zwei Meter dicken Grundmauern als uneinnehmbar. Das Basler Erdbeben zerstörte das Bauwerk, welches wiederhergestellt wurde. Französische Truppen vernichteten 1676 bis 1678 das Brombacher Schloss völlig, doch 1880 wurde es vom Industriellen Großmann wieder aufgebaut. Rings um das Schloss schließt sich ein kleiner Park an.
Zahlreiche Kirchen beider Konfessionen befinden sich in Lörrach. Das Kirchenschiff der evangelischen Stadtkirche südlich vom Alten Marktplatz wurde 1815 bis 1817 nach den Plänen des Weinbrenner-Schülers Wilhelm Frommel im klassizistischen Stil erbaut. Dazu gehörte auch das emporhebende Podium. Der Kirchturm stammt aus dem Jahr 1514. Er fällt durch seine schmucklosen Portale und Mauerschlitze auf. Das Satteldach des Kirchturms wurde 1817 durch ein spitz zulaufendes Zeltdach mit goldener Kugel und Kreuz ersetzt. Die Kirche war 1556 der Ort, von dem aus durch eine Predigt des Basler Priesters U. Koch die Reformation in der Markgrafschaft Baden-Durlach eingeführt wurde. Um die Kirche lag einst der Friedhof.
Die evangelische Christuskirche wurde 1956 erbaut. 1975 entstand an der Suttermattstraße ein evangelisches Gemeindezentrum.
Die katholische Hauptkirche Lörrachs ist die zwischen 1864 und 1867 erbaute Kirche St. Bonifatius. Am 15. Juli 2007 wurde sie bei einem Großbrand erheblich beschädigt und in den darauffolgenden Jahren wiederaufgebaut. Zu den jüngsten Kirchen in Lörrach gehört die Kuratiekirche St. Peter des Architekten Rudolf Dietsche in der Nordstadt am Rande des Grüttparks. Die zur katholischen Gemeinde gehörende Kirche steht auf einem 6 Meter hohen Plateaugelände. Der Turm auf der Nordseite ist mit einem zylinderförmigen Flachbau verbunden. Markant ist, dass sich durch eine Stahlbetonkonstruktion das Flachdach zum 42 Meter hohen Turm hin verjüngt. Dieser bemerkenswerte Bau wurde von 1962 bis 1964 am Rande des Grüttparks erbaut und ist weithin sichtbar. Eine 220 m² große Glaswand, entworfen von dem Künstler Wilfrid Perraudin (1912–2006), zeigt einen Bilderzyklus mit Motiven des Neuen Testaments und zum Kirchenpatron Petrus. Im Jahr der Realisierung 1963 war dies die größte Beton-Lichtwand der Welt.
Die katholische Fridolinskirche in Stetten (1821 bis 1822) ist ein herausragendes Beispiel klassizistischer Kirchenbaukunst im deutschen Südwesten. Sie wurde nach Plänen von Christoph Arnold errichtet. Die Frontfassade wird von zwei eher schlichten Kirchtürmen eingerahmt. Zur Gemeinde gehört auch die 1965/66 nach den Plänen des Architekten Wilhelm Frank erbaute Filialkirche Heilige Familie in der Gemarkung Neumatt im Westen Stettens.
Die Rötteler Kirche wurde 751 zum ersten Mal urkundlich erwähnt. Markgraf Rudolf III. ließ die Kirche umbauen. Sein Grabmal und das seiner Frau Anna werden in der Röttler Kirche aufbewahrt. Ihr Grab befindet sich in einer schönen, mit einem Gewölbe überspannten Kapelle hinter dem Chor. Die heutige Kirche stammt aus dem Jahr 1401. Die Röttler Kirche wie auch die Burg Rötteln werden abends angestrahlt.
Die evangelische St-Germanus-Kirche in Brombach wurde um 1903/1904 im neugotischen Stil erbaut und hat für mehr als 800 Personen Platz. Der Turm stammt aus dem 13./14. Jahrhundert. Teile des Chors werden auf das Jahr 1479 datiert. Die große Glocke aus dem Jahr 1595 wurde von Sebaldt Hofmann aus Basel gegossen. Die St.-Josefs-Kirche in Brombach wurde 1899/1900 erbaut.
Die evangelische Kirche St. Nikolaus in Hauingen wurde 1102 erstmals erwähnt. Die heutige Kirche wurde 1768 erbaut, der Turm hat ältere Teile aus dem Jahr 1469.

#### Weitere Bauwerke

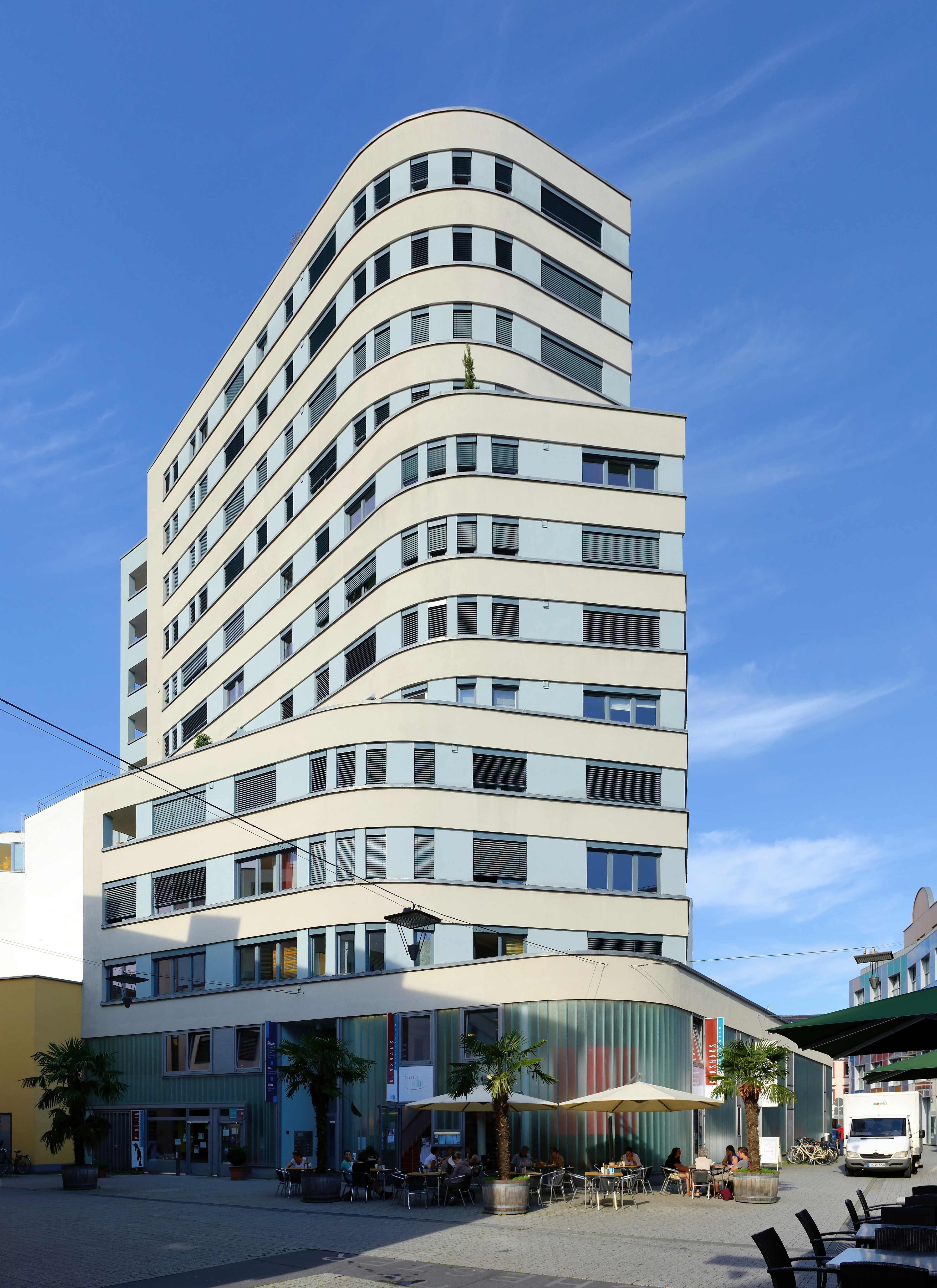
Hochhaus am Chesterplatz

Das bis Ende 2013 als Polizeidirektion, nun als Kriminalkommissariat genutzte Gebäude in der Weinbrennerstraße wurde 1719 bis 1727 in mehreren Etappen als Salzmagazin mit Fruchtspeicher und Weinkeller errichtet. Der ausladende, repräsentative Flügelbau im Barockstil verfügt über ein großflächiges Walmdach mit flach hervorspringenden Dachluken. Das große Rundbogenportal erreicht man über eine nach außen geschwungene, breite Treppe.
Das Lörracher Rathaus trägt den Spitznamen „Langer Egon“, nach dem ehemaligen Oberbürgermeister Egon Hugenschmidt, in dessen Amtszeit es erbaut wurde. In der Nähe des Lörracher Bahnhofs steht das auffällige 17-stöckige Hochhaus mit dem Sitz der Verwaltung und des Oberbürgermeisters. Das dunkelgrüne Gebäude wurde nach vierjähriger Bauzeit für 23,7 Millionen Mark 1976 fertiggestellt und ist mit 72 Metern das höchste Hochhaus der Stadt.

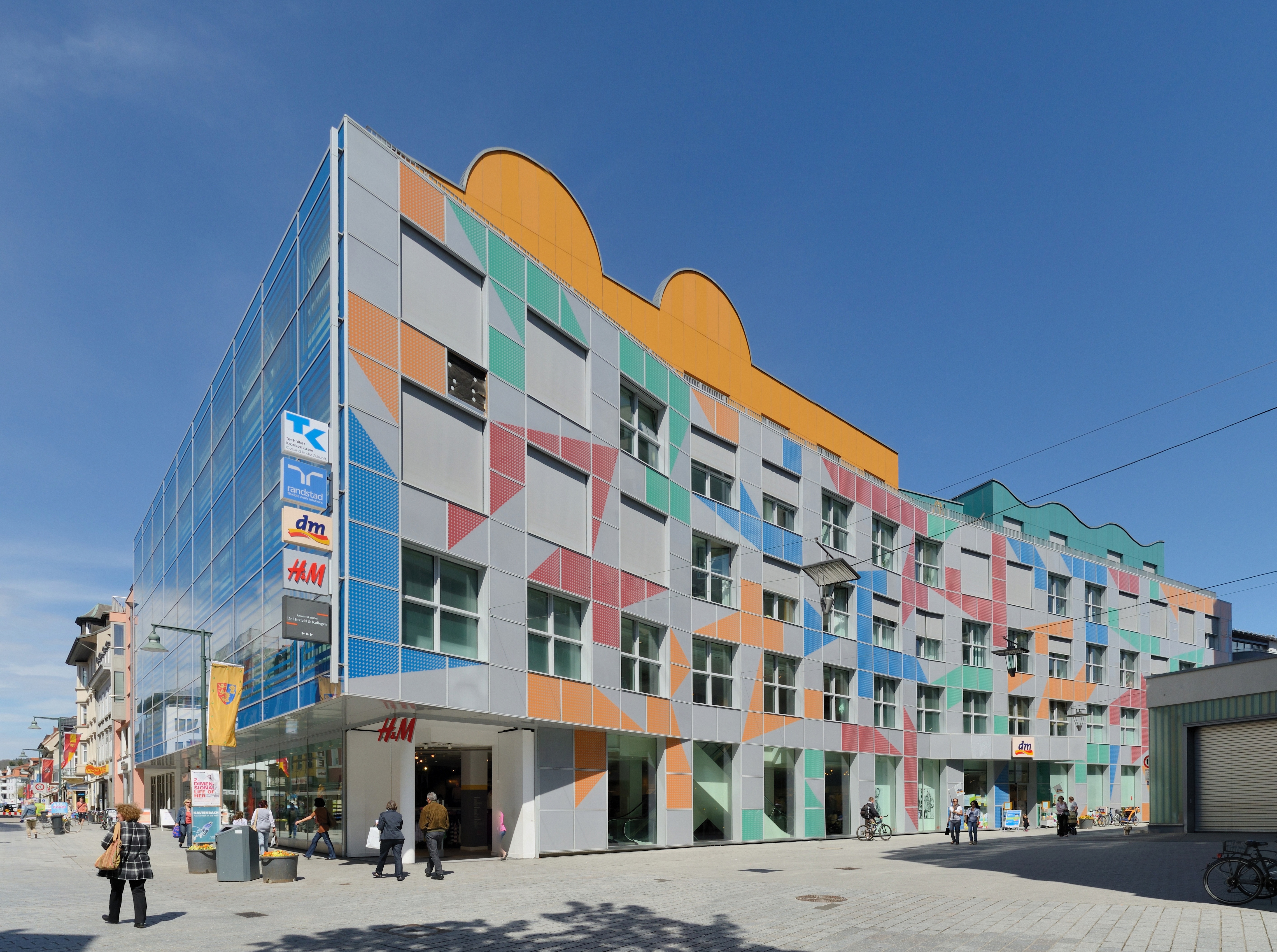
Galleria Mendini

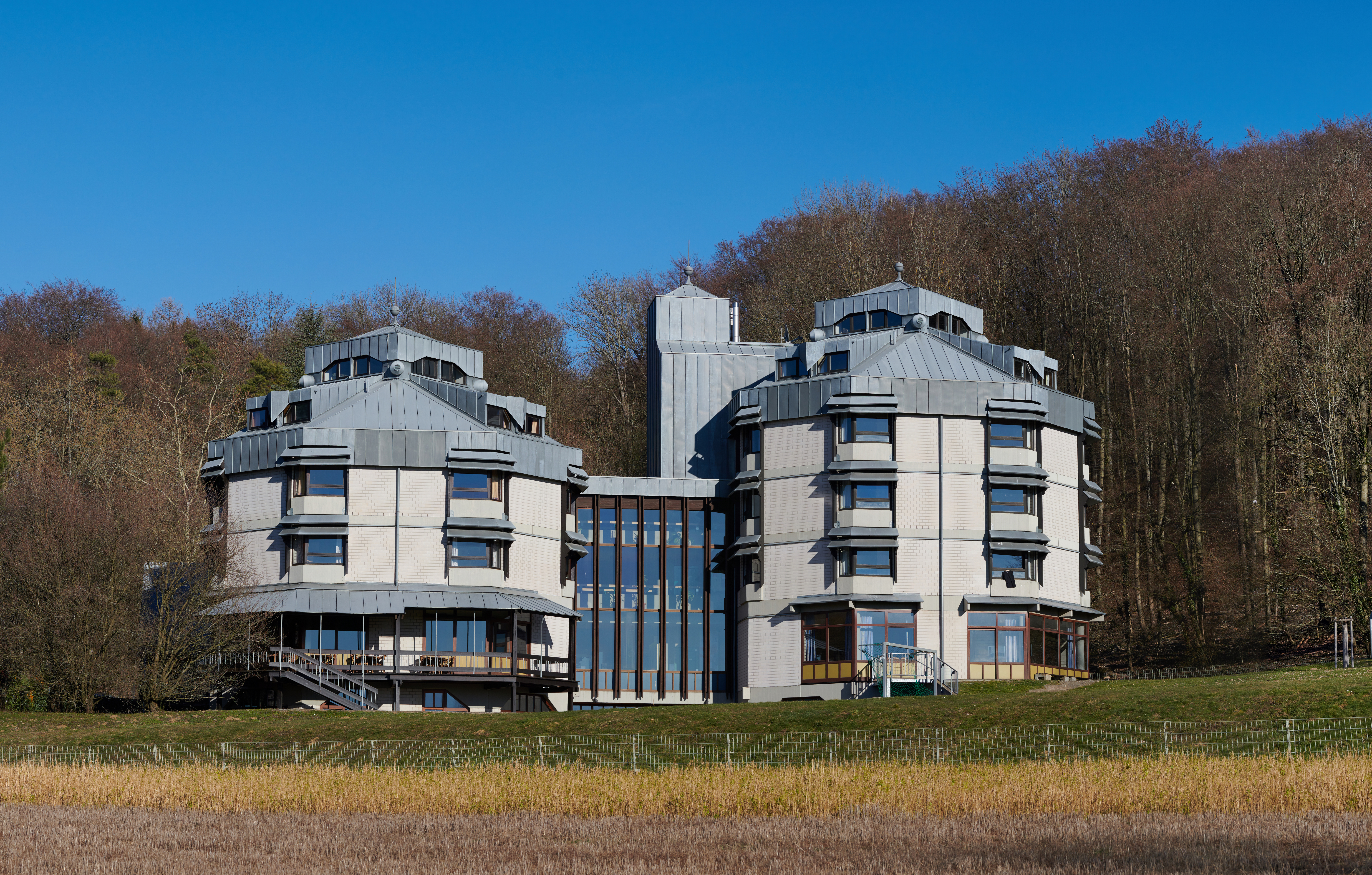
Jugendherberge Lörrach

Architektonisch eigenwillig ist das Gebäude der Lörracher Jugendherberge. Der Bau liegt am Steinenweg zwischen dem Stadtteil Stetten und der Siedlung Salzert unmittelbar am Waldrand. Von der exponierten Lage des Gebäudes aus hat man einen guten Blick auf Basel und die umliegenden Ortschaften. Die Einweihung der Jugendherberge erfolgte am 26. April 1982 durch den damaligen Bundespräsidenten Professor Karl Carstens.
Auf dem Grundstück eines ehemaligen Leichtathletik-Sportfeldes wurde im Auftrag der Wohnbau Lörrach von 1990 bis 1994 in der Nordstadt Lörrachs von den Architekten Wilhelm + Partner die Wohnanlage „Stadion“ errichtet. Die komplexe architektonische Struktur der Anlage besteht aus oval angeordneten Einheiten und acht freistehenden Gebäuden in ihrem Inneren. Die acht Gebäude verteilen sich auf zwei Quadrate, die von einem 400-Meter-Laufring umschlossen werden. Der Wohnkomplex birgt insgesamt 220 Wohneinheiten in sich.
Seit dem Frühjahr 2005 prägt ein 41 Meter hohes Wohnhaus am Chesterplatz in der Innenstadt das Stadtbild. Ebenfalls am Chesterplatz befindet sich das Geschäftshaus Galleria Mendini, ein Projekt des italienischen Architekten Alessandro Mendini. Die zum Platz zugewandte Fassade fällt durch seine auffällige Farbgebung auf. Seit der 2000er Jahre bemüht sich die Stadt dem Wohnungsmangel durch energieschonenden Bauwerke zu begegnen. im Jahr 2002 wurde Lörrach als erste deutsche Kommune mit dem Schweizer Energielabel „Energiestadt“ ausgezeichnet und errang auch in den Folgejahren Auszeichnungen mehrfach den European Energy Award. Ein herausragendes Projekt dafür ist das von 2010 bis 2013 errichtete Wohnquartier Niederfeldplatz. Es handelt sich um die erste CO2-neutrale Wohnanlage Deutschlands.

### Grünanlagen und Messestandort
Im Lörrach stehen rund 10.000 städtische Bäume. Hauptbaumart mit 20 % ist der Ahorn, gefolgt von Linde und Platane mit je 7 %, Hainbuche mit 6 %, Esche mit 4 % sowie Eiche und Birke mit je 3 %.

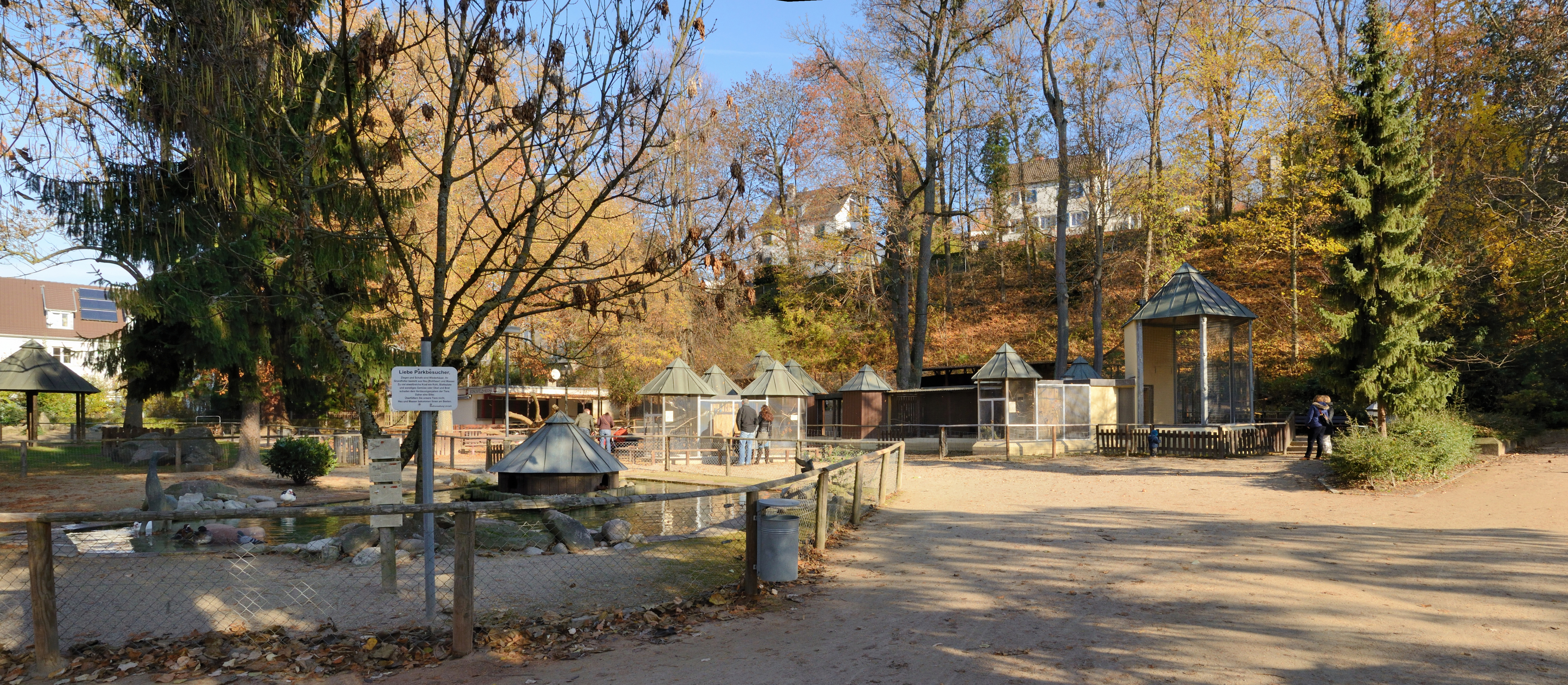
Tiergehege im Rosenfels-Park

Im Süden von Lörrach, westlich des Hünerbergs, liegt der rund 2,4 Hektar große Rosenfelspark am Fuße der Villa Rosenfels (1876 erbaut). In dieser nach Fläche zweitgrößten Parkanlage Lörrachs, die ursprünglich zum Landgut der Familie Koechlin gehörte und die erst seit 1925 für die Öffentlichkeit zugänglich ist, befindet sich ein kleiner Tierpark sowie eine Konzertmuschel aus dem Jahr 1965. Neben dem Alten Marktplatz dient die Konzertmuschel als Austragungsort für das Stimmen-Festival.

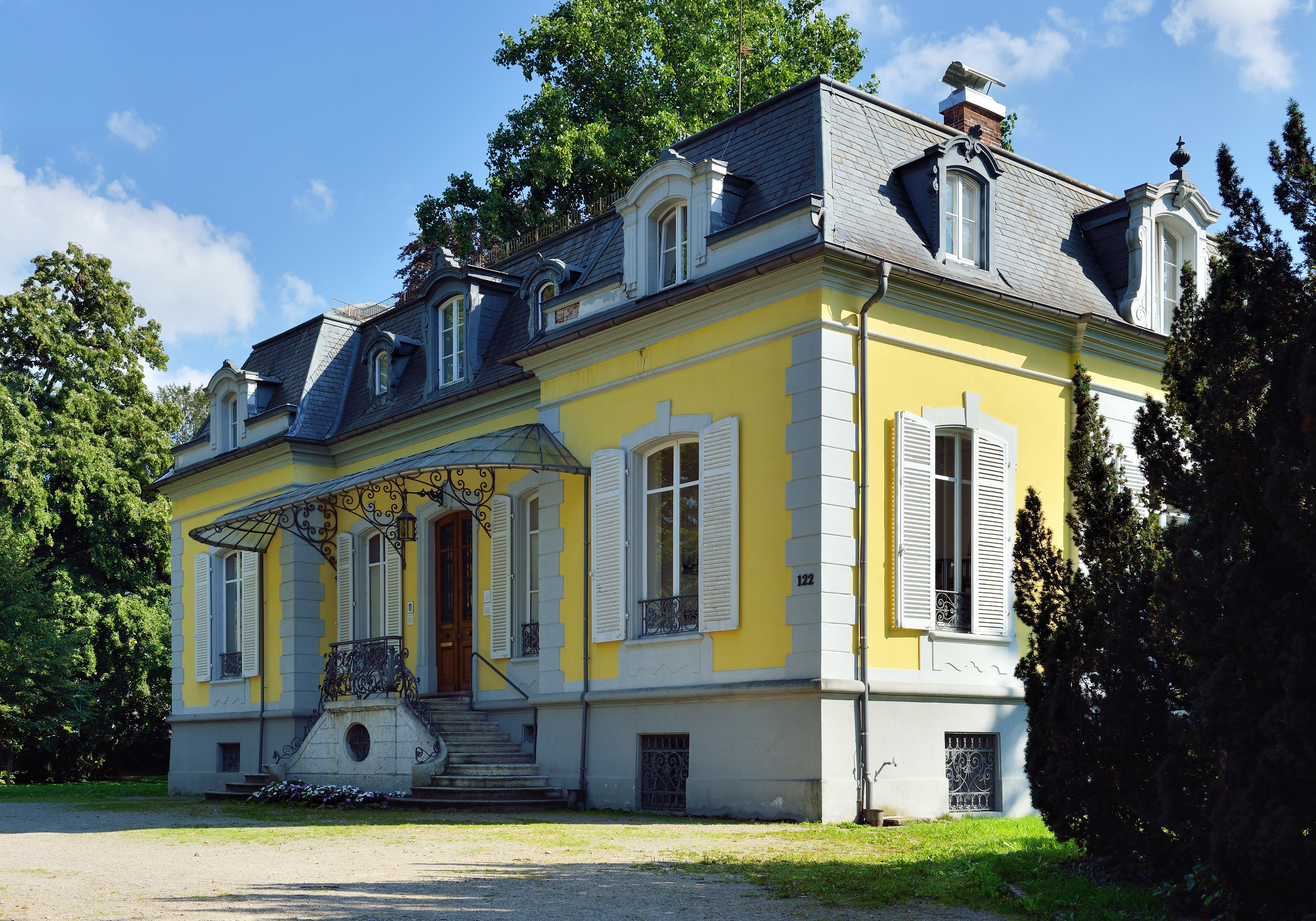
Villa Aichele

In der Stadtmitte befinden sich der 2016 umgebaute 0,35 Hektar große Hebelpark mit einer überlebensgroßen Statue des alemannischen Heimatdichters Johann Peter Hebel und der 1,5 Hektar messende Park an der Villa Aichele. Das Gebäude der Villa Aichele stammt aus dem Jahr 1861 und ist mit seinem barockisierenden Sockel dem Neobarock zuzuordnen. Es diente dem Schweizer Textilfabrikanten Nicolas Koechlin als Wohnhaus. Die Erben von Koechlin haben die Villa 1901 an Maria Aichele – der Mutter von Albert Aichele – verkauft, nach der die Villa benannt wurde. Nach dem Zweiten Weltkrieg ging der Besitz an die Stadt über. Heutzutage finden in der Villa Aichele regelmäßig kulturelle Veranstaltungen wie Lesungen, Vernissagen oder standesamtliche Trauungen statt.

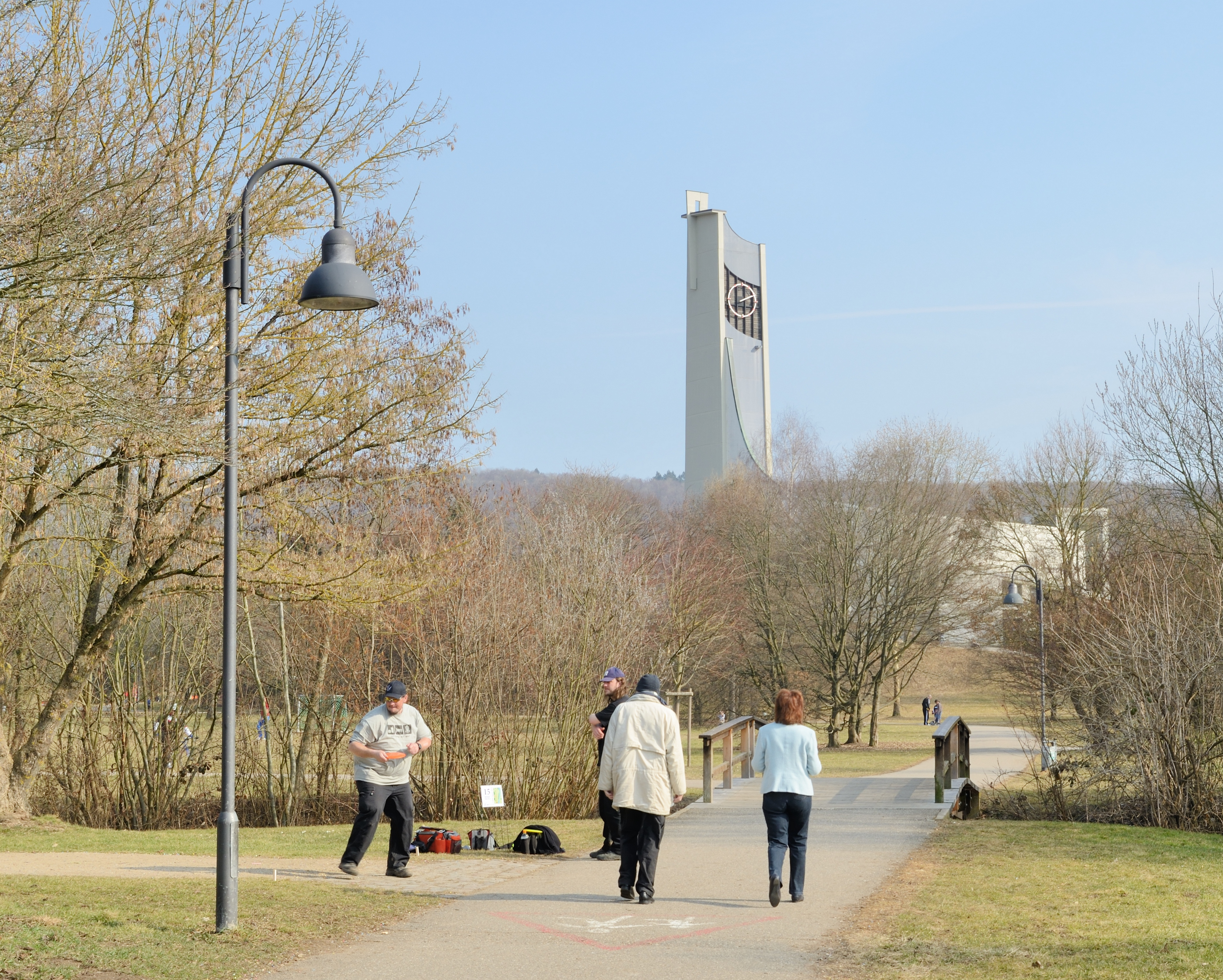
Grüttpark

Anlässlich der Landesgartenschau 1983 ist der Landschaftspark Grütt entstanden. Der Name Grütt leitet sich von dem Wort rütten ab, was so viel wie roden heißt. Diese größte Grünanlage Lörrachs mit 51 Hektar besitzt einen kleinen See (Grütt-See) und einen Bach, der sich durch den ganzen Park zieht. Entlang des Promenadenweges befindet sich ein Rosengarten.
Die teilweise bewaldeten Wanderwege sowie das Gebiet des Tüllinger Bergs, der sich zum Teil auf Lörracher Gebiet befindet, stellen keine Parkanlage dar, gelten aufgrund ihrer Naturbelassenheit und dem weiten Rundumblick in die Region dennoch als beliebtes Naherholungsgebiet.
Am Nordrand des Parks liegt das Regio-Freizeit- und Messezentrum mit einer Bruttogesamtfläche von 23.000 Quadratmetern. Hier befinden sich zwei feste Hallen mit insgesamt 7.200 Quadratmeter Ausstellungsfläche und elf weitere Hallen in Leichtbauweise, die temporär auf- und abgebaut werden. Auf einem Freigelände werden zusätzlich Sonderschauen veranstaltet. Das Messegelände hat 2005 einen neuen Messeparkplatz erhalten, um den Messestandort aufzuwerten. An der Wiesentalbahn erhielt die Station Haagen (Baden) den Namen Lörrach-Haagen/Messe.
Zu den Grünanlagen gehören auch die neun Friedhöfe in Lörrach, wovon der Hauptfriedhof in der Kernstadt mit 110.607 Quadratmetern der mit Abstand größte ist.

### Sport in Lörrach

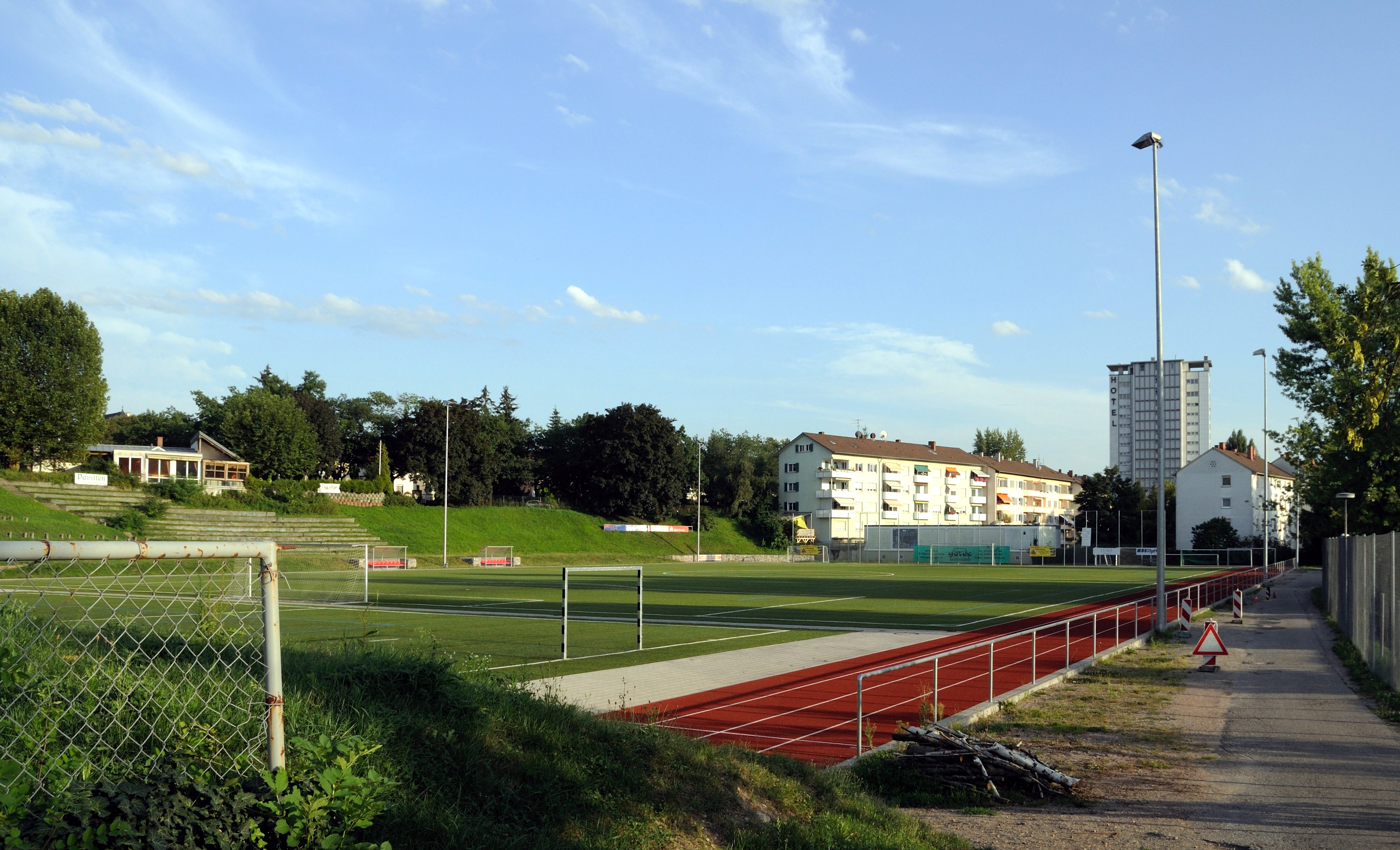
TuS-Stadion Stetten

Die Stadt Lörrach verfügt insgesamt über 60 Sportvereine, darunter mehrere Turnvereine, Tennisclubs, Skiclubs, Schützenvereine und Fußballvereine. Der Turn- und Sportverein Lörrach-Stetten war sowohl für Ottmar Hitzfeld wie für Sebastian Deisler Ausgangspunkt ihrer Karriere im Fußball und war überdies besonders in den 1980er Jahren in der Verbandsliga Südbaden erfolgreich.

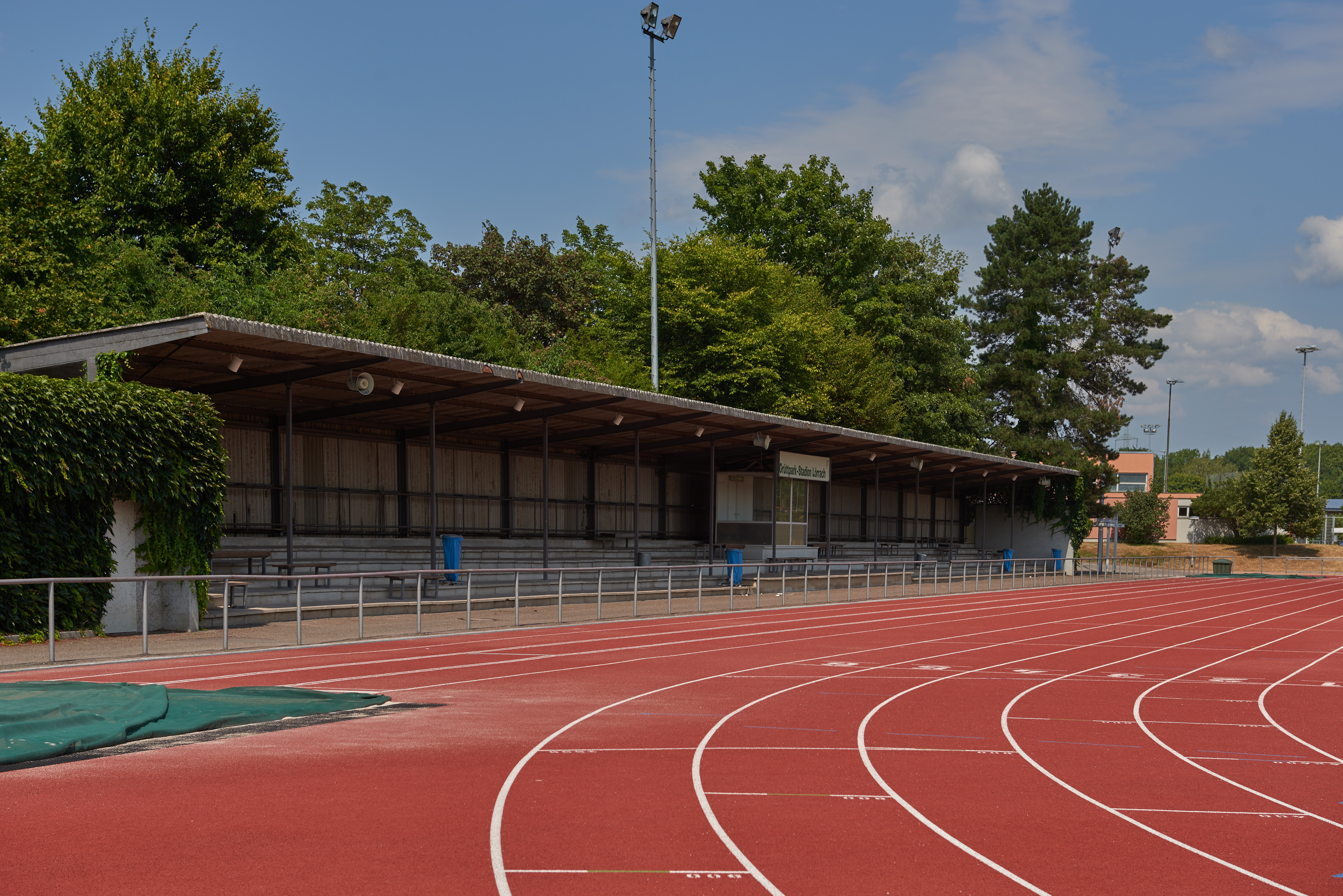
Haupttribüne des Grüttpark-Stadions

Der mit 1000 Mitgliedern stärkste Verein ist der TSV Rot-Weiß Lörrach, der mit elf Sportarten breit aufgestellt ist und sowohl überregionale Erfolge vorweisen kann wie auch Erfolge auf Landes- und Bundesebene. Wie der FV Lörrach hat der TSV seine Heimatstätte am Grüttpark-Stadion.
Zu einer Besonderheit gehört der Gewichtheberverein KSV Lörrach 1902, der 1980/81 und 1989/90 in der 2. Bundesliga teilnahm.
Bekannte Sportler des Vereins sind Monique Ludwigs (geb. Riesterer) und Jörg Mazur, der zuletzt für den Erstligisten SV Germania Obrigheim Wettkämpfe bestritt.
Unter den Fußballclubs ist besonders der 1902 gegründete FV Lörrach zu nennen. In diesem Amateur-Verein spielten Ottmar Hitzfeld und Sebastian Deisler in den Anfangsjahren ihrer Karriere Fußball. Zur Hundertjahrfeier des FV Lörrach spielte am 12. Juli 2002 im Lörracher Grüttpark-Stadion der FC Bayern München gegen den Lörracher Fußballverein und gewann mit 9:1. Dieses Spiel kam aufgrund der Kontakte vom damaligen Bayern-Trainer Hitzfeld zustande und war sein Dankeschön an den Fußballverein seiner Jugendtage. Zuvor hatte er auch Borussia Dortmund, die er in den 1990er Jahren trainiert hatte, zu einem Freundschaftsspiel nach Lörrach eingeladen. 2011 fusionierte der FV Lörrach mit dem FV Brombach, einem Verein aus dem Lörracher Stadtteil Brombach, und spielt seither unter dem Namen FV Lörrach-Brombach in der Verbandsliga Südbaden.
Im Jahr 2000 führte die 87. Tour de France durch Lörrach, die von tausenden begeisterten Fans am Straßenrand begleitet wurde. Die 18. Etappe von Lausanne nach Freiburg im Breisgau führte durch die Lörracher Innenstadt hinauf zur Lucke, einem kleinen Pass in Richtung Kandern. Bereits am 27. Juni 1971 fuhr die Tour de France 1971 durch Lörrach und war Teil der Etappe von Basel nach Freiburg.
Die von 1985 bis 2012 jährlich stattfindende Regio-Tour war ein internationales Etappenrennen in der Dreiländerregion und führte häufig durch den Landkreis und die Stadt Lörrach.
Von Mitte bis Ende September findet der Deutschlandlauf statt. Dieser Ultramarathonlauf, der in Kap Arkona auf der Insel Rügen gestartet wird, endet nach 17 Tagesetappen und rund 1200 Kilometern in der Lörracher Innenstadt. Sieger des Laufs im Jahr 2006 war der Finne Janne Kankaansyrja in einer Gesamtzeit von 110 Stunden und 6 Minuten. Insgesamt 21 Männer und vier Frauen beendeten diesen Lauf erfolgreich.

### Fasnacht
Die ersten Ursprünge der Lörracher Fasnacht lassen sich nicht mehr rekonstruieren. Der erste gesicherte Beleg dafür ist eine schriftliche Erwähnung aus dem Jahr 1620. Dieses Konzeptblatt diente als Vorlage für eine Urkunde aus den Akten des Oberamts Rötteln. Sie beinhaltet Verhaltensvorschriften für die Bevölkerung während der Vorfastenzeit. Tänze werden beispielsweise in einem gewissen Rahmen erlaubt, „Mummereien“ (Verkleidungen) jedoch untersagt. Dieser Beleg enthält allerdings keine detaillierten Schilderungen zum Festablauf selbst. Erst wieder im 19. Jahrhundert liegen Belege für die Fasnacht vor, sodass keine kontinuierliche Tradition feststellbar ist. Die Reformation drängte das fasnächtliche Treiben zurück, und die geringe Bedeutung Lörrachs im 17. und 18. Jahrhundert verhinderte eine ausgeprägte Fasnachtstradition. Erst die Industrialisierung, der wirtschaftliche Aufschwung und die merklich steigende Anzahl der Bevölkerung boten neue Voraussetzungen für die Schaffung einer Lörracher Fasnacht.

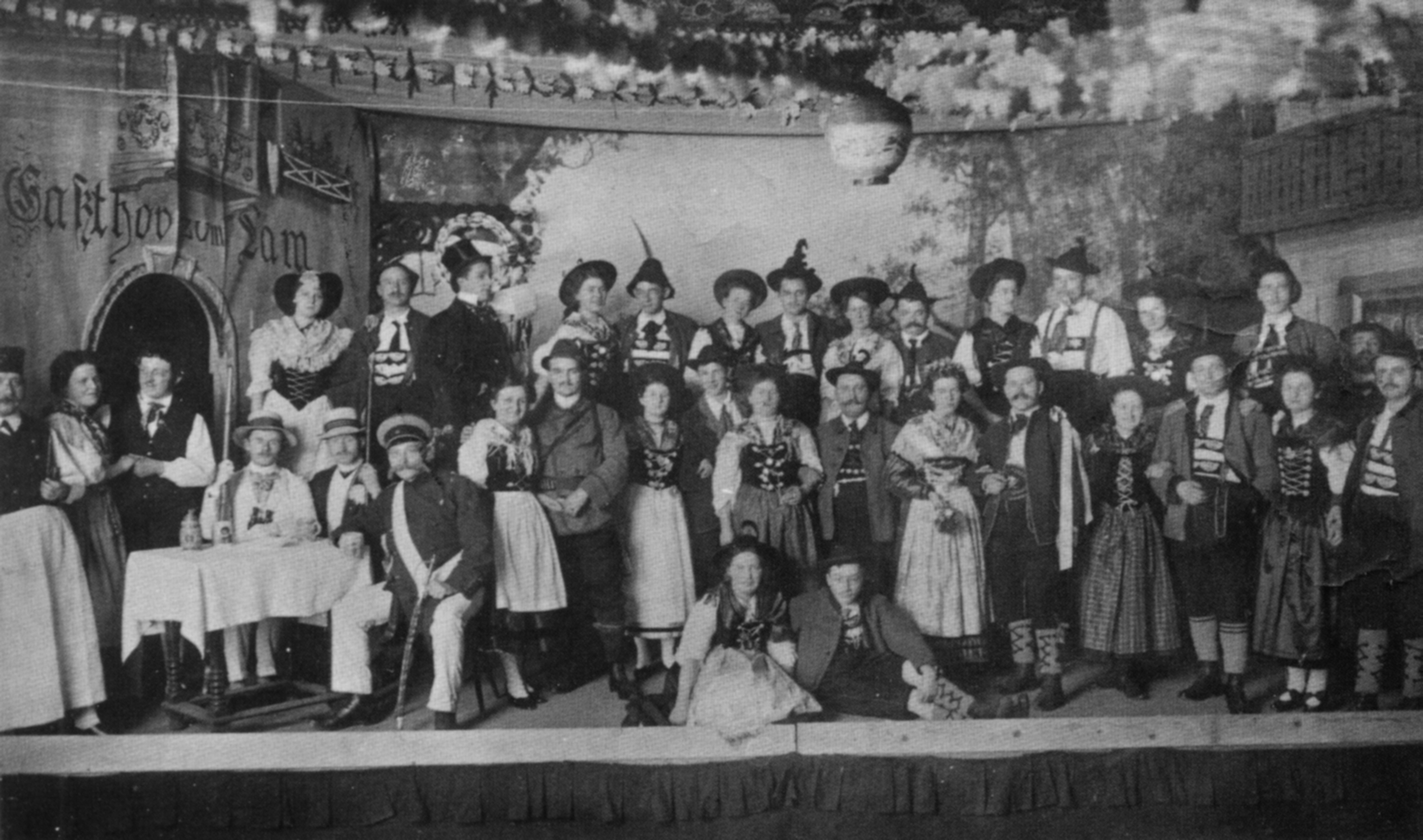
Fasnachtsaufführung in Lörrach 1910

Der erste bildlich dokumentierte Maskenumzug fand in Lörrach am 11. Februar 1866 statt. Diese Anfangsjahre waren jedoch von weitgehender Unorganisiertheit geprägt. Von 1895 bis 1907 fanden keine Maskenumzug, sondern lediglich Maskenbälle statt. Der Grundstein der heutigen Lörracher Fasnacht wird Mitte der 1930er Jahre gelegt. Der neu geschaffene Stil orientiert sich zwar an der schwäbisch-alemannischen Fastnacht, enthält anfangs allerdings auch Elemente aus dem Rheinland. 1936 findet die erste eigenständige Lörracher Fasnacht statt. Die Narrengilde Lörrach sowie einige Cliquen und die Narrenzunft Lörrach wurden in diesem Jahr gegründet. In den Folgejahren gehen die Elemente des rheinischen Karnevals zurück und neben der schwäbisch-alemannischen Tradition etablieren sich Einflüsse der Basler Fasnacht in Form der Figur Waggis und der sogenannten Guggenmusik. Der Heimatmaler Adolf Glattacker, der selbst aktiver Fasnächtler war, prägte durch seine Entwürfe für Plakatten und Embleme der Narrengilden maßgeblich mit.
Neben den Umzügen gehört das Fasnachtsfeuer zum festen Bestandteil des Fasnachtsbrauchtums. Diese finden traditionell am Samstag bzw. Sonntag nach Rosenmontag statt und gehört nachweislich zu den ältesten Bestandteilen fasnächtlichen Brauchtums. Dazu werden mehrere Meter hohe Haufen aus Holz aufgetürmt und in Brand gesetzt. Auf der Spitze des Holzhaufens wird manchmal symbolhaft für die bösen Geister eine Puppe angebracht. Teilnehmer des Fasnachtsfeuers schleudern brennende Wurfscheiben (Scheibenschlagen) in die Täler. Jeder Lörracher Stadtteil veranstaltet sein eigenes Fasnachtsfeuer, so z. B. auf dem Tüllinger Berg, auf dem Hünerberg oder auf dem Maienbühl in Stetten.

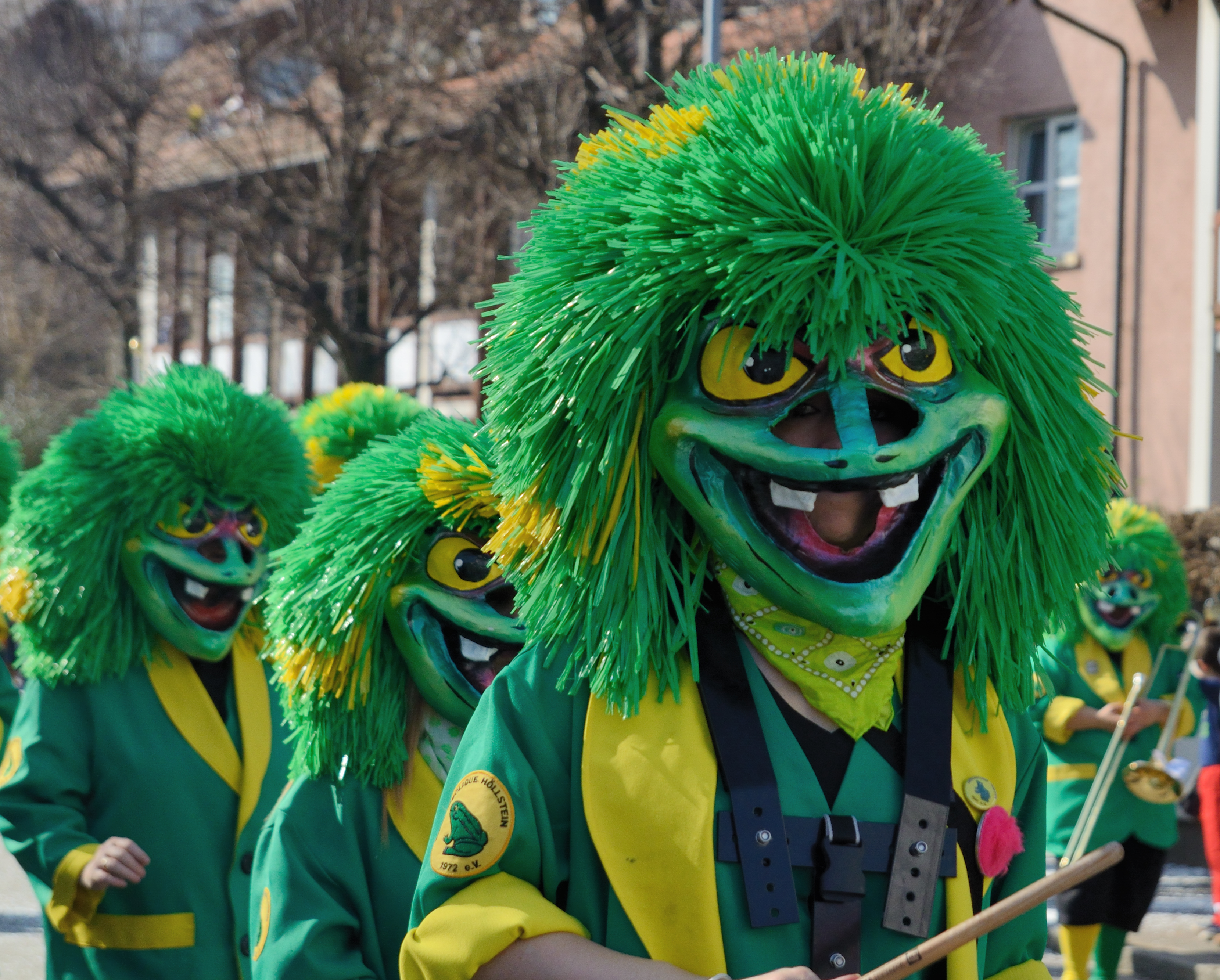
Hauinger Bauernfasnacht 2014

Die Lörracher Fasnacht orientiert sich terminlich an die sogenannte „Herrenfasnacht“. Andere Stadtteile, wie beispielsweise Hauingen, orientieren sich an die „Bauernfasnacht“. Hier beginnt die Fasnachtszeit erst, wenn anderenorts die Fastenzeit begonnen hat. Die unterschiedlichen Zeitpunkte rühren von der Neuordnung durch die Synode von Benevent im Jahr 1091, in der die Fastenzeit um eine Woche nach vorne verschoben wurde.
Trotz der vergleichsweise kurzen Fasnachtstradition gilt Lörrach durch die Aktivitäten der letzten 70 Jahre als eine Fasnachtshochburg in Baden-Württemberg. Die Narrengilde Lörrach 1936 e. V. zeichnet heute für die Straßenfasnacht, die Narrenzunft Lörrach 1936 e. V. für die Zunftabende verantwortlich. 2007 nahmen 150 Fasnächtler aus Lörrach an der Steubenparade in New York City teil.

### Regelmäßige Veranstaltungen

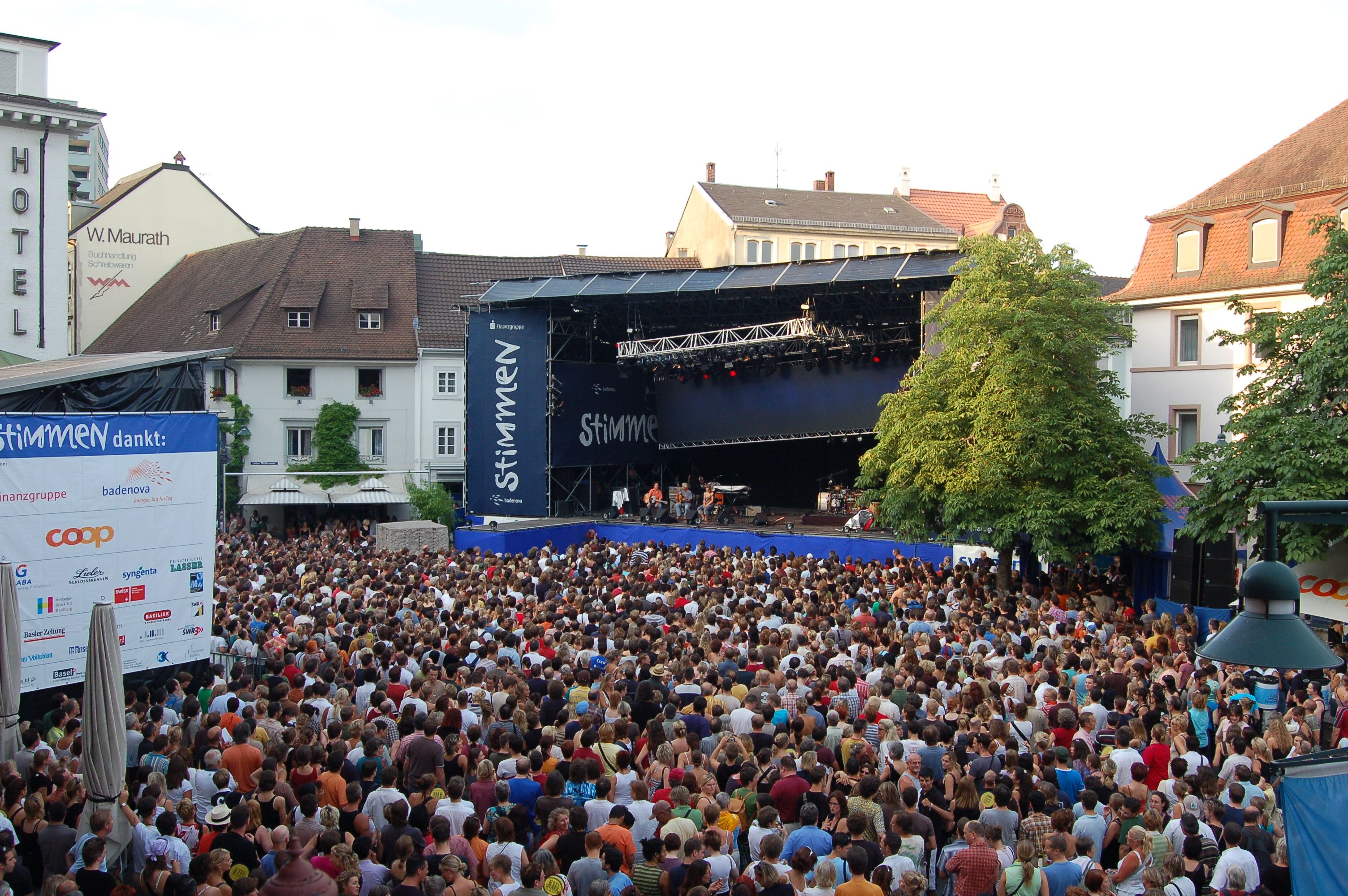
Bühne des Stimmen-Festivals

| Zeit                                      | Veranstaltung |
| ----------------------------------------- | --- |
| Samstag bzw. Sonntag nach Fasnacht        | diverse Fasnachtsveranstaltungen, unter anderem das sogenannte Fasnachtsfeuer in verschiedenen Stadtteilen Lörrachs |
| Frühjahr                                  | Regio-Messe Lörrach, jährlich stattfindende Verbrauchermesse                                                        |
| Juni                                      | Weindorf auf dem Alten Marktplatz                                                                                   |
| Juli                                      | Stimmen-Festival, jährlich stattfindende Freiluftkonzerte                                                           |
| Ende Juli                                 | Schlossbergfest in Haagen                                                                                           |
| Juli/August                               | Burgfestspiele Rötteln auf der Burg Rötteln                                                                         |
| Sommer                                    | Lörracher Stadtlauf, jährlich in der Innenstadt abgehaltene Laufsportveranstaltung                                  |
| Erstes Wochenende im September            | Stroosefescht in Alt-Stetten, ein seit 1974 stattfindendes und gleichzeitig größtes Straßenfest in Lörrach          |
| Jedes Jahr am 21. September               | Tag der Demokratie (seit 2015), zum Erinnerung an den sogenannten Struve-Putsch.                                    |
| Ende September                            | Schlossgrabenfest in Brombach                                                                                       |
| Donnerstag vor dem zweiten Adventssonntag | Weihnachtsmarkt Lörrach, auf dem Alten Marktplatz und der Tumringerstraße                                           |

## Persönlichkeiten

### Politik und Stadtgeschichte

Markus Pflüger

Der gebürtige Lörracher Markus Pflüger war als deutscher Revolutionär und Politiker der Wegbereiter für den badischen Revolutionär Gustav Struve. Pflüger war Hauptmann des 1. Fähnleins der Volkswehr und ebnete damit Struve wesentlich den anfänglichen Erfolg des republikanischen Aufstandes in Lörrach während der Märzrevolution. Später war Pflüger (1858–1903) Mitglied im Lörracher Gemeinderat.
Der 1895 in Lörrach geborene Walther Bringolf war ein schweizerischer Politiker und von 1953 bis 1962 Präsident der Sozialdemokratischen Partei. 1961 war er Schweizer Nationalratspräsident.
Der 1899 in Lörrach geborene Friedrich Vortisch war Jurist und Politiker der FDP/DVP. Er war 1946/47 Mitglied der Beratenden Landesversammlung Badens und wurde anschließend in den Badischen Landtag gewählt, dem er bis 1952 angehörte. Von 1952 bis 1960 war er Mitglied des Baden-Württembergischen Landtages.
Der 1937 geborene Rainer Offergeld war von 1984 bis 1995 Oberbürgermeister der Stadt Lörrach. Offergeld bekleidete davor in den 1970er Jahren mehrere politische Funktionen auf Bundesebene, unter anderem war er von 1978 bis 1982 Bundesminister für wirtschaftliche Zusammenarbeit.
Die Politikerin Marion Caspers-Merk vertrat von 1990 bis 2009 als Mitglied des Deutschen Bundestages den Wahlkreis Lörrach-Müllheim als Abgeordnete. Von Mai 2011 bis Mai 2016 war der gebürtige Lörracher SPD-Politiker Rainer Stickelberger Landesjustizminister im Kabinett Kretschmann I.

### Wissenschaft und Religion

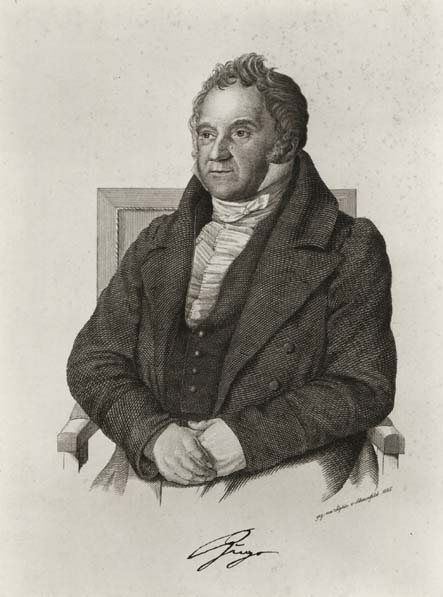
Gustav von Hugo

1764 wurde Gustav von Hugo in Lörrach geboren. Der Jurist, der an der Universität Halle promovierte, wurde an der Universität Göttingen ordentlicher Professor. Er gilt als Wegbereiter und Mitbegründer der Historischen Rechtsschule. Neben seinen juristischen Beiträgen sind auch seine Briefwechsel mit den Gebrüdern Grimm überliefert, zu denen er eine freundschaftliche Beziehung pflegte.
Nelly Naumann wurde 1922 in Lörrach geboren und war eine deutsche Japanologin. Ihr Abhandlungen für die Japanforschung gelten als bedeutend, besonders ihre Analyse über die japanischen Mythen im Zusammenhang mit dem Shintoismus.
Im Jahr 1961 wurde der Physiker Roland Wiesendanger im benachbarten Basel geboren. Er wuchs in Lörrach auf und besuchte von 1972 bis 1981 das Hans-Thoma-Gymnasium, wo er sein Abitur ablegte. Wiesendanger forscht auf dem Gebiet der Rastertunnelmikroskopie.
1962 wurde der deutsche Mathematiker und Hochschullehrer Joachim Escher in Lörrach geboren. Er hat derzeit eine Professur an der Leibniz Universität Hannover und die Vizepräsidentschaft für Berufungsangelegenheiten, Personalentwicklung und wissenschaftliche Weiterbildung inne.
Von 1967 bis 1969 war Ernst Kern Chefarzt der Chirurgischen Abteilung des Städtischen Krankenhauses in Lörrach, bevor er Professor der Chirurgie in Würzburg wurde. Sein Nachbar in Lörrach war der emeritierte Hochschullehrer und Chirurg Rudolf Nissen.

### Kunst und Kultur

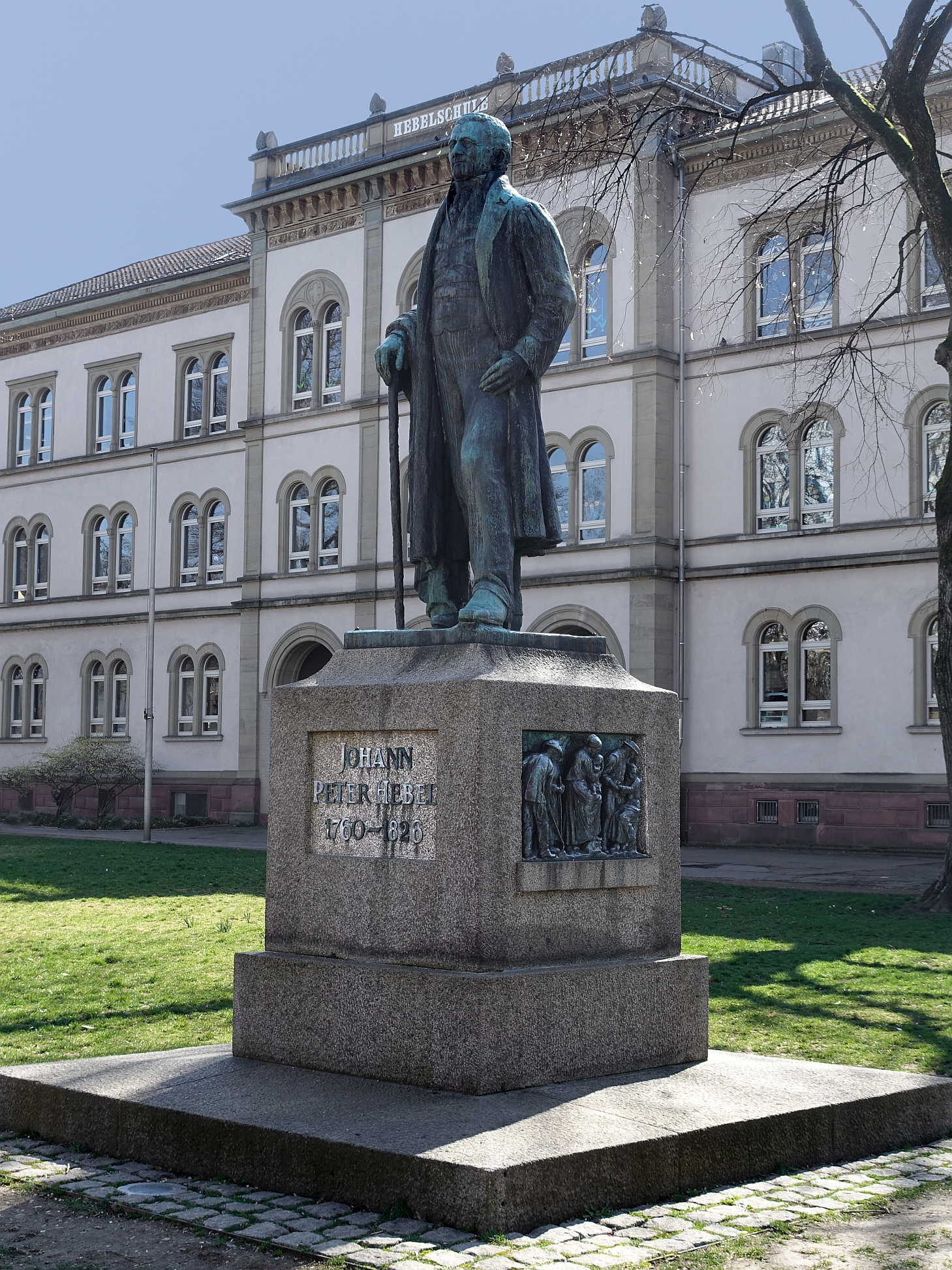
Denkmal im Hebelpark vor der Hebelschule

Eine der bedeutendsten Persönlichkeiten, die mit Lörrach in Verbindung gebracht wird, ist der Heimatdichter, Theologe und Pädagoge Johann Peter Hebel. Hebels Geburtsort wird allgemein – auch von ihm selbst – mit Basel angegeben; allerdings gibt es einige schwache Indizien dafür, dass er auch im heute zu Lörrach gehörigen Ort Hauingen geboren sein könnte. Unabhängig vom Geburtsort ist Hebel in Lörrach allgegenwärtig. Diverse Straßen, Plätze und Schulen erinnern an ihn. Von 1783 bis 1791 war er Lehrer am sogenannten Pädagogium in Lörrach.
Friedrich Kaiser wurde 1815 in Lörrach geboren und war ein deutscher Historien- und Schlachtenmaler sowie Lithograph. Von Kaiser stammt die bekannte Darstellung Einzug der Freischärler in Lörrach des Struve-Aufstands im Laufe der Märzrevolution.
1864 wurde Max Laeuger in Lörrach geboren. Der bildende Künstler war von 1904 bis 1934 Professor für Figurenzeichnen und Dekoration an der Technischen Hochschule in Karlsruhe. Später lehrte er dort auch Architektur. Laeuger war Gründungsmitglied des Deutschen Werkbundes und stellte seine Keramik auf Weltausstellungen aus; er schuf im Bereich der Gartenkunst bedeutsame Sehenswürdigkeiten und baute z. B. für seinen Lörracher „Ziehbruder“, den Gründer des Küchlintheaters in Basel und Kunstmäzen Karl Küchlin.
Im Jahr 1870 ist in der damals eigenständigen Gemeinde Stetten der Maler und Grafiker Hermann Daur geboren. Daur besuchte in Lörrach das Gymnasium und studierte in Karlsruhe an der Kunstgewerbeschule. 1906 zog er nach Ötlingen und lebte dort als freier Maler. Sein künstlerischer Nachlass ist im Dreiländermuseum zu besichtigen.
Der 1878 in Wehr geborene Kunstmaler und Zeichner Adolf Glattacker gilt als einer der wichtigsten Heimatmaler des Markgräflerlandes. Glattacker schuf zahlreiche Illustrationen zu Hebels Werken und wohnte zuletzt im Lörracher Ortsteil Tüllingen. Zeitgenosse und Freund von Glattacker war der 1879 geborene Dichter und Maler Hermann Burte. Burtes Wirken ist umstritten, da er schnell zum Verfechter völkischer Ideologie geworden war und schließlich ein eifriger Unterstützer des Nationalsozialismus war. Von 1924 bis 1932 trug Burte als Mitherausgeber und maßgeblicher Mitarbeiter der in Lörrach vierzehntäglich erscheinenden deutschnational-völkischen Zeitschrift Der Markgräfler zur Schwächung der Weimarer Republik und ihrer Institutionen bei. Die 1939 an Burte verliehene Ehrenbürgerschaft Lörrachs und die Verweigerung, sie ihm posthum abzuerkennen, ist bis heute umstritten.
Harald Hauser (1912–1994) war ein Schriftsteller, der als Verfasser von Romanen, Kinderbüchern, Theaterstücken, Fernsehdrehbüchern und Radio-Features bekannt geworden ist. Die bekannte schweizerische Schriftstellerin Ruth Schweikert (1964–2023) wurde in Lörrach geboren. Sie wuchs allerdings in Aarau auf.
Der gebürtige Lörracher Heinz Zuber (* 1941) ist seit 30 Jahren festes Mitglied des Wiener Burgtheaters. Zuber ist nicht nur in zahlreichen Theateraufführungen zu sehen, sondern auch Fernsehsendungen wie zum Beispiel dem Tatort, wo er den Kommissar Schulz spielte.
Der Jazzbassist und Musikjournalist Martin Kunzler wurde 1947 in Lörrach geboren. Er ist für sein im Rowohlt Verlag erschienenes rororo Jazz-Lexikon bekannt, das gegenwärtig als deutschsprachiges Standardwerk dieser Musikrichtung gilt. Der Lörracher Physiker Hans Deyssenroth (* 1937) ist als Jazzpianist in der Schweizer Szene aktiv; er ist einer der Pioniere des Computerjazz.
In Lörrach geboren und aufgewachsen sind die beiden Kabarettisten Volkmar Staub (* 1952) und Florian Schroeder (* 1979).

### Sport und Gesellschaft
Mit Lörrach eng verbunden und „seelisch bereits eingemeindet“ fühlte sich der erste Bundespräsident Theodor Heuss. Im Stadtteil Tumringen lebte seit 1946 sein einziger Sohn Ernst Ludwig Heuss, Direktor der WybertGmbH (heute GABA-Gruppe), mit seiner Familie. Daher verbrachte Theodor Heuss oft seine Weihnachtsferien in Lörrach. In Erinnerung an den beliebten und volksnahen Bundespräsidenten wurden in Lörrach die Realschule und eine zentrale Straße in Tumringen nach Theodor Heuss benannt.

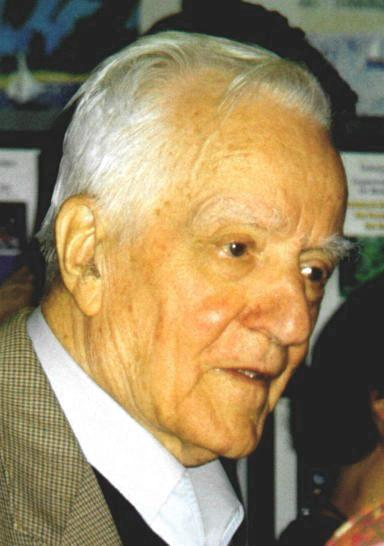
Theodor Binder

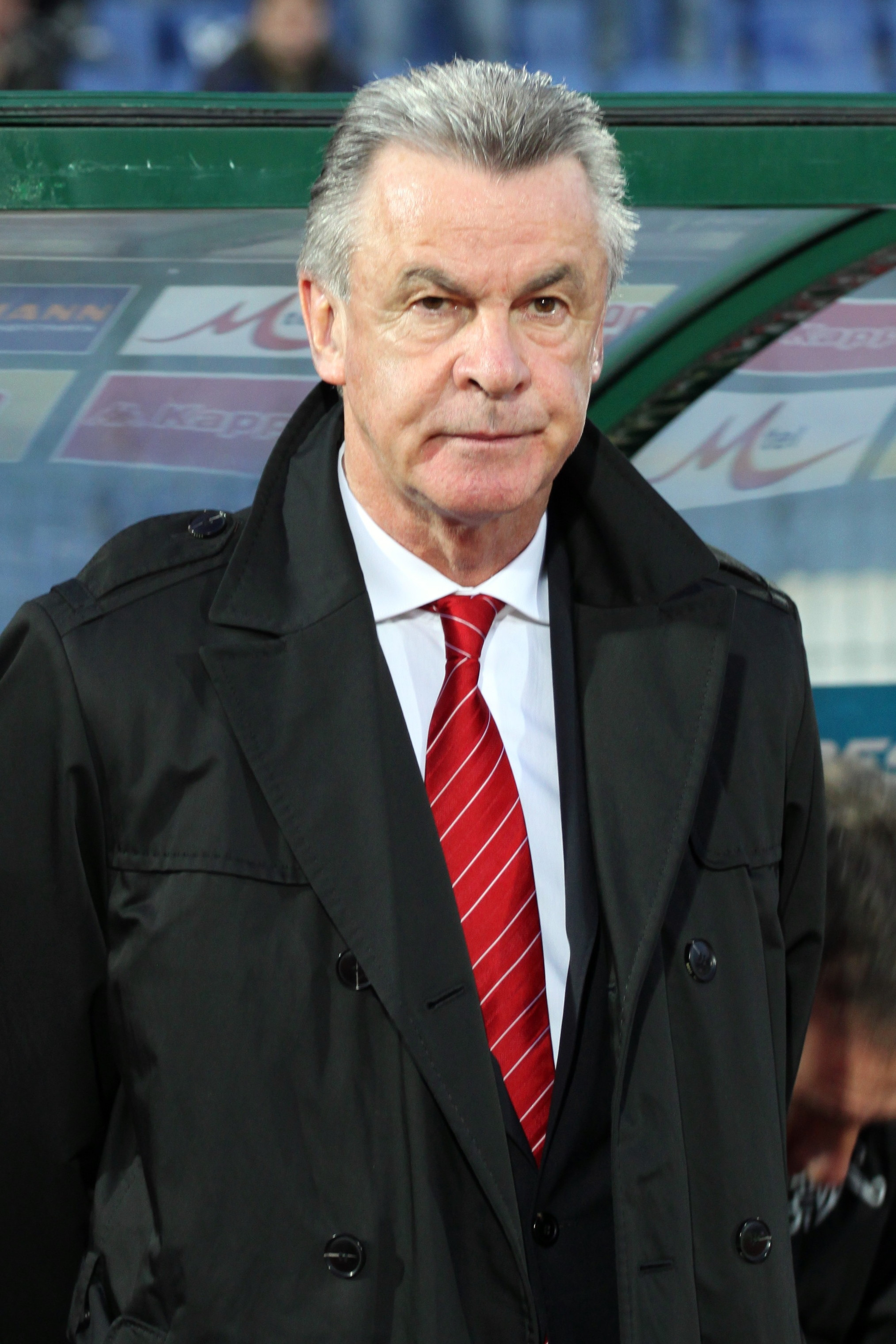
Ottmar Hitzfeld

Der Arzt Theodor Binder wurde 1919 in Lörrach geboren. Binder, der Medizin, Philosophie und Ethnologie in Freiburg im Breisgau, Straßburg und Basel studierte, wurde stark humanistisch geprägt und pflegte beispielsweise Freundschaft zu Albert Schweitzer sowie den Philosophen Ludwig Klages und Martin Heidegger. Während des Zweiten Weltkrieges schloss er sich dem Widerstandskämpfer Carl Friedrich Goerdeler an. 1948 wanderte Binder nach Peru aus, wo er – ähnlich wie Albert Schweitzer in Afrika – als Arzt im Amazonasgebiet arbeitet. 1975 erhielt er zusammen mit Mutter Teresa für seine Arbeit den Albert-Schweitzer-Preis verliehen. Ende der 1980er Jahre kehrte er nach Deutschland zurück und eröffnete 1988 in Lörrach eine Praxis für biologische Medizin. Binder gründete die Organisation für Indianerhilfe und Tropenwaldschutz.
1943 wurde Willi Eichin im Ortsteil Haagen geboren; der Kunstradsportler wurde zweifacher Weltmeister im Einer-Kunstradfahren. Er starb 2002 in seinem Heimatort. Der 1949 in Lörrach geborene Ottmar Hitzfeld ist ehemaliger Trainer der Schweizer Fussballnationalmannschaft und Fußballspieler. In seiner Spieler- und Trainerlaufbahn wurde er insgesamt vier Mal Schweizer und sieben Mal Deutscher Fußballmeister und holte diverse andere Titel. Hitzfeld wurde 1997 und 2001 als „Welt-Trainer des Jahres“ gewürdigt. Die 1971 in Rheinfelden geborene und in Lörrach aufgewachsene Monique Ludwigs (gebürtig: Monique Riesterer) ist eine ehemalige deutsche Gewichtheberin. Sie wurde elf Mal deutsche Meisterin im Gewichtheben und errang bei Europameisterschaften mehrere Bronze-, Silbermedaillen und eine Goldmedaille. Der ehemalige Fußballer Sebastian Deisler wurde 1980 in Lörrach geboren; hier begann seine Karriere als Fußballer, wo er für zwei Vereine spielte. Deisler gehörte fünf Jahre dem Verein FC Bayern München an und war an 36 Spielen der deutschen Nationalmannschaft beteiligt. Die Fußballerin Melanie Behringer wurde 1985 in Lörrach geboren. Die Mittelfeldspielerin spielte von 2003 bis 2008 für den SC Freiburg, wechselte dann zum FC Bayern München und ist seit 2005 Mitglied der Frauen-Nationalmannschaft, mit der sie 2007 Weltmeisterin wurde. Die in Brombach geborene Gabi Roth (geborene Lippe, * 1967) ist eine ehemalige deutsche Leichtathletin und Olympiateilnehmerin, die bei der Europameisterschaft 1990 die Silbermedaille mit der 4-mal-100-Meter-Staffel gewann und 1990 Deutsche Meisterin im 100-Meter-Hürdenlauf war. Der Junioren-Weltmeister im Handball Matthias Baur wurde 1988 in Lörrach geboren.
Der schweizerische Fernsehmoderator und Meteorologe Jörg Kachelmann wurde 1958 in Lörrach geboren. Er wuchs allerdings in Schaffhausen auf.

### Ehrenbürger
Die Stadt Lörrach hat bisher 25 Bürgern und einer Bürgerin das Ehrenbürgerrecht ausgesprochen, das erste Mal im Jahr 1818. Die bekanntesten Persönlichkeiten sind der ehemalige Oberbürgermeister Egon Hugenschmidt, der Architekt und Künstler Max Laeuger und der Dichter und Maler Hermann Burte. Da Burte überzeugter Nationalsozialist und Verfechter der Ideologie des Hitler-Regimes war, gab es immer wieder Bestrebungen, ihm diese Auszeichnung postum abzuerkennen. Dies ist bis heute nicht geschehen. Wegen Burtes bestehender Ehrenbürgerschaft lehnte Theodor Heuss die ihm angetragene Ehrenbürgerschaft Lörrachs ab.

## Filme
- Eine Liebe in Deutschland, Drama, Deutschland, 1983, 132 Min., Regie: Andrzej Wajda
- Fahr mal hin. Lörrach: Eine Stadt im Dreiländereck. Dokumentation, 30 Min., Produktion: SWR, Erstsendung: 8. Mai 2007, Inhaltsangabe des SWR
- Das Verhör des Harry Wind, Drama, Schweiz/Deutschland, 2008, Regie: Pascal Verdosci.[160]